# Golfe du Lion
Pour les articles homonymes, voir Lion (homonymie).
Le golfe du Lion est un golfe fermant l'extrême nord-ouest de la Méditerranée occidentale, entre le cap de Creus, situé en Catalogne (province de Gérone) à l'ouest et le cap Sicié dans le Var ou, d'un point de vue purement géographique, le cap Couronne dans les Bouches-du-Rhône. Son littoral relève donc principalement des régions administratives françaises d'Occitanie à l'ouest, et de Provence-Alpes-Côte d'Azur à l'est.
La plus grande étendue du littoral du golfe du Lion, correspondant essentiellement à la côte du Languedoc au centre, se caractérise par un important complexe lagunaire jalonné de reliefs collinaires : Corbières maritimes, montagne de la Clape, volcan d'Agde, mont Saint-Clair, massif de la Gardiole et Costières. Pour les géographes, ce sont d'ailleurs ces lagunes et étangs fermés par un littoral sablonneux qui caractérisent le golfe et sont à  distinguer de la côte rocheuse et découpée qui lui fait suite. À l'est de ce complexe lagunaire, s'étendent d'ouest en est au-delà de la Crau, les chaînons provençaux suivants : massif de l'Estaque, massif des Calanques, falaises Soubeyranes et massif du Cap-Sicié. Cette partie occidentale de la côte provençale est échancrée de nombreuses calanques : Côte Bleue, calanques de Marseille. Au sud-ouest du golfe du Lion, la Côte Vermeille entaillée de criques correspond au littoral roussillonnais du massif des Albères, dont le cap de Creus est le promontoire oriental séparant le golfe de Roses et le golfe du Lion. Le littoral de ce dernier compte en outre de nombreux fleuves côtiers dont les principaux sont d'ouest en est le Tech, le Têt, l'Agly, l'Aude, l'Orb, l'Hérault, le Lez, le Vidourle, le Vistre et surtout le Rhône dont le delta constitue la Camargue.
Les ports de commerce et les ports de pêche principaux en sont d'ouest en est : Port-Vendres, Port-la-nouvelle, Sète, Le Grau-du-Roi, Marseille-Fos, qui joue un grand rôle et enfin La Ciotat. Le littoral du golfe du Lion a en outre fait l'objet de la création de nombreux ports de plaisance, impulsée par la mission Racine : Saint-Cyprien, Port Barcarès, Port-Leucate, Gruissan, Cap d'Agde, La Grande-Motte, Port-Camargue, mais aussi Bandol.
Sur le plan artistique, le golfe du Lion a été représenté dans de nombreuses œuvres picturales, ainsi que dans de nombreuses œuvres cinématographiques et télévisuelles. Le golfe est également cité dans de nombreuses chansons françaises dont la célèbre Supplique pour être enterré à la plage de Sète, écrite et interprétée par l'auteur-compositeur-interprète Georges Brassens, natif lui-même du port de Sète, mais aussi par d'autres artistes similaires tels que Charles Trénet.

## Toponymie
Les eaux du golfe du Lion ont porté différents noms au cours de l'histoire. Durant l'Antiquité, le nom prévalant est celui de Mare Gallicum (« mer des Gaulois »). Au Moyen Âge apparaît le nom actuel de golfe du Lion, ou Sinus Leonis en latin, nom qui perdure aujourd'hui encore.
Cependant, le XVIIIe siècle voit éclore le nom de « golfe de Lion », et surtout de « golfe de Lyon », sur de nombreuses cartes. L'hydrographe Filliol publie ainsi en 1725 une carte du golfe sous le titre Carte du Golfe de Lyon. Ce nom est utilisé à de multiples reprises, et en particulier sur la première carte de France considérée comme géographiquement exacte : la Carte de France dressée sur les observations de MM. de l'Académie Royale des Sciences, publiée en 1747 par Philippe Buache de l'Académie Royale des Sciences sur la base des travaux de triangulation géodésique conduits par la famille Cassini. Le nom de « golfe du Lion » finit néanmoins par s'imposer à la fin du XIXe siècle.
Il existe au moins trois hypothèses pour expliquer l'origine du nom du golfe du Lion, les deux premières se référant à l'animal de la famille des félidés, la troisième se référant à une évolution sémantique :
1. Le « lion dangereux »

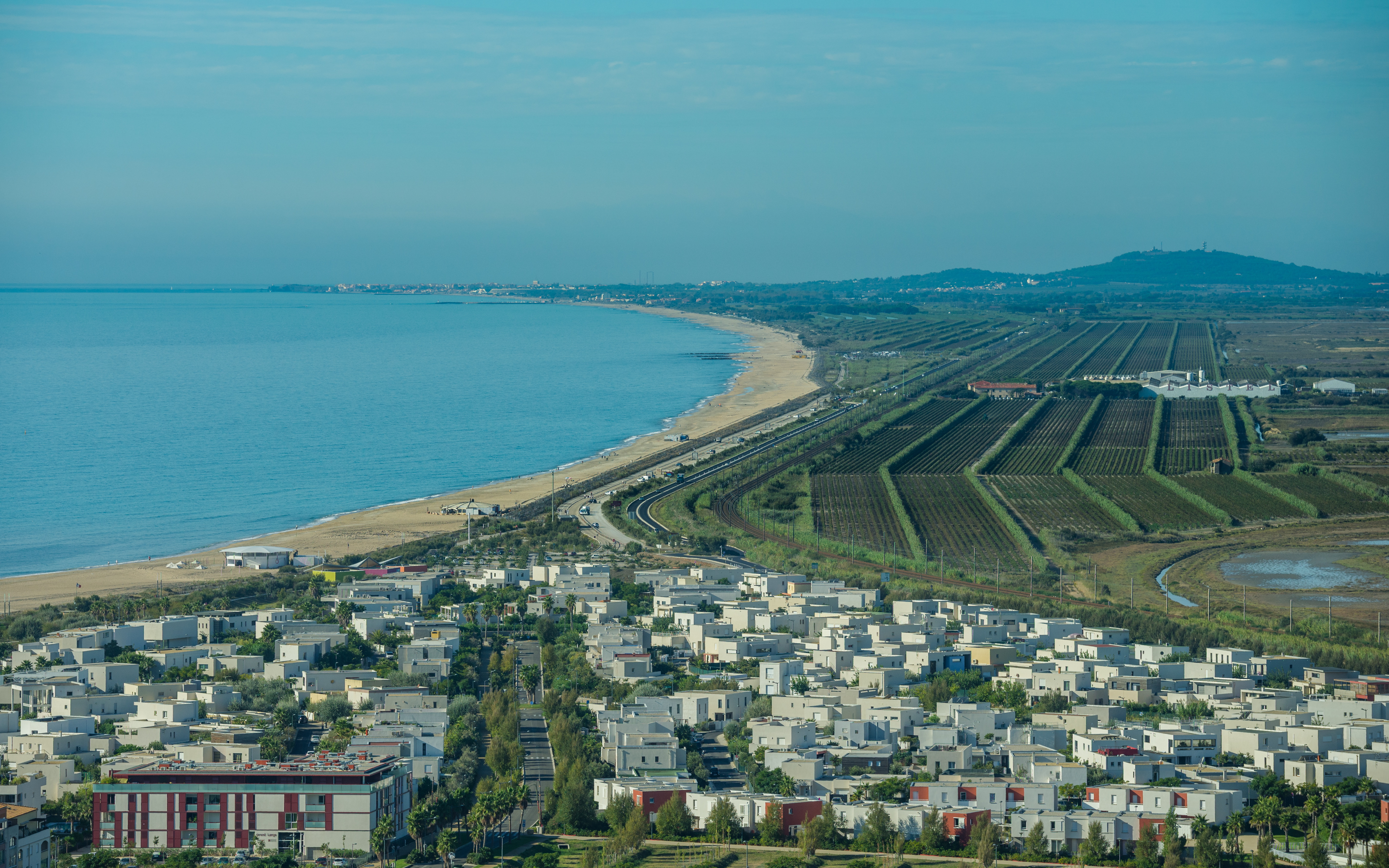
Le golfe du Lion à Sète.

Le nom actuel du golfe est apparu, au plus tard, au XIIIe siècle (en latin médiéval sinus Leonis, mare Leonis, en occitan golf del/dau Leon, en espagnol golfo de León) et pourrait venir de la comparaison avec un lion : cela suggèrerait simplement que cette partie de la mer est aussi dangereuse qu'un lion, car elle connaît des vents violents et soudains qui menacent les bateaux (les marins et les pêcheurs connaissent très bien ces dangers).
Cette comparaison avec un lion se retrouve dans plusieurs sources convergentes : le dictionnaire français de noms de lieux de Deroy et Mulon, le grand dictionnaire occitan de Mistral, la célèbre Encyclopédie ou Dictionnaire raisonné des sciences, des arts et des métiers de Diderot et d'Alembert et plusieurs textes en latin depuis le XIIIe siècle. Ces sources, notamment Deroy et Mulon, Diderot et d'Alembert, rejettent l'hypothèse selon laquelle le nom aurait une relation avec la ville de Lyon, qui est beaucoup trop éloignée du golfe.
2. Le « lion couché »

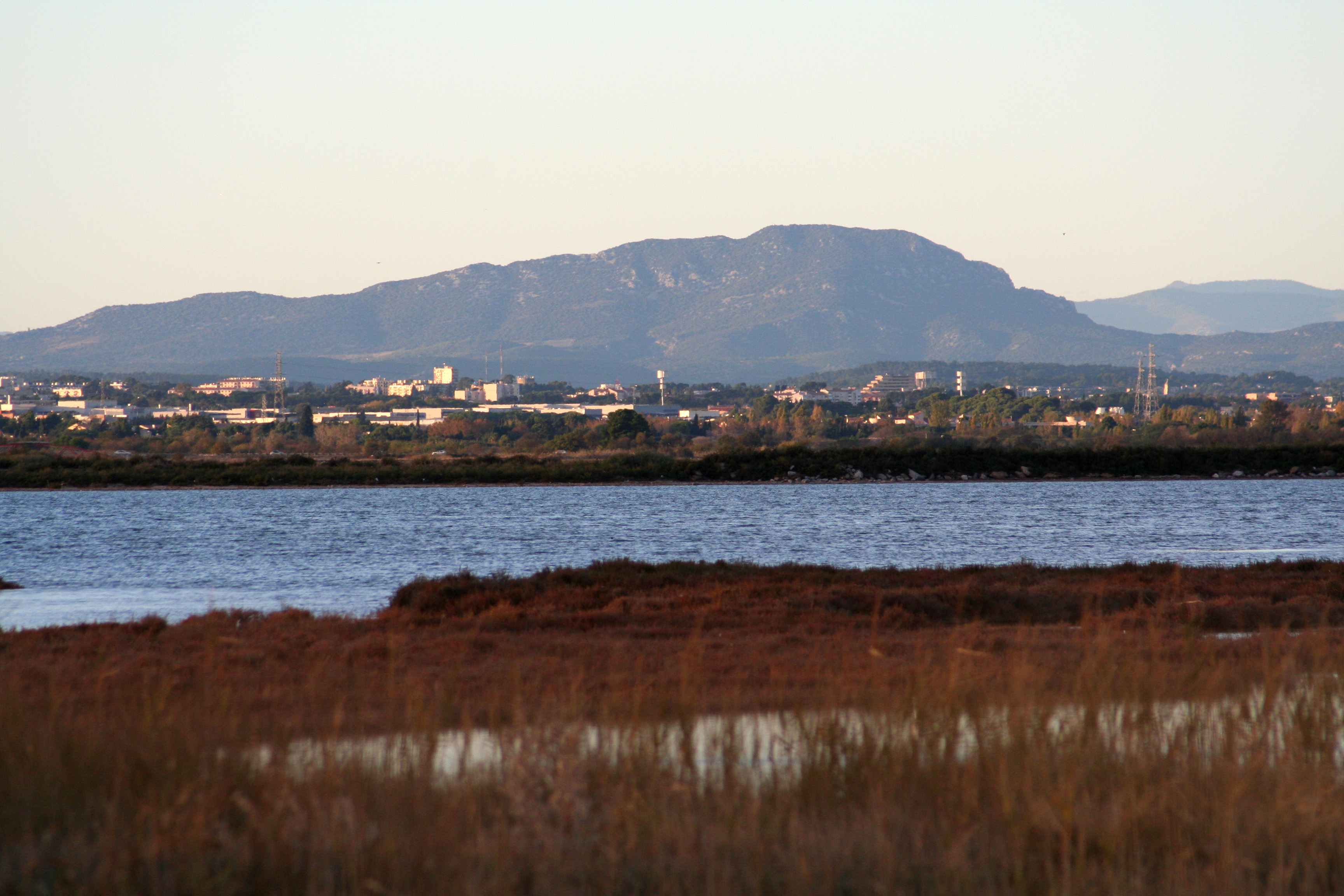
Le pic Saint-Loup, lion couché.

Une deuxième hypothèse traditionnelle, évoquée dans la région de Montpellier avancerait le fait que le pic Saint-Loup, dont la crête rappelle un lion couché, est un amer qui aurait inspiré, par son aspect, le nom du golfe. Selon cette idée, le pic Saint-Loup, dernière éminence avant la côte et située à l'extrémité méridionale du Massif central, est le premier repère terrestre visible à partir d'une embarcation qui double les marais de Camargue pour s'engager dans le golfe. Cette observation serait particulièrement nette lorsque soufflent mistral et tramontane qui sont des vents de terre dégageant l'atmosphère.
L'aspect inquiétant de cette curiosité géologique, auquel s'ajoutent les rugissements du vent qui semblent en provenir, aurait stimulé l'imagination des marins et donné naissance à une tradition maritime retranscrite postérieurement.
3. Le « Sinus Gallicus »

Il reste donc une troisième possibilité : le nom antérieur, durant l'Antiquité romaine, était sinus Gallicus en latin classique, ce qui signifie « golfe Gaulois ». Selon certains experts, cette appellation pourrait, dès lors, être due à une déviation de ce terme latin qui lui aurait été attribuée à la fin de l'Antiquité ou au début du Moyen Âge en raison de l'apparition de lagunes le long du Golfe. Cette appellation aurait ensuite été déformée en « Launis » puis francisée en Lion.

## Géographie
Le golfe du Lion est situé dans le nord-ouest de la mer Méditerranée, dans la partie septentrionale du bassin algéro-provençal et occupe principalement les côtes françaises entre le cap Sicié et le cap de Creus, à l'ouest, sur le territoire espagnol et qui le sépare du golfe de Roses. La limite orientale s'arrête, d'un point de vue géographique, au cap Couronne, immédiatement après la dernière étendue lagunaire du littoral, l'étang de Berre.

### Des golfes dans le golfe
Le golfe du Lion englobe, dans son territoire maritime, trois autres golfes de tailles plus modestes et tous situés dans sa partie septentrionale :

#### Le «golfe d'Aigues-Mortes»
Celui-ci en occupe la partie la plus septentrionale et se situe à l'ouest des deux golfes suivants, plus précisément entre les plages de Villeneuve-lès-Maguelone et la pointe de l'Espiguette. Il borde principalement les communes du Grau du Roi, de La Grande Motte et de Palavas-les-flots.

#### Le «golfe de Beauduc»

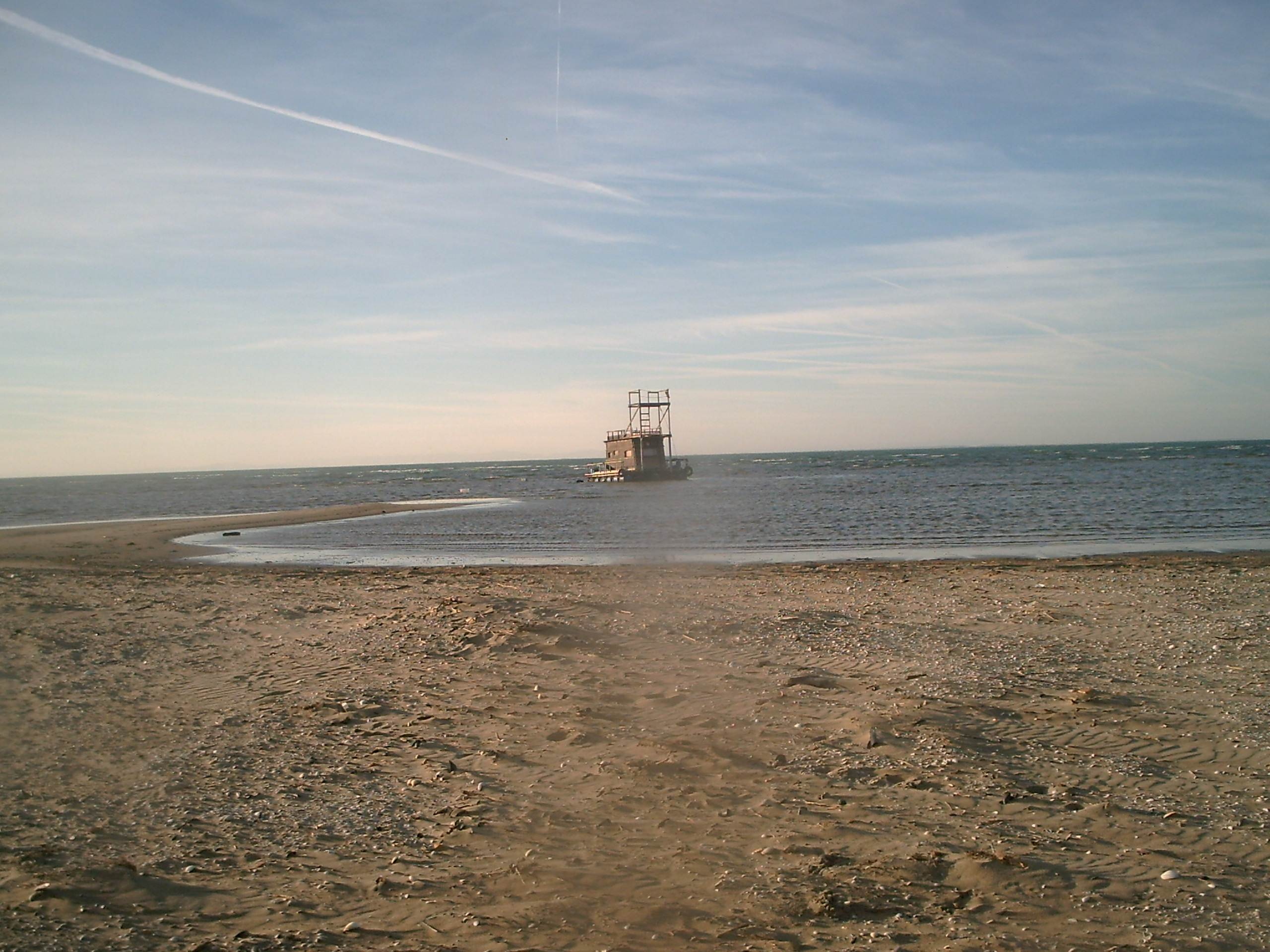
Le golfe de Beauduc et cabane de Beauduc.

Ce golfe, le plus petit et le plus central des trois, est formé par les deux bras du delta du Rhône, situé de chaque côté, face à la plaine de Camargue, l'unique port de ce modeste golfe étant Saintes-Maries-de-la-Mer. Il possède la particularité de ne présenter aucune construction, aucune installation industrielle ou commerciale.
Il existe quelques cabanes dénommées cabanes de Beauduc, petites maisons construites par des artisans cabaniers, alignées face au golfe sur le territoire des Saintes-Maries-de-la-Mer.

#### Le «golfe de Fos»
Ce golfe, situé à l'est des deux autres, occupe un renfoncement entre l'étang de Berre et le delta du Rhône au nord-ouest de Marseille. Il tient son nom de la ville portuaire de Fos-sur-Mer situé dans le fond de ce golfe.

### Les fleuves et les canaux

#### Les fleuves du golfe
De nombreux petits cours d'eau côtiers, aux débits variés et de différentes longueurs, se jettent dans le golfe du Lion. Ces cours d'eau reçoivent, dès lors, la dénomination de « fleuve côtier » quand leur longueur totale est inférieure à deux cents kilomètres.
Il existe de nombreux cours d'eau d'une longueur inférieure à une vingtaine de kilomètres, notamment dans les Pyrénées-Orientales, tels que la Massane, la Muga, la Riberette (dénommée également « La Tassio », et la Baillaury. La Berre est le seul fleuve côtier de moins de vingt kilomètres du département de l'Aude. Le Vistre est un ancien fleuve côtier mais il a été détourné pour rejoindre le canal du Rhône à Sète. Un de ses bras, dénommé le Vieux Vistre a une longueur de 49,4 kmse sépare au niveau de la commune du Cailar et rejoint la mer à Aigues-Mortes.
Ci-dessous, voici la liste des dix principaux fleuves français se jetant dans le golfe du Lion, depuis l'ouest (Frontière franco-espagnole), jusqu'à l'est (Département du Var) :

Sélection de vues de quelques fleuves du golfe du Lion près de leurs embouchures
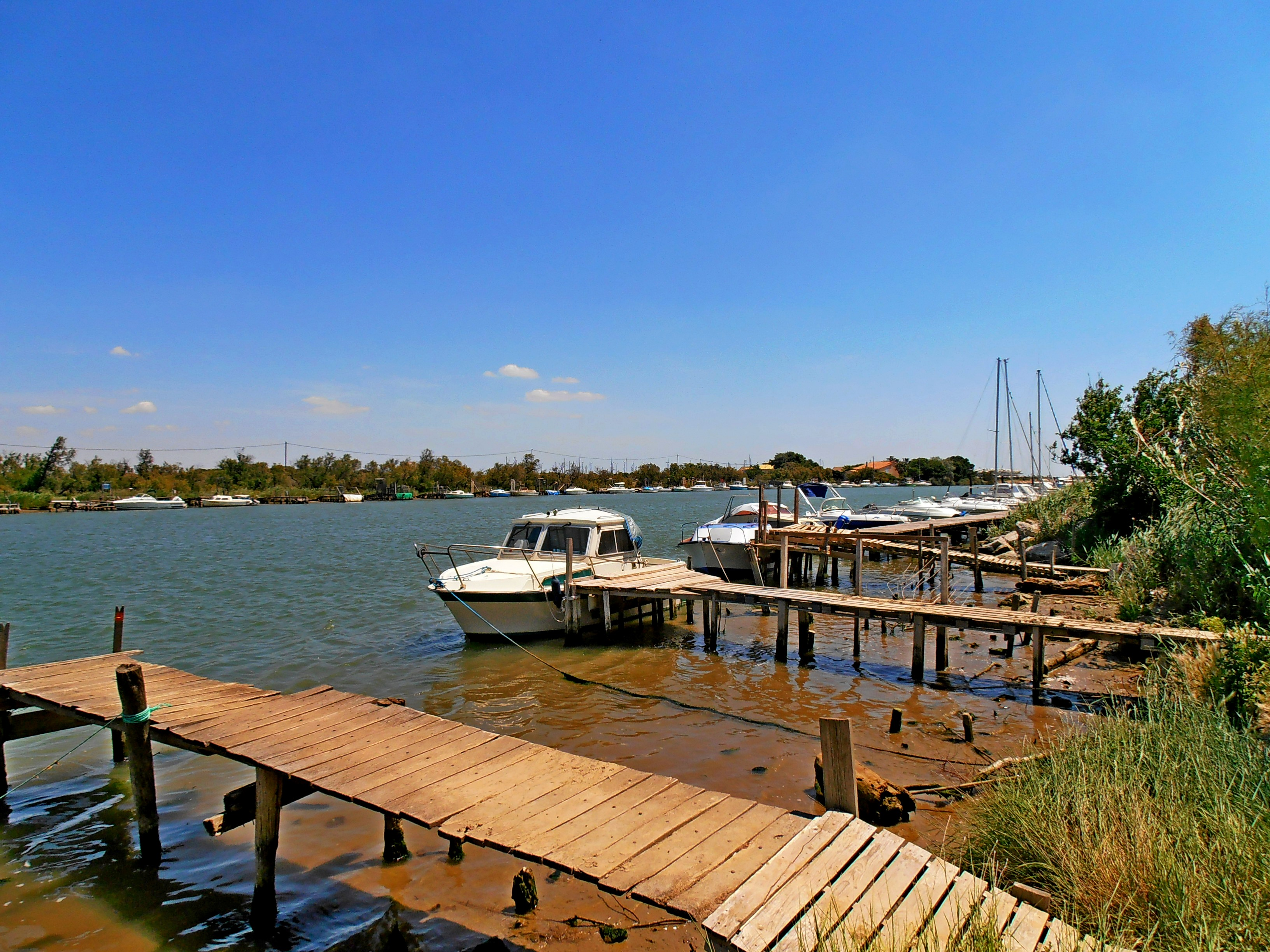
L'Aude près de son embouchure à Fleury
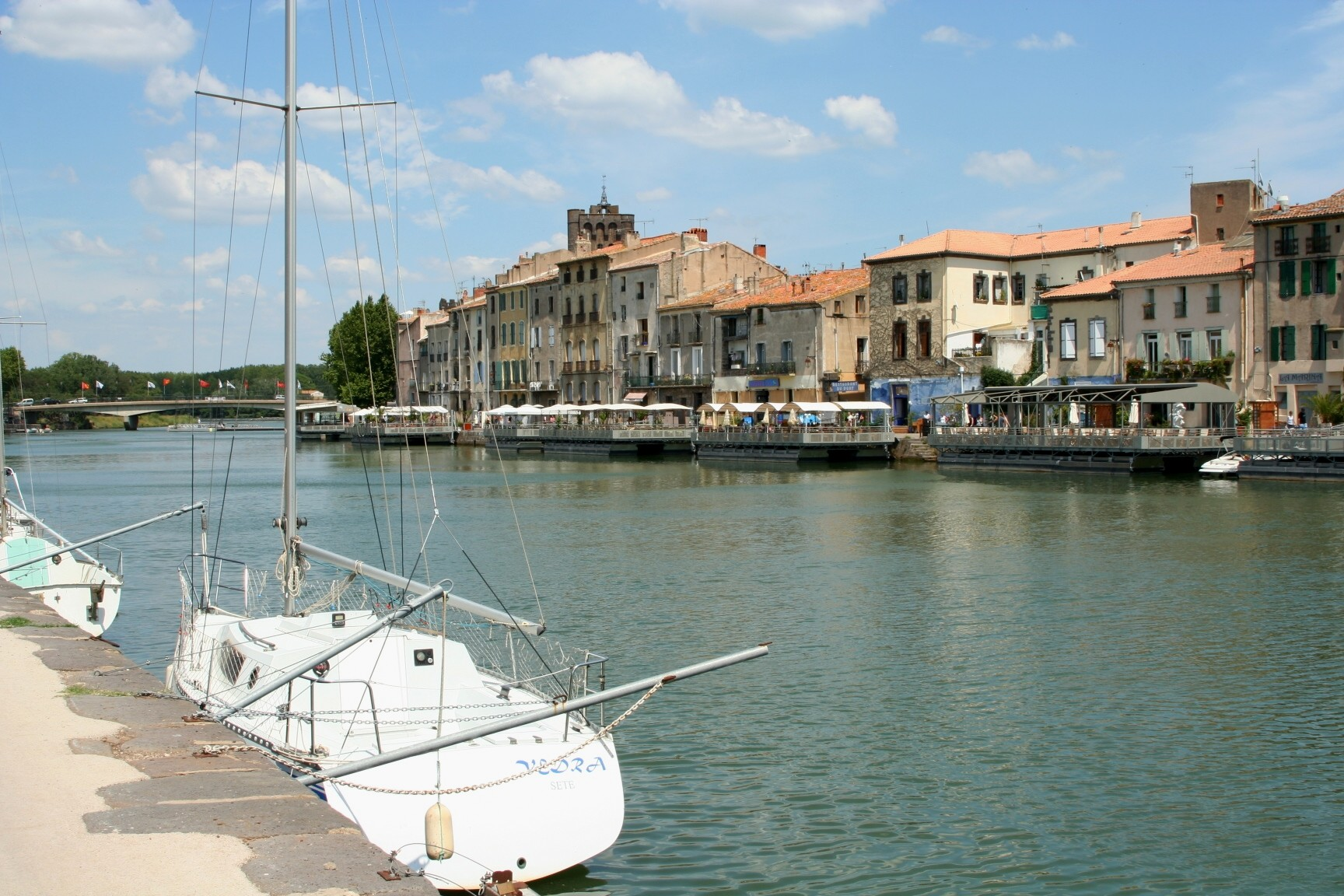
L'Hérault près de son embouchure à Agde
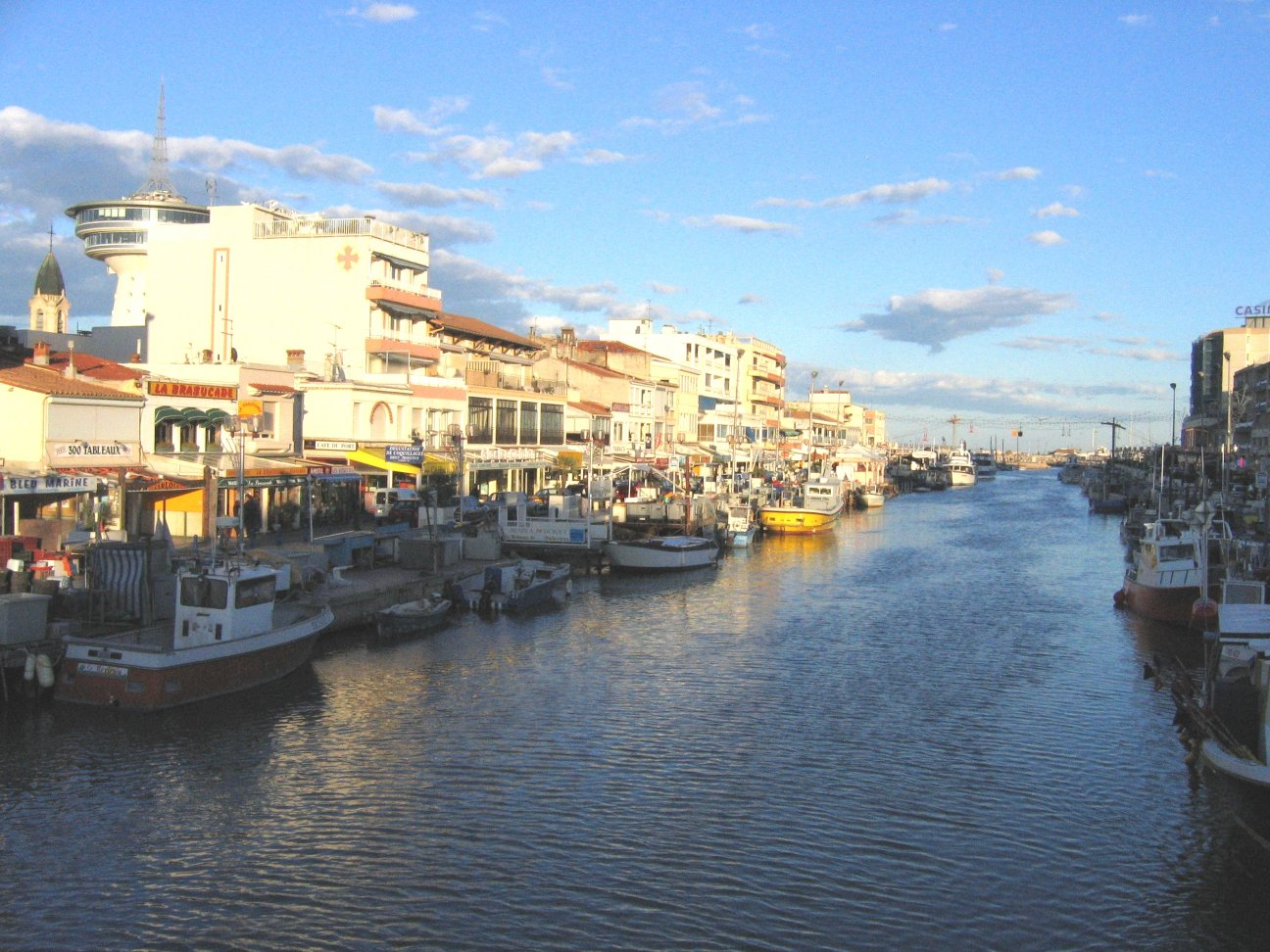
Le Lez près de son embouchure à Palavas
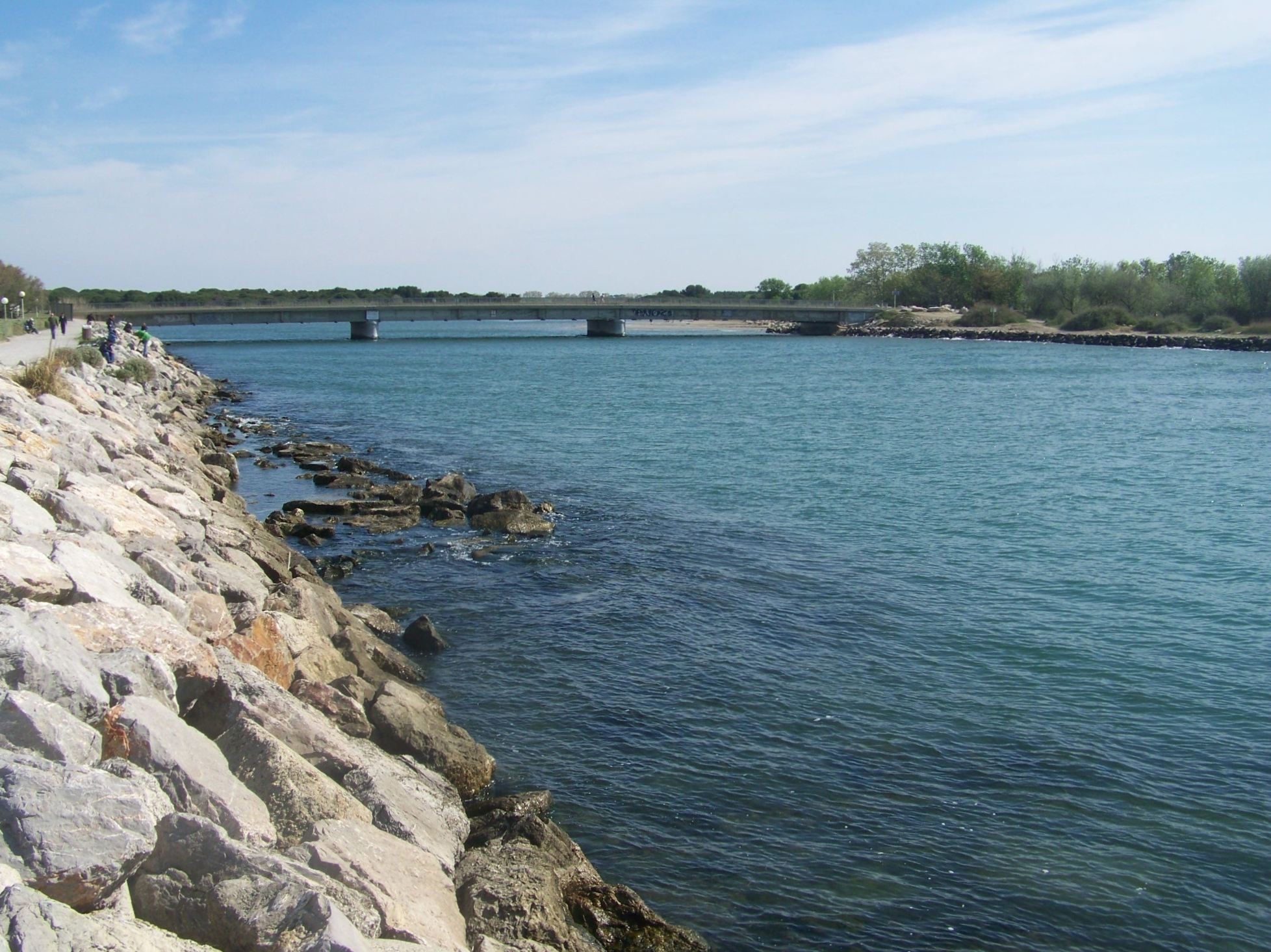
Le Vidourle près de son embouchure aux Abymes
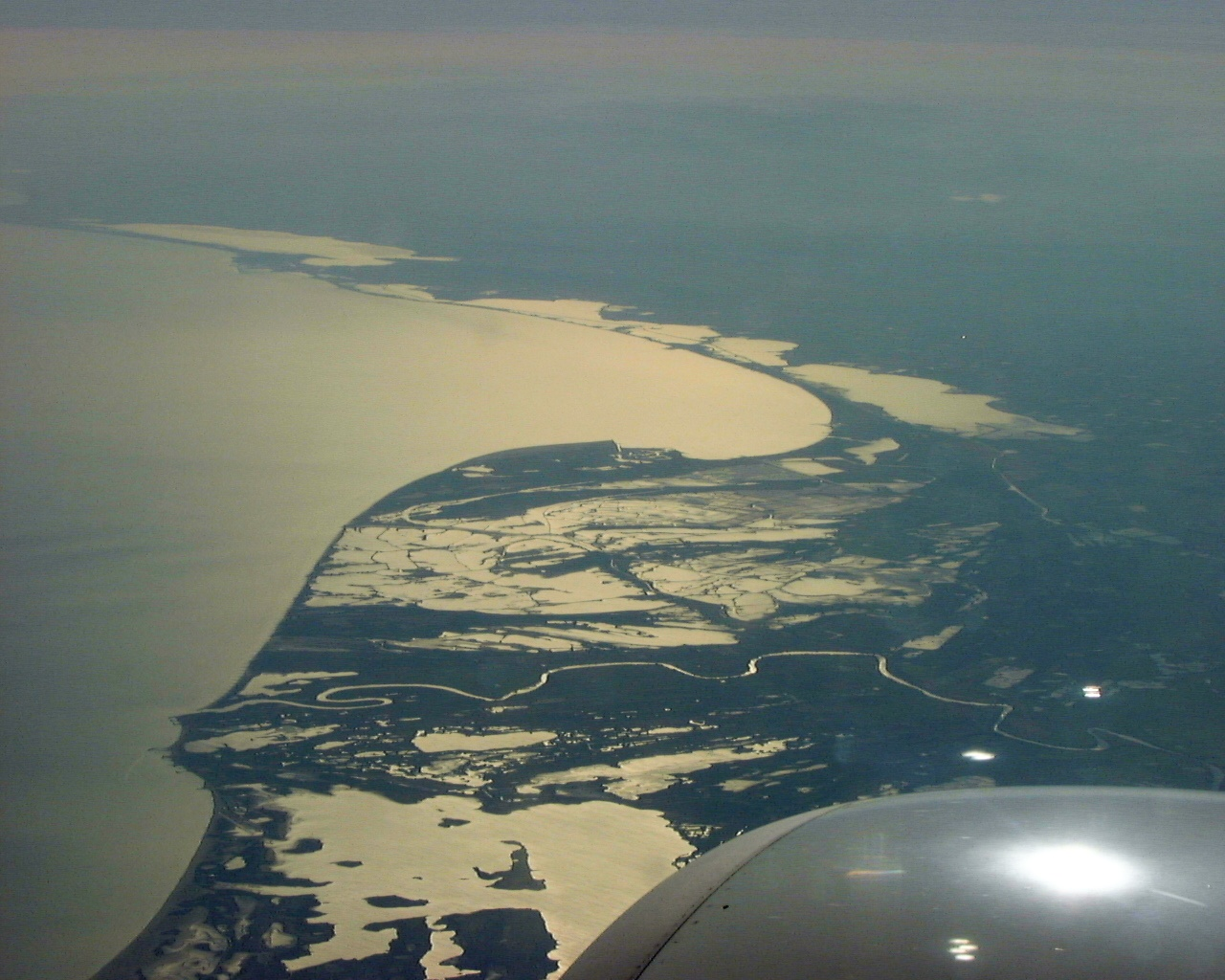
Embouchure du Petit-Rhône (Camargue)

#### Les canaux
Seuls sont notés ci-dessous les canaux rejoignant directement ou indirectement le littoral du golfe du Lion, c'est-à-dire directement la mer. Le canal du Midi et le canal du Rhône à Sète étant des canaux latéraux, ils ne font que de longer la côte et ne sont donc pas cités dans cette liste.

##### Le canal de Bourgidou
Le canal de Bourgidou est un petit canal qui relie Aigues-Mortes au Petit-Rhône. Il s'agit d'un ancien canal, aujourd'hui déclassé, qui reliait probablement dans sa partie amont le Vistre au Rhône, dont la limite entre les départements du Gard et des Bouches-du-Rhône suit encore le cours. Le décrochis de cette frontière est d'ailleurs un sujet d'étude à lui tout seul. Cela permet de comprendre pourquoi les Bouches-du-Rhône pénètrent sur 200 m de large pendant 1 ou 2 km dans le Gard.

##### Le canal de la Robine et le canal de Jonction
La Robine ou « canal de la Robine » est un canal aménagé dans l'ancien lit de l'Aude. Cet ancien bras du fleuve fut, d'ailleurs, utilisé dès l'Antiquité et notamment par les Romains pour joindre Narbonne à la mer par bateau. De nos jours, ce canal de 32 km, inscrit sur la liste du patrimoine mondial de l'UNESCO, constitue une branche latérale du canal du Midi et rejoint le golfe du Lion à Port-la-Nouvelle.
Le canal de Jonction relie le canal du Midi à la Méditerranée via le canal de la Robine, Narbonne et Port-la-Nouvelle, l'ensemble constituant une branche latérale du canal du Midi appelée « embranchement de La Nouvelle ».

### Le littoral du golfe
Le littoral de l'ancienne région du Languedoc-Roussillon s'étend sur 200 km environ depuis la Petite Camargue jusqu'à la frontière espagnole. Ce littoral présente de nombreux étangs de type lagunaire sur la quasi-totalité de sa côte, jusqu'aux Pyrénées orientales. Des étangs qui sont eux-mêmes longés par deux petits massifs montagneux auxquels on peut ajouter la présence très originale d'un ancien volcan sur le secteur d'Agde.

#### Les étangs du golfe
Du fait de l'existence d'un plateau continental très développé en avant de la côte qui forme le golfe du Lion depuis le delta du Rhône jusqu'aux Pyrénées, la lagune et ses étangs ont été formés lors de la montée des eaux marines pendant la transgression flandrienne qui marqua un déplacement de la ligne de rivage vers l'intérieur des terres, il y a 4 000 à 6 000 ans. La nature sableuse du rivage léonien laisse donc très peu de place à des espaces rocheux qui se limitent localement à quelques caps, notamment à Sète, Agde et Leucate et à la côte des Albères qui correspond à l'extrémité orientale du massif pyrénéen jusqu'au cap Creus, laissant ainsi la place à de très nombreux étangs.
Ci-dessous, la liste présentant les principaux étangs du littoral du golfe du Lion depuis l'agglomération marseillaise jusqu'aux Pyrénées-Orientales.

Sélection de vues de quelques étangs du golfe du Lion
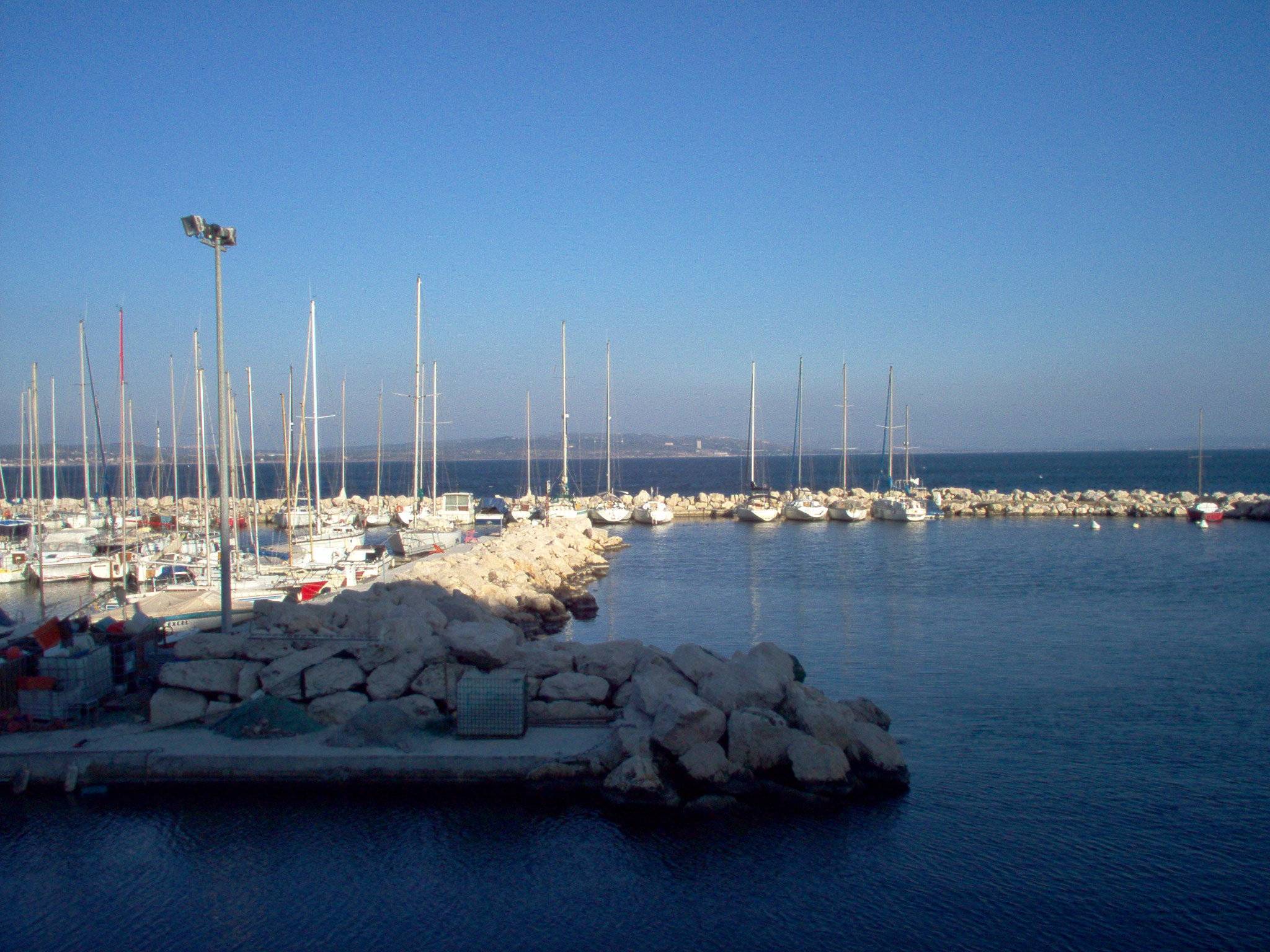
L'étang de Berre
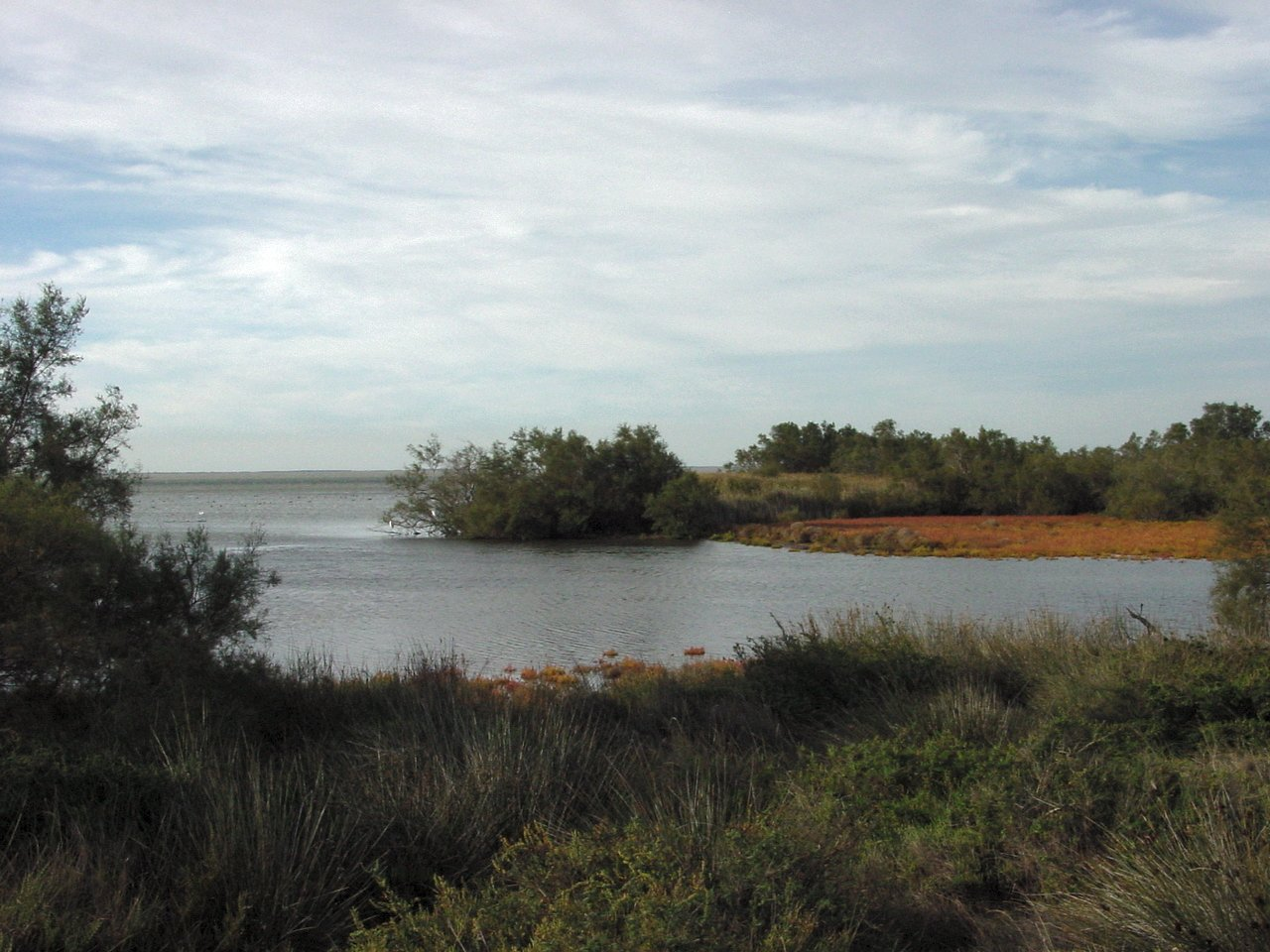
L'étang de Vaccarès
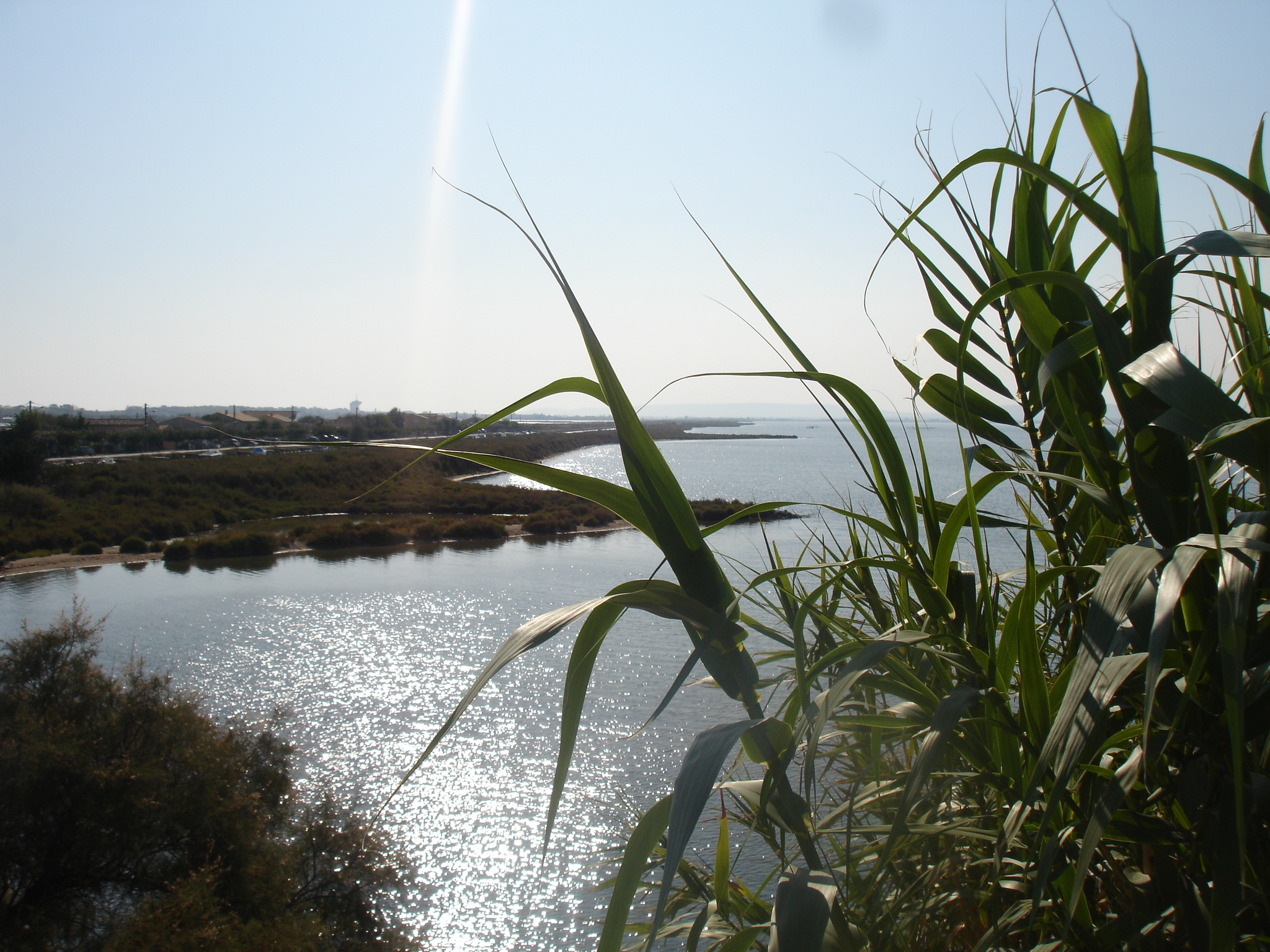
L'étang de l'Or
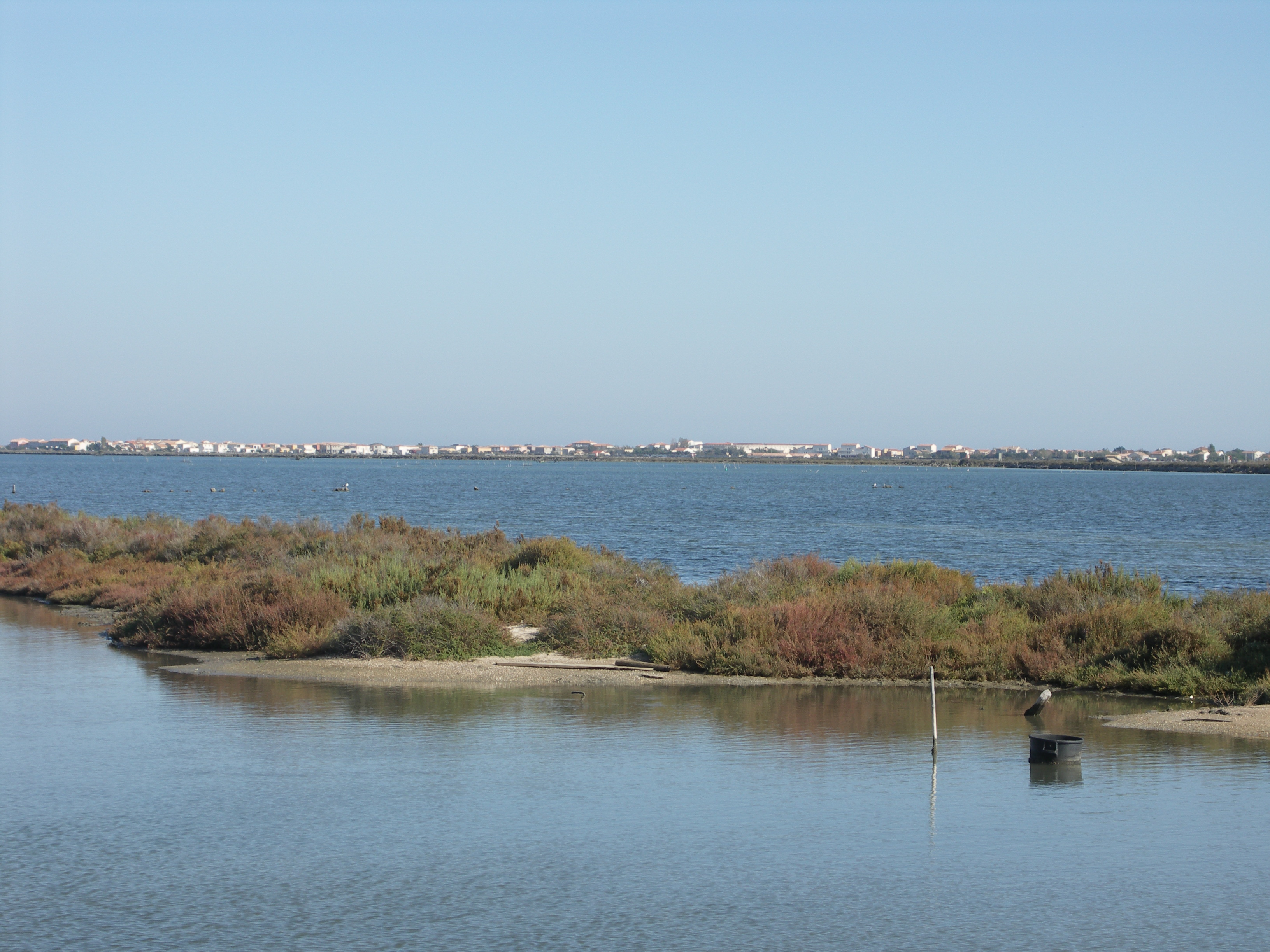
L'étang d'Ingrill et Frontignan
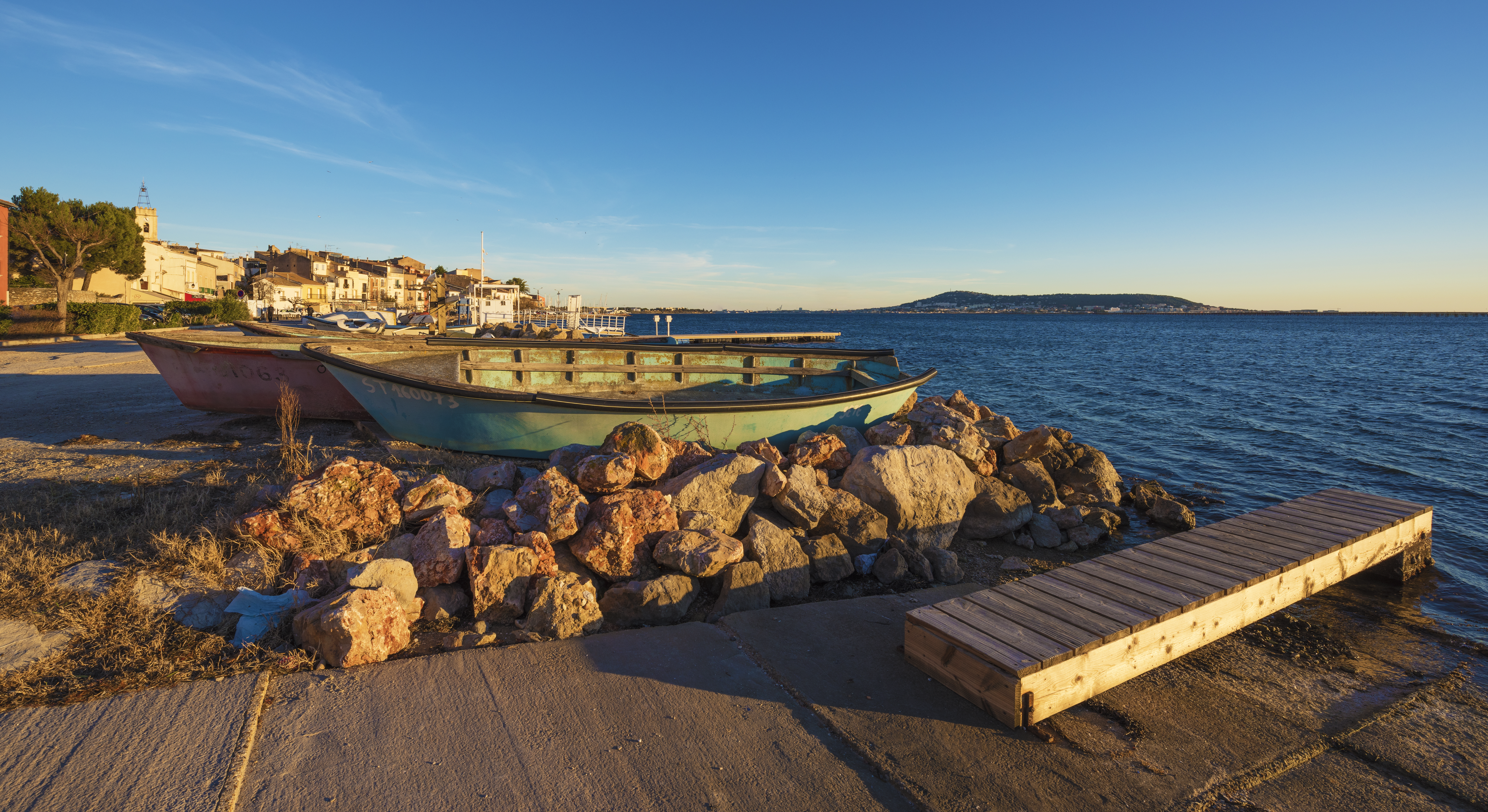
L'étang de Thau à Bouzigues
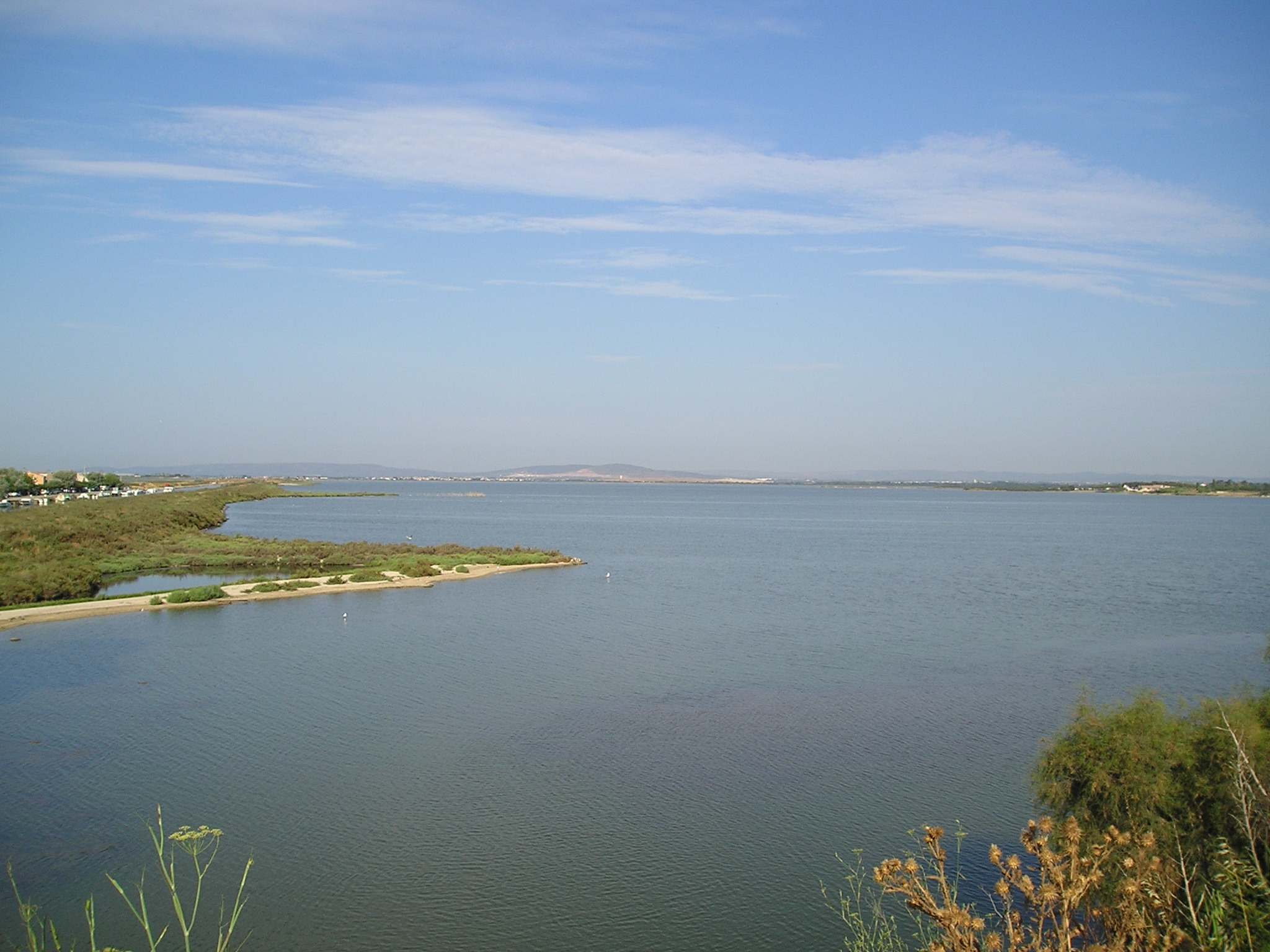
L'étang du Méjean
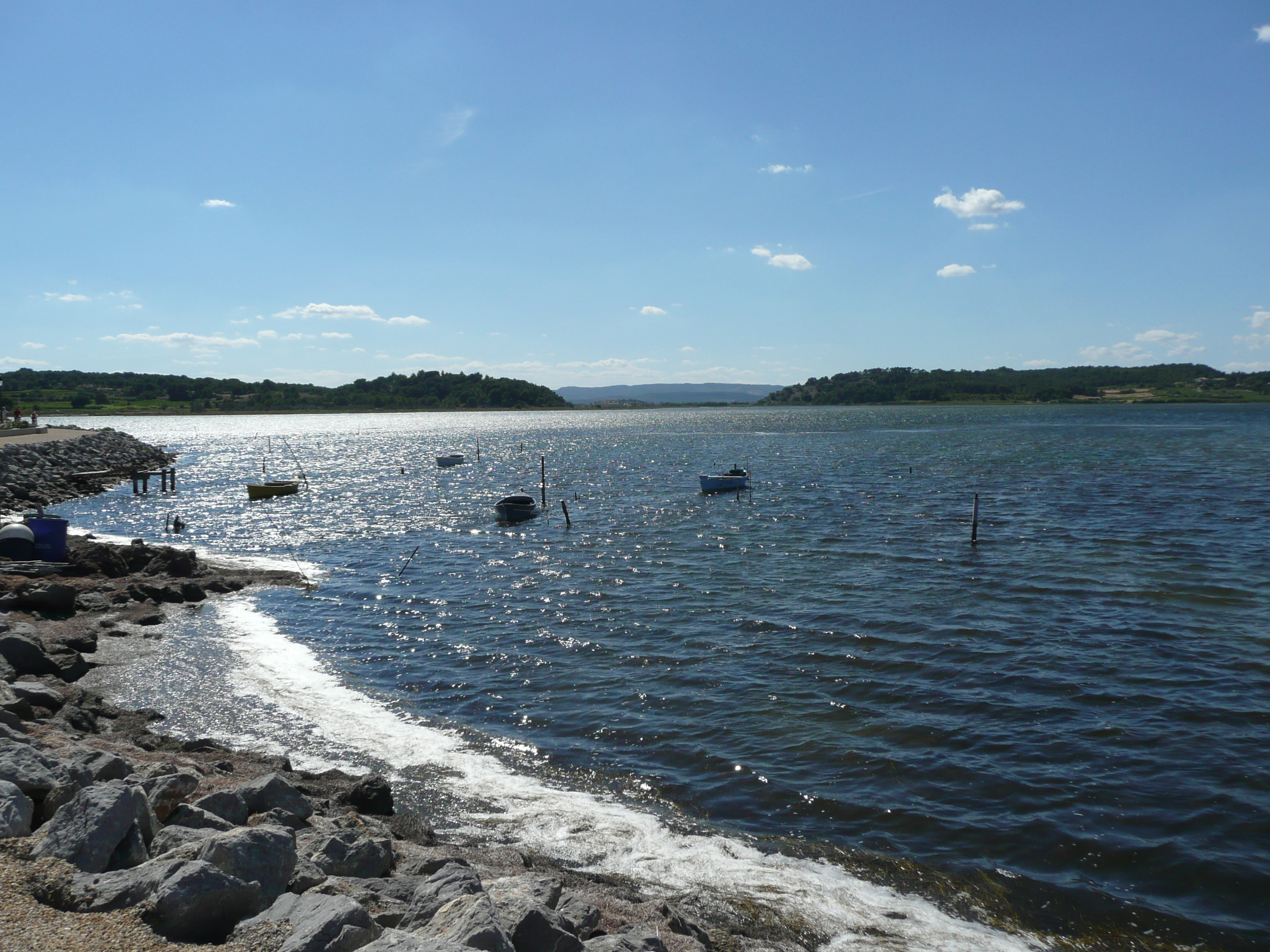
l'étang de Gruissan
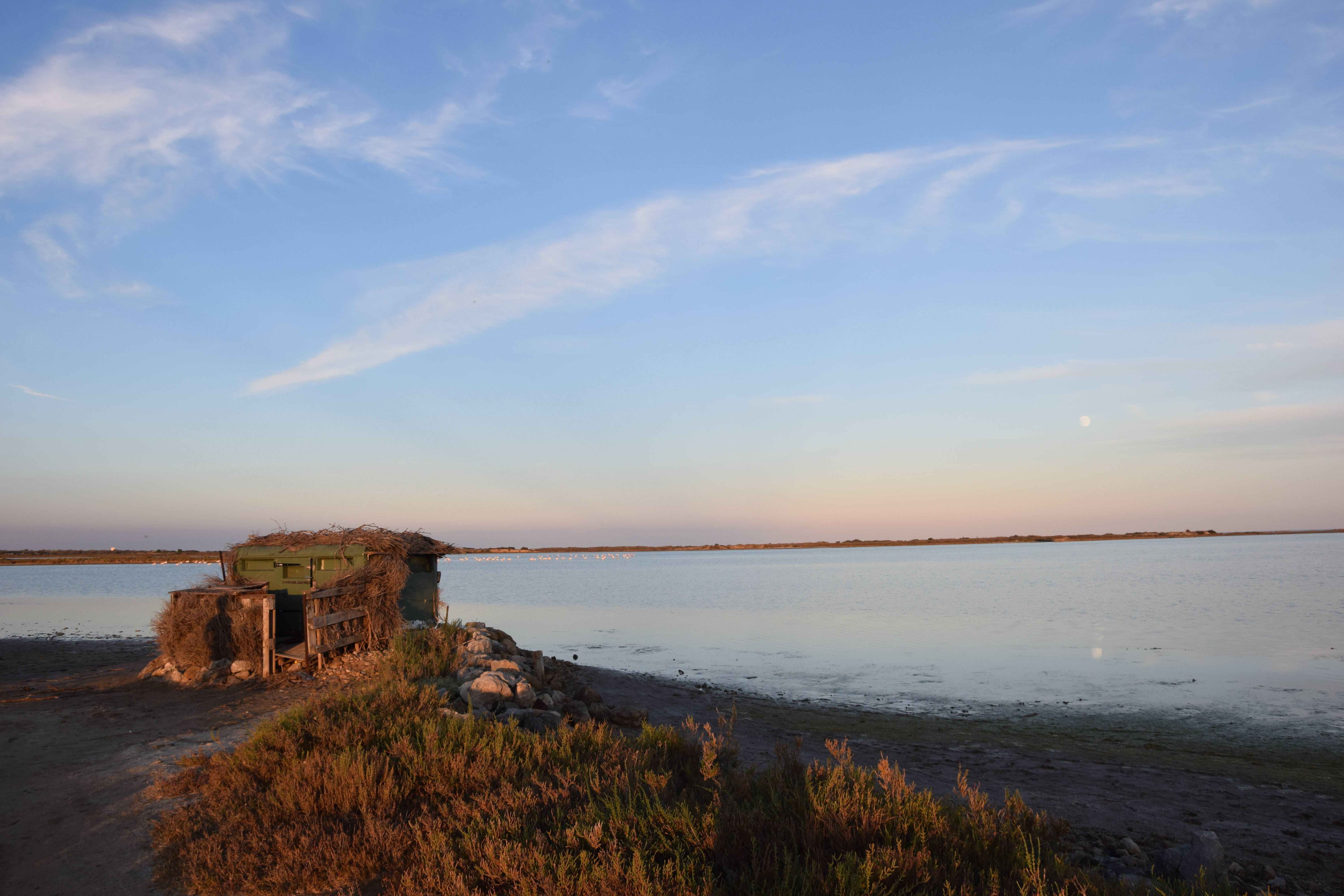
L'étang de Pissevache
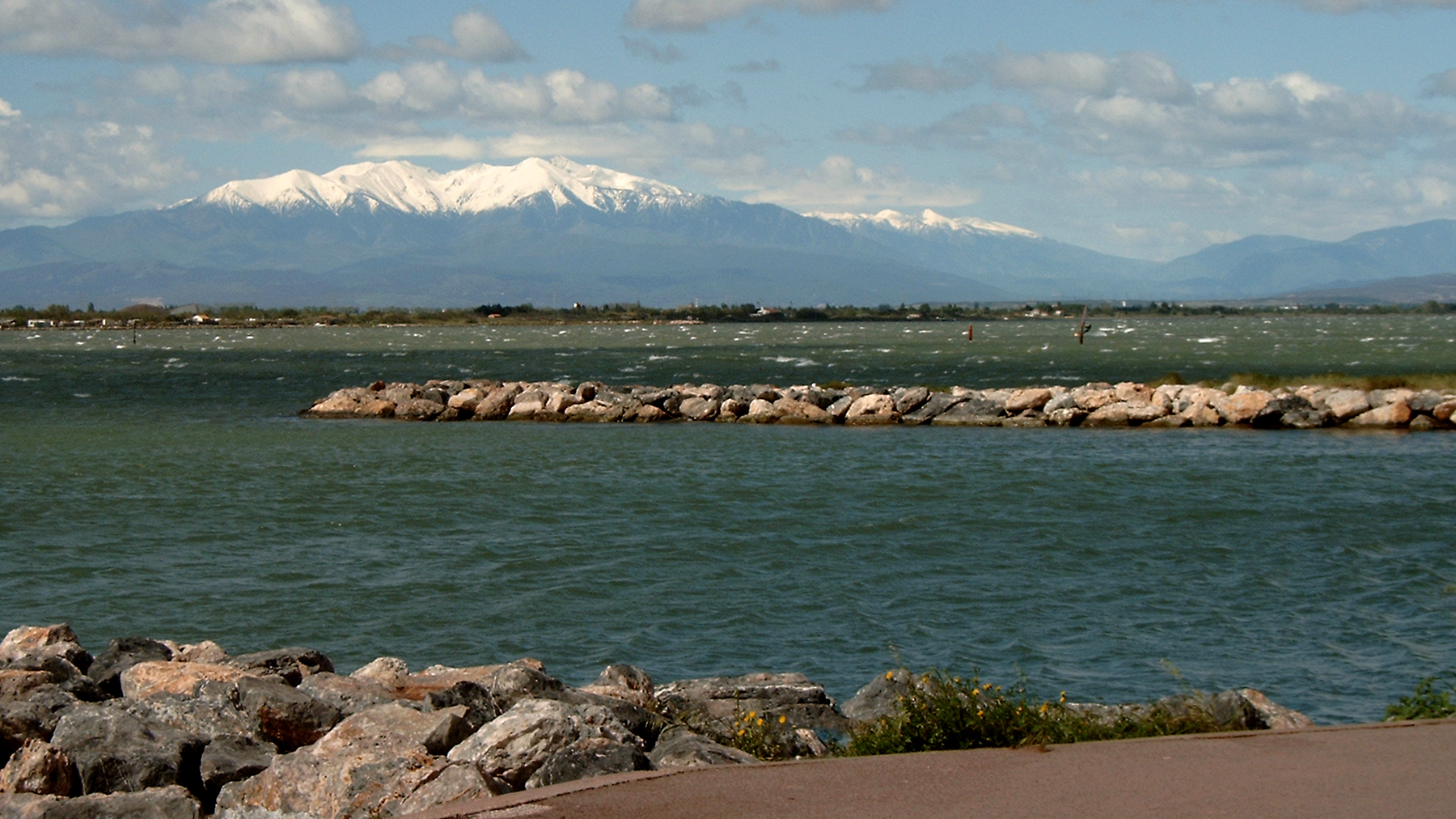
L'étang de Leucate et le mont Canigou

#### Les massifs montagneux du golfe

##### Le massif des Albères
Le massif des Albères ou « massif de l'Albera » (en catalan), est un massif de montagnes qui constitue la partie la plus orientale de la chaîne pyrénéenne.
Le massif des Albères est délimité à l'ouest par le col du Perthus et la rivière de Rome, à l'est par la mer Méditerranée entre Argelès-sur-Mer en France et Port-Bou et Llançà en Espagne. Les Albères dominent la basse vallée du Tech et la plaine du Roussillon au nord et la plaine de l'Empordà au sud.

##### Le massif de la Clape
Le massif de la Clape est un petit massif calcaire de 15 000 hectares séparant Narbonne du littoral et de Narbonne-Plage.
Une route, permettant de joindre ces deux villes, traverse la partie sud-ouest de cette montagne et offre de belles vues sur l'environnement de ce massif. Le nom de la Clape signifierait « tas de cailloux » en occitan. Ce petit massif est l'un des plus proches du littoral du golfe du Lion.

##### Le massif de la Gardiole
Le massif de la Gardiole est un massif situé dans l'Hérault entre Montpellier et Sète et longeant la mer Méditerranée. s'étale sur 18 kilomètres selon un axe nord-est/sud-ouest pour une largeur comprise entre 3 et 4 kilomètres, entre Montpellier et les abords du bassin de Thau. Il se situe donc face au golfe du Lion.

##### Le massif de Marseilleveyre et le mont Puget (massif des calanques)
Il s'agit de petits chaînons montagneux de calcaire karstique situé sur le littoral, au sud et au sud-est de Marseille et visibles depuis la rade de cette même ville.

##### Les Monts toulonnais
Les Monts toulonnais sont l'appellation générale des nombreuses collines ou montagnes situées autour de la ville de Toulon. Le massif du Cap-Sicié avec ses 358 mètres d'altitude marque la partie la plus proche du littoral ainsi que la limite orientale du golfe.

#### Le volcan d'Agde
Le « complexe volcanique d'Agde » s'étend sur environ 15 km2 et comprend trois cônes stromboliens dont les restes sont le mont Saint-Loup (112 mètres d'altitude), le petit Pioch (35 mètres, mais ce sommet a été décapé en grande partie par une carrière d'exploitation de la pouzzolane, actuellement transformée en décharge de déchets) et le mont Saint-Martin (55 mètres) en partie englobé dans l'urbanisation de la station balnéaire du Cap d'Agde.
Une coulée basaltique est visible à hauteur de la « plage de la conque » qui est une plage de sable foncé constitué de débris basaltiques dont la forme concave, en conque, est le résultat de l'érosion entre des reliefs basaltiques plus résistants qui sont les restes de dykes, dont au sud les rochers dit des « deux frères ».

Sélection de vues des massifs montagneux bordant le golfe du Lion
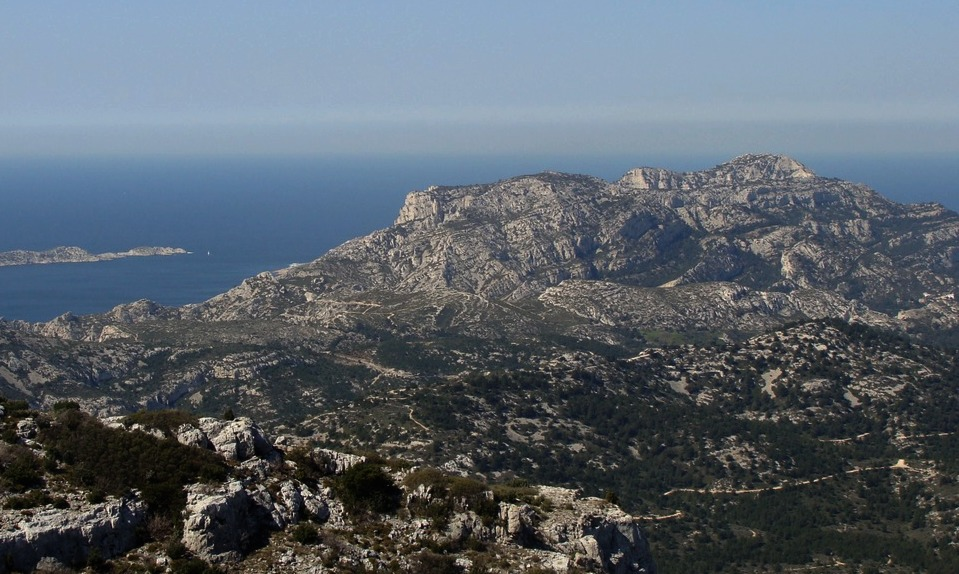
Le massif de Marseilleveyre vu du Mont Puget
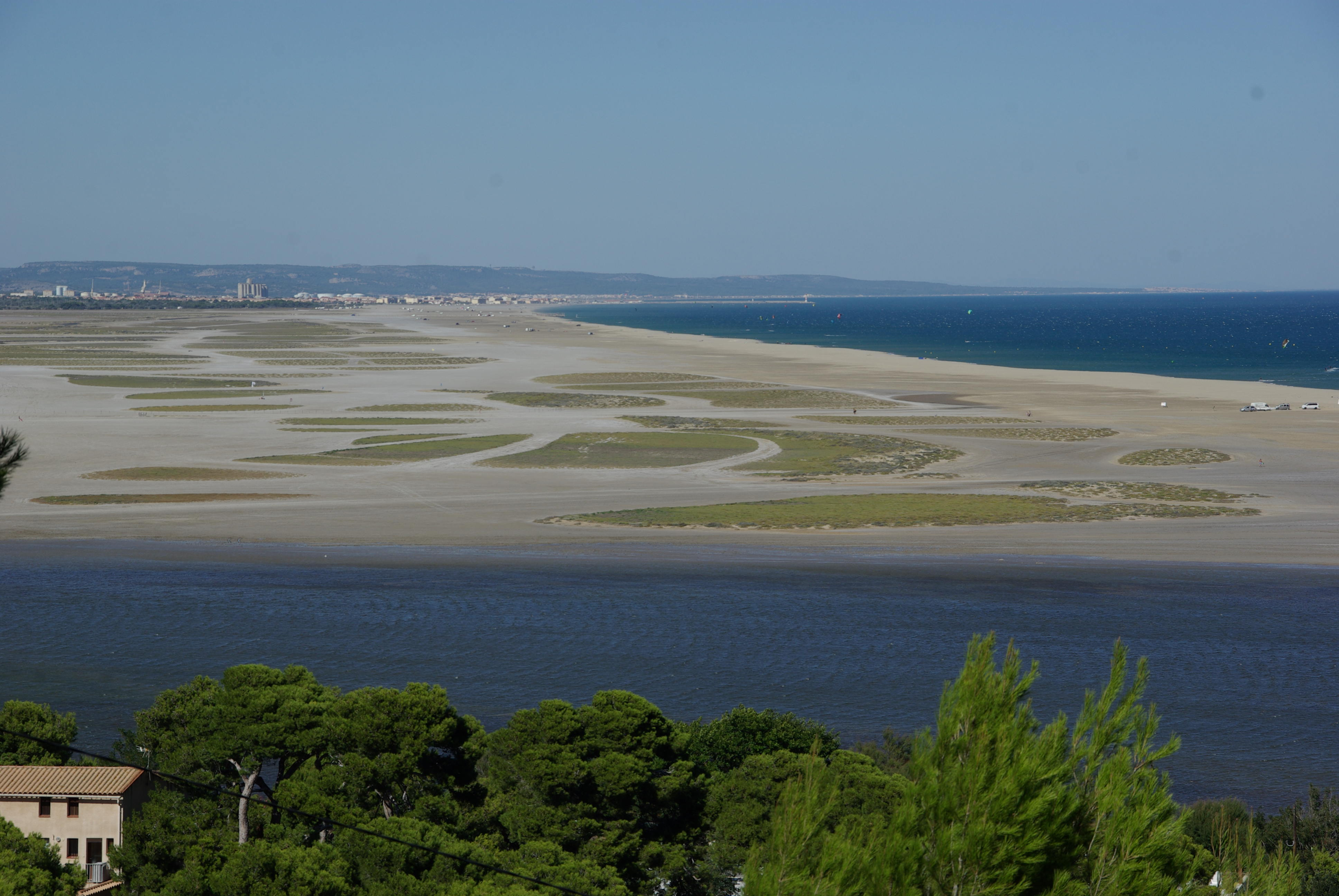
Le massif de la Clape depuis Leucate
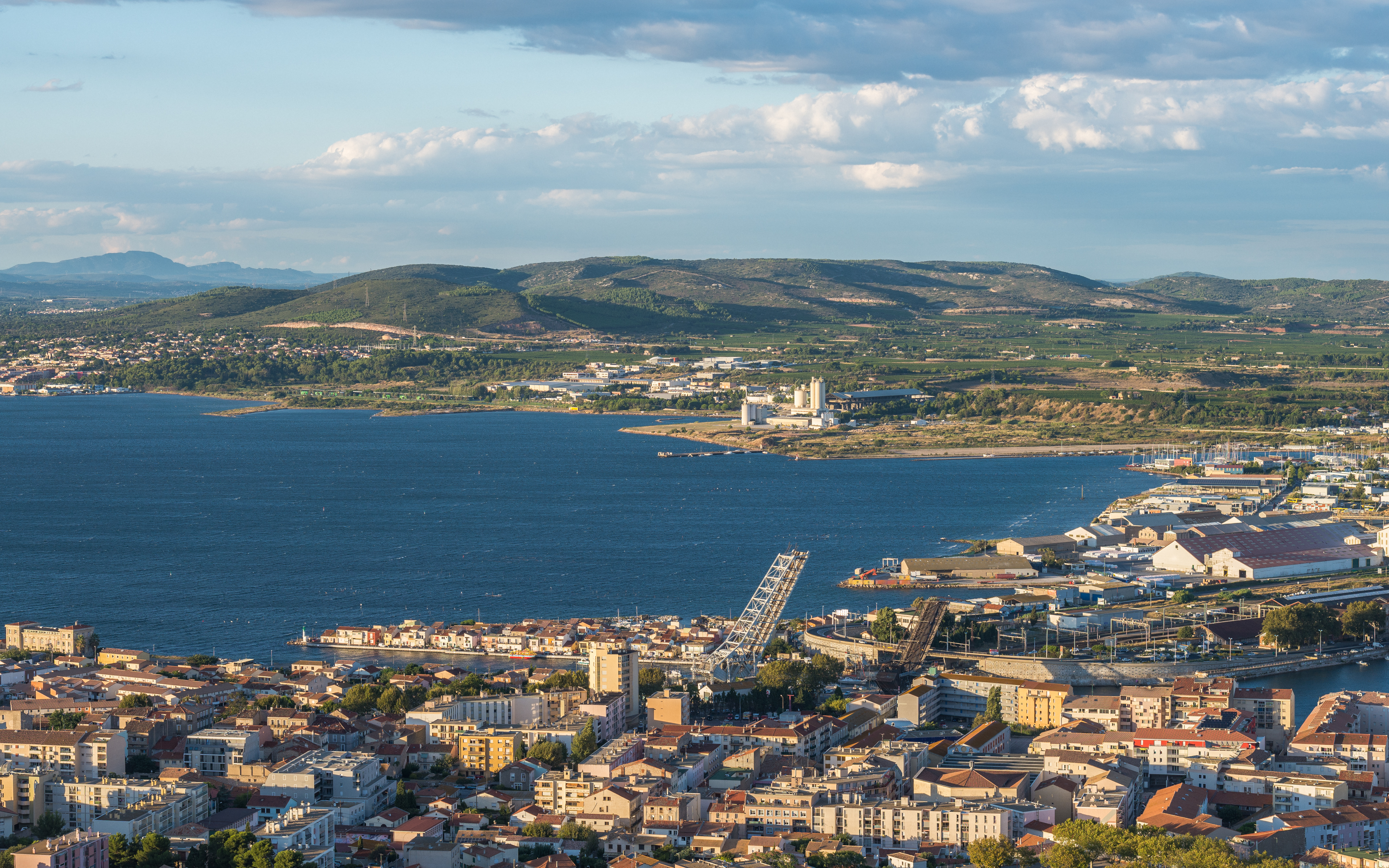
Le massif de la Gardiole depuis le port de Sète
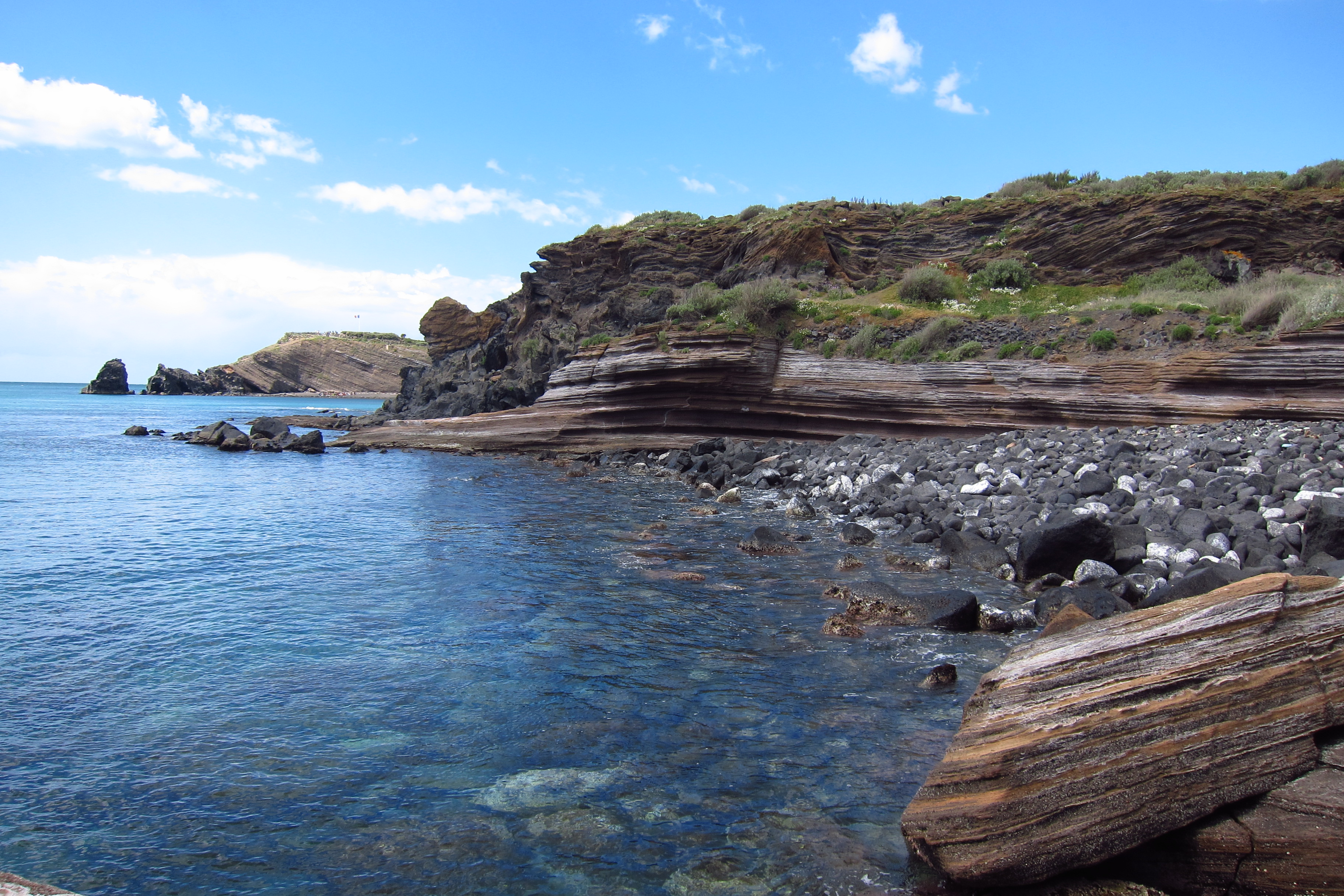
Le volcan d'Agde
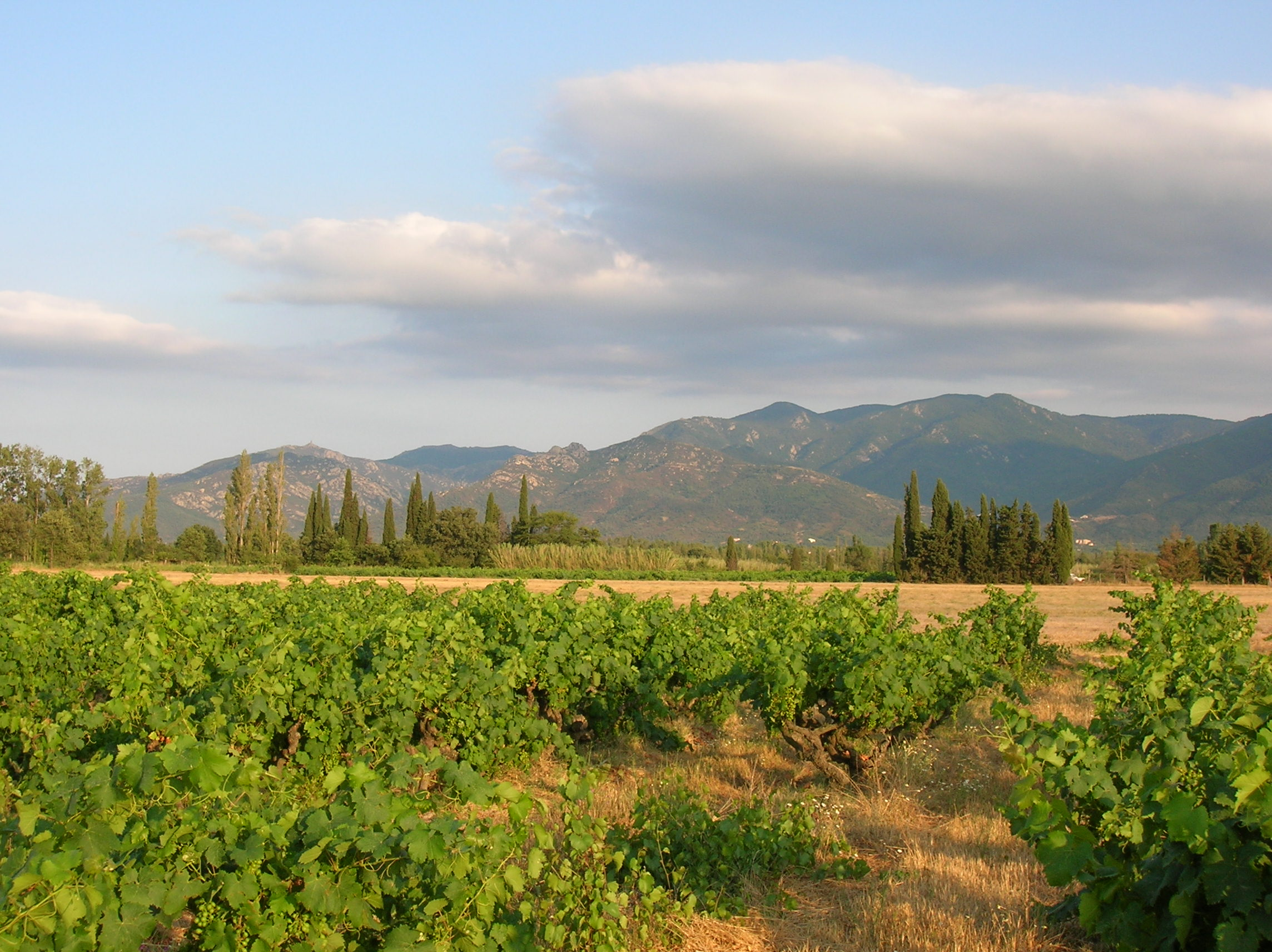
Le massif des Albères depuis la plaine côtière

### Les côtes du golfe
Le littoral du golfe correspond à une portion de la côte méditerranéenne française située en grande partie à l’ouest de Marseille. Cette partie comprend quatre côtes touristiques qui se dénomment (d'est en ouest) :
- La Côte Bleue, s'étendant de Marseille à l'étang de Berre ;
- La côte camarguaise, sur le littoral du delta du Rhône ;
- La Côte d'Améthyste depuis le Grau-du-Roi jusqu'à Argelès-sur-Mer (les rochers du Racou) ;
- La Côte Vermeille s'étendant d'Argelès-sur-Mer à Collioure jusqu'à la frontière espagnole.

### Les courants maritimes du golfe

#### Le courant liguro-provençal
Le golfe du Lion est concerné dans sa totalité par le courant liguro-provençal. Ce dernier trouve son origine dans le golfe de Gênes, à la suite de la fusion des courants marins Est Corse (en provenance du canal corse située entre la toscane et le cap Corse) et Ouest Corse, situé au large d'Ajaccio. Ce courant longe ensuite successivement les côtes italiennes, françaises et espagnoles, jusqu’au plateau des Baléares.
En hiver, ce courant se rapproche des côtes. Du mois de janvier à la mi-mars, il ne s'étend que sur 20 à 30 km de large; il est alors plus rapide. De juin à décembre, il est large de 40 à 50 km et ralentit sa vitesse en conséquence.

### Les principaux ports de plaisance du golfe

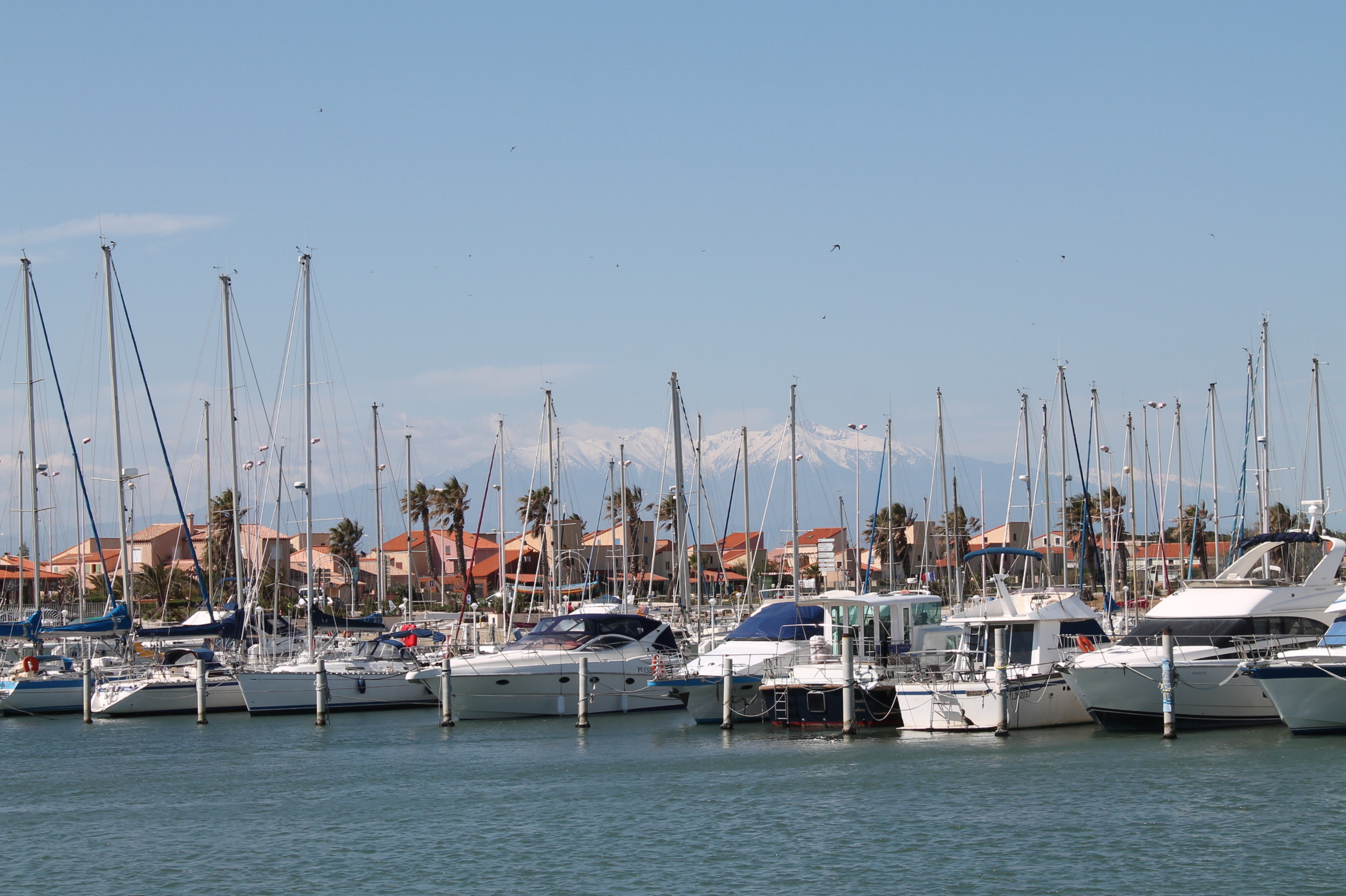
Le port Saint-Ange

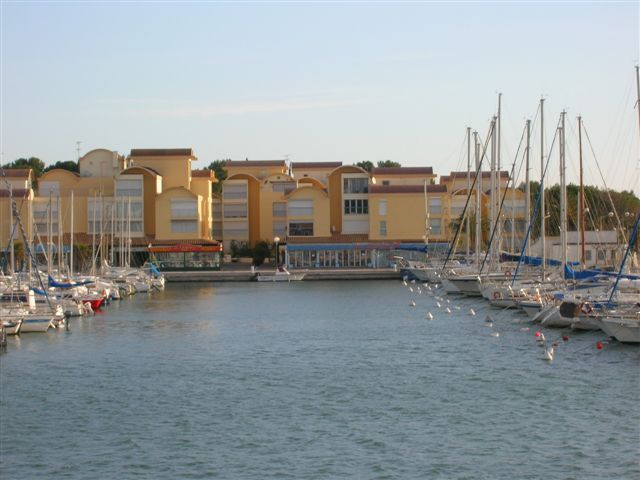
Port de Gruissan

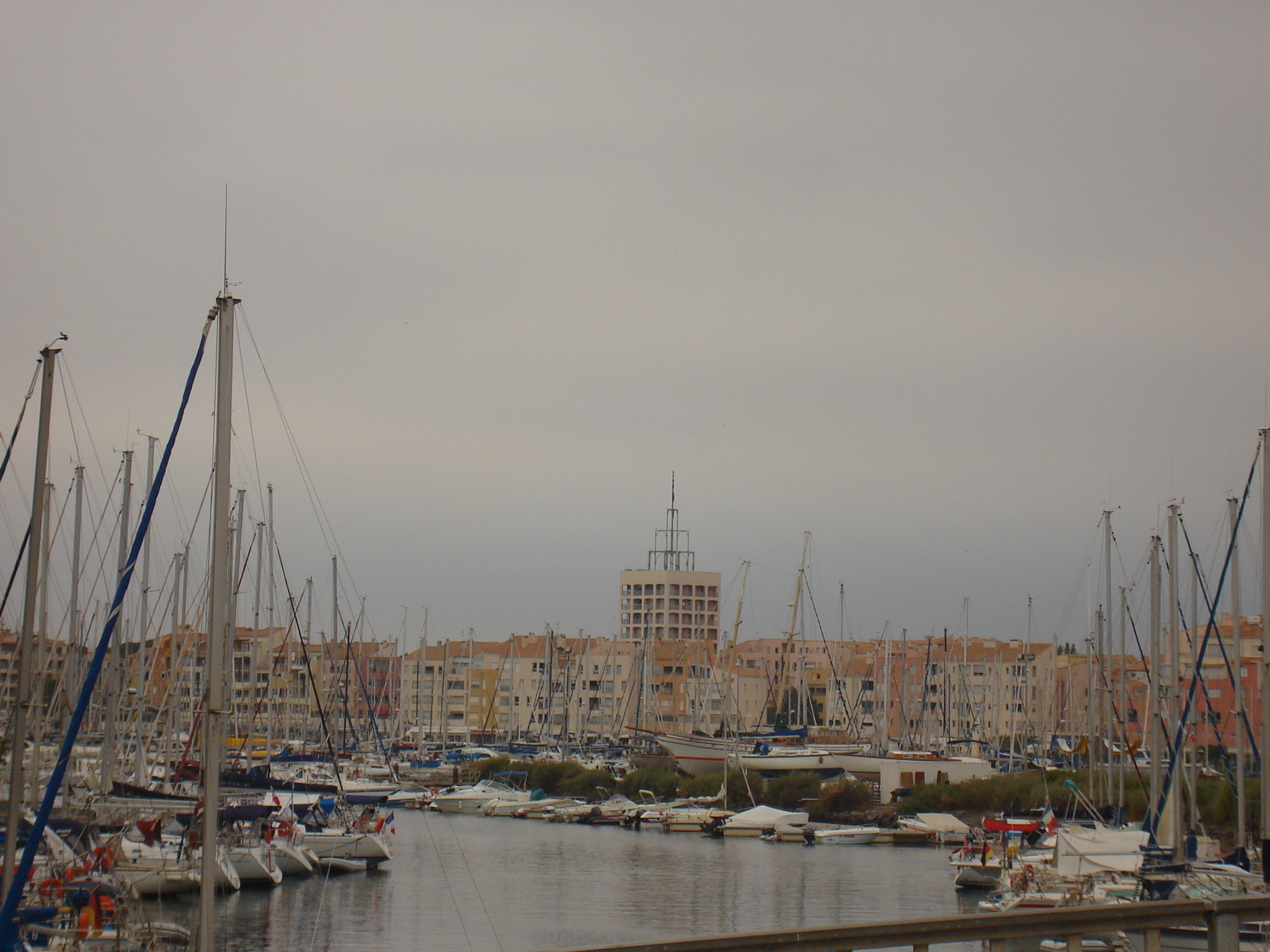
Le port de Cap d'Agde

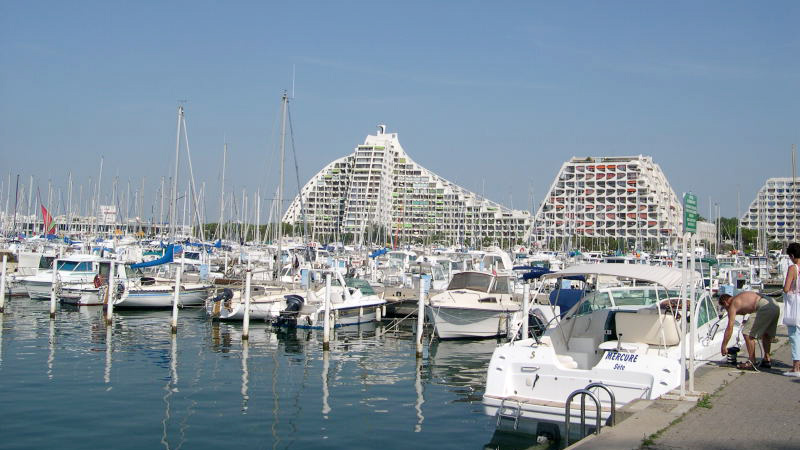
Le port de La Grande Motte

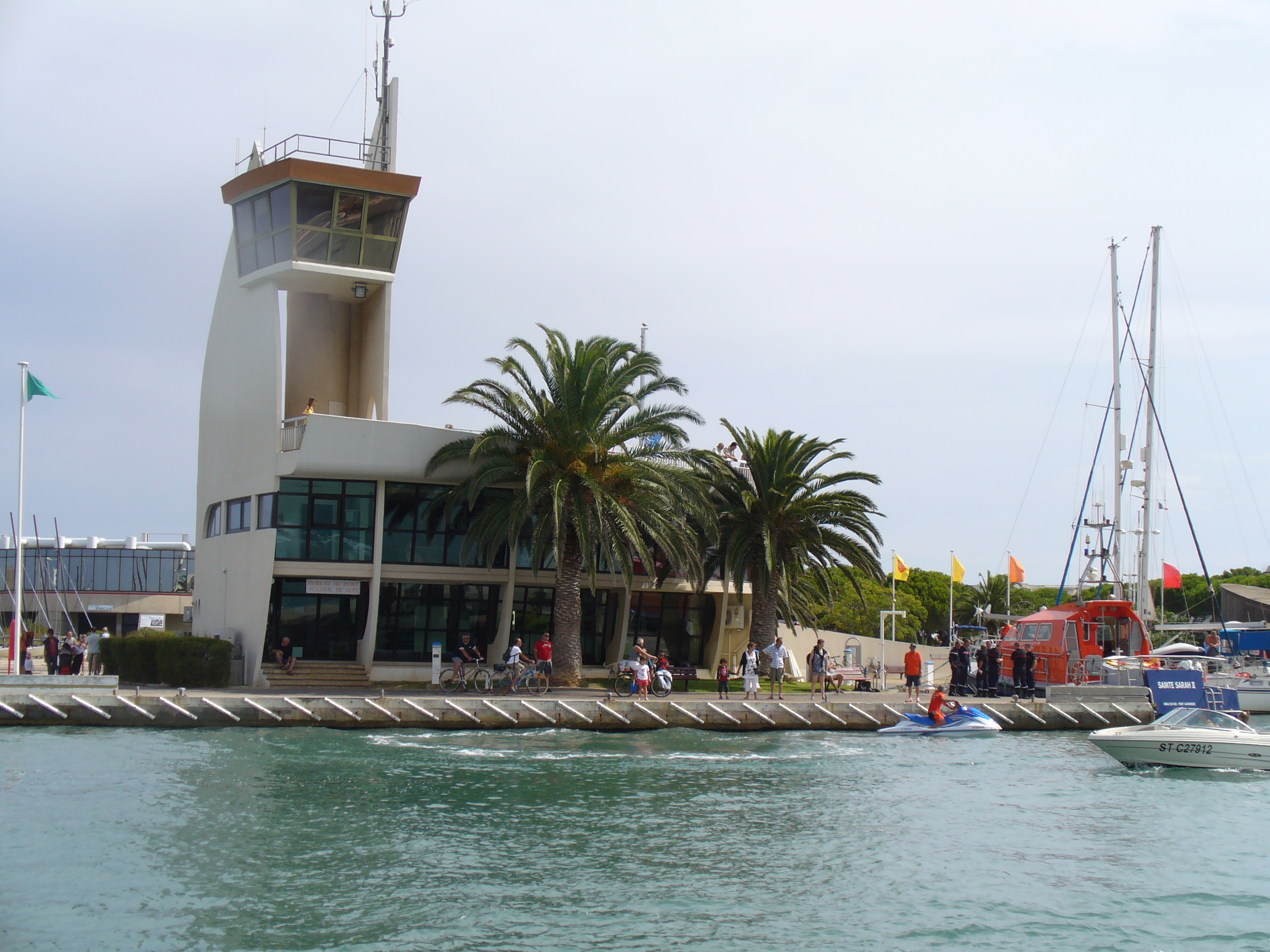
Capitainerie de Port-Camargue

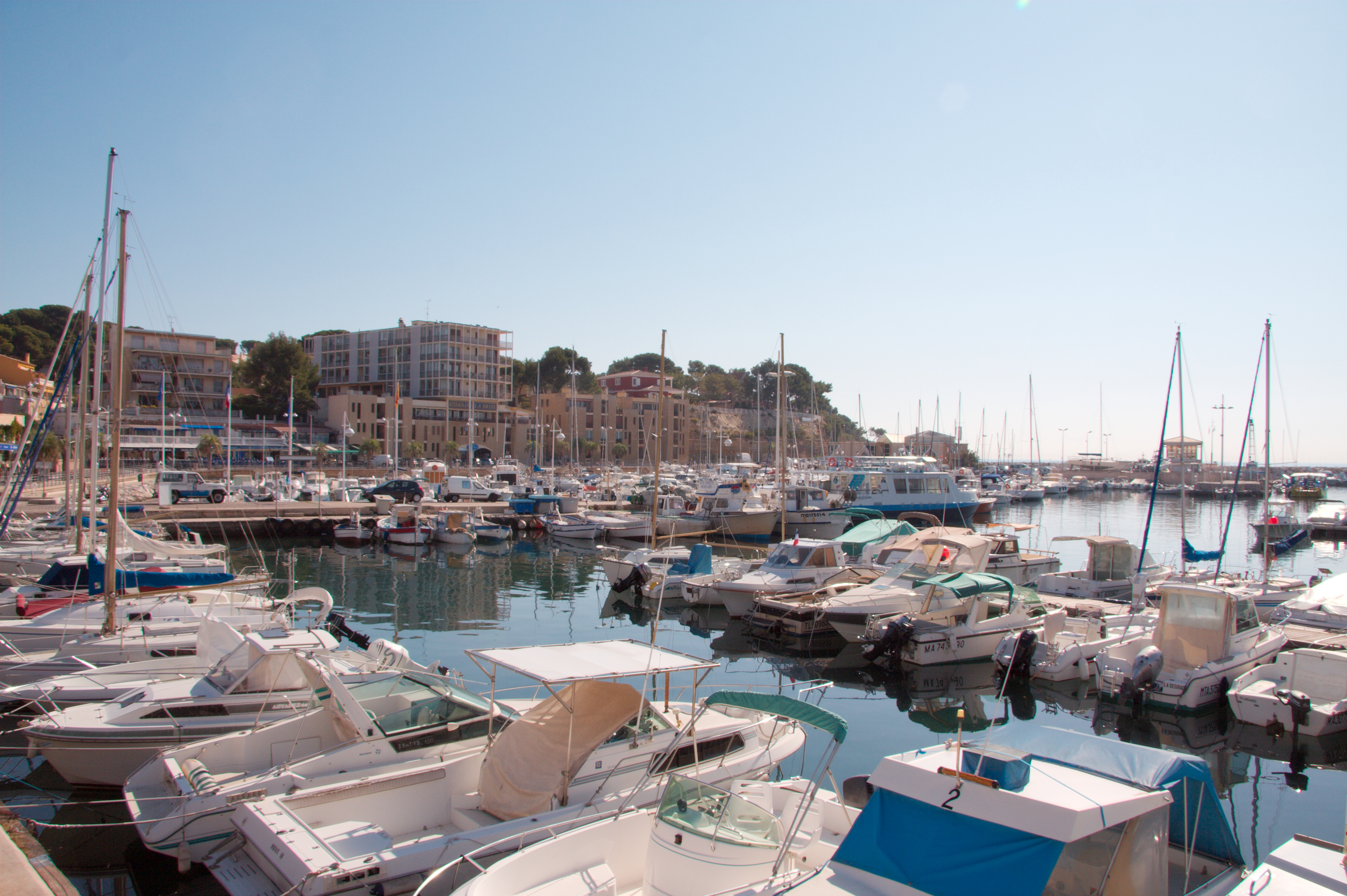
Port de Carry-le-Rouet

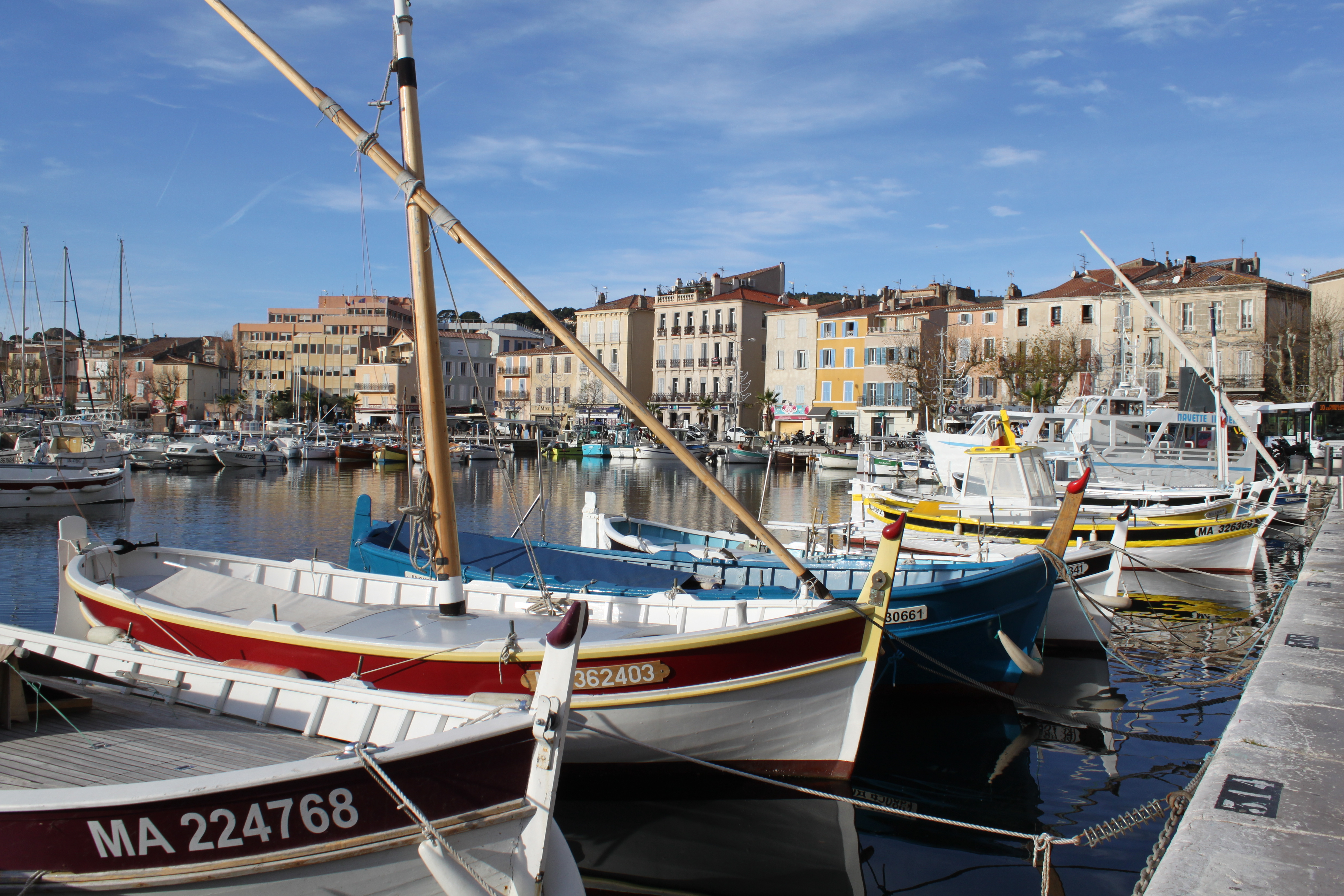
Port de la Ciotat

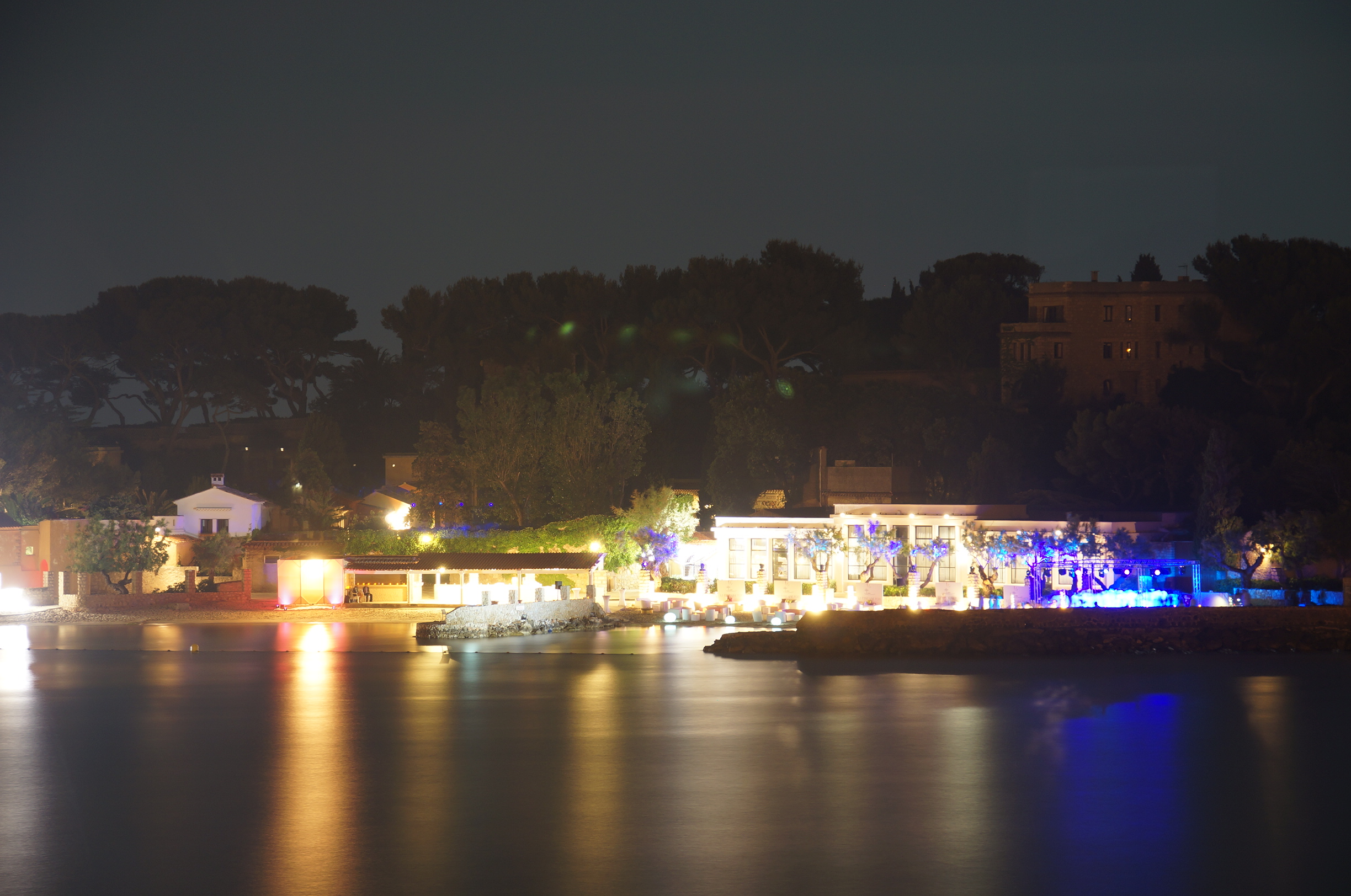
Port de Bandol

Ces ports sont classés géographiquement par département, depuis la frontière franco-espagnole jusqu'à Marseille avec, en indication, le nombre de places (chiffres arrondis).
Pyrénées-Orientales
| Cerbère190 places Banyuls-sur-Mer370 places Port Vendres267 places Collioure106 places + 11 places à sec Argelès-sur-Mer790 places Saint-Cyprien2200 places Canet-en-Roussillon1000 places Le Barcarès (Port-Saint-Ange)1070 places |

Aude
| Port-Leucate1250 places Gruissan (2 ports)1650 places, Narbonne-Plage600 places |

Hérault
| Cap d'Agde (2 ports et berges de l'Hérault)4100 places Sète (3 ports)507 places Frontignan600 places Palavas-les-Flots1100 places Carnon700 places La Grande-Motte1547 places |

Gard
| Le Grau-du-Roi (Port-Camargue)5000 places |

Bouches-du-Rhône
| Port-Saint-Louis-du-Rhône (3 ports)700 places (+2200 places à sec), Fos-sur-Mer (Saint-Gervais)840 places Carry-le-Rouet582 places Marseille (6 ports)6900 places. La Ciotat (4 ports)1500 places |

Var
| Bandol1600 places |

### Climat

Diagramme climatique de la station météorologique de Sète
(moyenne des périodes 1961-1990)

Bénéficiant du climat méditerranéen dans son ensemble, le golfe du Lion présente localement des particularités météorologiques notamment dues à la présence d'un climat spécifiquement venteux dont deux régimes de vents régionaux, vents de terre tels le Mistral, le Cers (de couloir) d'une part et la Tramontane catabatique. Ces deux classes de vents ont une cause météorologique en partage, à savoir la circulation d'une haute vers une basse pression méditerranéenne. Le Mistral et le Cers suivent les couloirs du Rhône pour le premier, de l'Aude pour le second (on retrouve le Cers, dans les mêmes conditions, avec le fleuve Èbre en Catalogne). La Tramontane descend de la bordure du Massif-Central ou succède au Cers depuis les Corbières vers la Plaine du Roussillon.

#### Les vents locaux: Mistral et Tramontane
- Le Mistral (en provençal mistrau, en languedocien magistrau, en catalan mestral, en corse maestrale) est un vent catabatique et un vent de couloir de nord-ouest à nord, très froid en hiver et souvent violent, qui concerne le nord du bassin de la Méditerranée occidentale. Il peut souffler à plus de 100 km/h en plaine, notamment dans la basse vallée du Rhône. Il concerne donc généralement le secteur Camargue, le Delta du Rhône, jusqu'au Grau du Roi mais quelquefois, il peut souffler du nord-nord-est sur toute la côte du Languedoc, jusqu'au cap Béar. Lorsque ce vent est accompagné de pluie, il est alors dénommé Mistral noir[35].
- Le Cers, du nom donné par les Romains à un des plus anciens vents de France. Venu du Seuil du Lauragais, il accélère en atteignant la vallée de l'Aude pour affecter en gros un triangle Agde-Carcassonne-Leucate
- La Tramontane est le nom donné à plusieurs vents soufflant en mer Méditerranée occidentale. En Catalogne et en Languedoc-Roussillon, la Tramontane est le vent du Nord-Nord Ouest provenant des massifs montagneux et soufflant en direction du golfe du Lion. Il s'agit d'un vent froid, sec et violent, cependant, dans un langage généraliste, le mot tramontane peut aussi désigner un vent de la mer Méditerranée occidentale soufflant du continent vers la mer.

##### Les vents marins
Les vents en provenance de la mer, dénommés près des côtes « le marin » (ou « la marinade) et devenant plus loin des côtes le « vent d'autan », soufflent à l'opposé des vents de terre,.
Il existe également la largade qui est un vent en mer provenant du large.

## Géologie

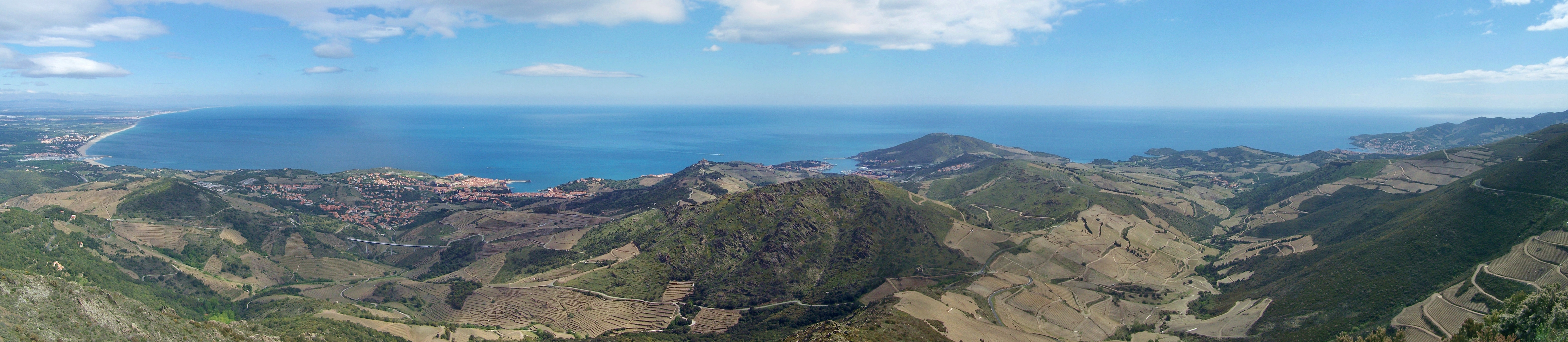
La côte Vermeille, au sud-ouest du golfe du Lion.

Le golfe du Lion est le résultat d'une extension de la croûte terrestre. Elle n’est donc pas géologiquement un domaine océanique au sens propre (croûte océanique amincie bordée par des marges passives). Cette extension est due au déplacement vers le sud et le sud-est de la subduction de la plaque africaine à l'Oligocène-Miocène, à cause du retrait du slab sous l'effet du poids de la plaque en subduction. Cela a entraîné l'effondrement de la chaîne pyrénéo-provençale et la rotation vers l'est de la Corse et de la Sardaigne.
L'orogenèse des Pyrénées à l'Éocène a compressé et épaissi la croûte. Les géologues spécialisés dans le pétrole supposent l'existence de nappes aux frontières marines du talus.

## Histoire

### Préhistoire

#### Site néolithique de Lattes
Les plus anciennes traces de fréquentation actuellement repérées dans la zone lacustre languedocienne se situent dans le secteur de Lattes et datent du Néolithique moyen. Un hiatus semble exister entre environ 3000 et 800 ans av. J.-C. Après cette date, une modeste occupation est attestée au Bronze final et au début de l'âge du fer. Un monument funéraire datant de cette période a été découvert sur le site de Céreirède Rauze-Basse entre Lattes et Montpellier.

#### La grotte Cosquer

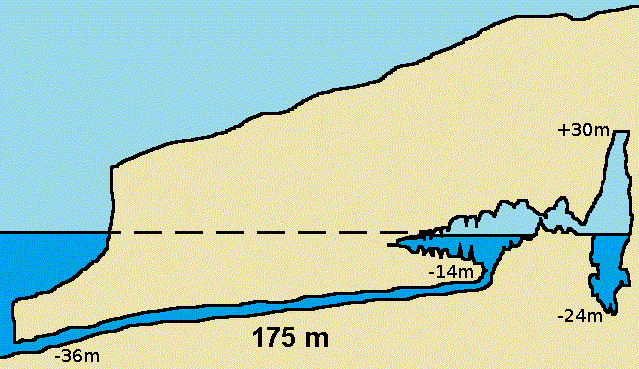
La grotte Cosquer borde directement le golfe du Lion

Il s'agit d'une grotte ornée, durant l'époque paléolithique et située dans la calanque de la Triperie, à Marseille, près du cap Morgiou. Les très nombreuses figurations pariétales (plus de 200) correspondant à deux périodes d'occupation, l'une gravettienne et l'autre épigravettienne ou solutréenne. L'absence d'ossements, la rareté des outils et des indices d'activités quotidiennes laissent penser à des incursions brèves liées à la réalisation des dessins et éventuellement à des cérémonies.
Son entrée est aujourd'hui située à 37 m sous le niveau de la mer et porte, aujourd'hui, le nom d'Henri Cosquer, le plongeur qui l'a découverte en 1985, puis signalée en 1991. La grotte n'est pas ouverte au public.

### Antiquité

#### Lattara
Il s'agit d'une cité portuaire antique mentionnée à plusieurs reprises par les auteurs latins: Pomponius Mela, Pline l'Ancien, ou l'Anonyme de Ravenne. Ces ruines furent découvertes en 1963. Implantée à l'époque en milieu lagunaire, elle est à l'époque contemporaine située à 5 km au sud de l'actuelle Montpellier (territoire de Lattes).

#### Illiberis
Illiberis semble avoir été un important oppidum situé à proximité du golfe du Lion, dans l'actuel département des Pyrénées-orientales et l'actuel canton de la Plaine d'Illibéris, au nord d'Argelès sur mer. Le nom de cette cité a été indiqué par Tite-Live, celui-ci relatant qu'Hannibal y aurait établi son campement en 218 av. J.-C. Des archéologues ont aussi prouvé qu'à la fin de l'âge du fer (VIIIe – IIe siècle av. J.-C.), le site d'Illiberris constituait l'un des principaux oppida de la Celtique méditerranéenne.

#### Massalia

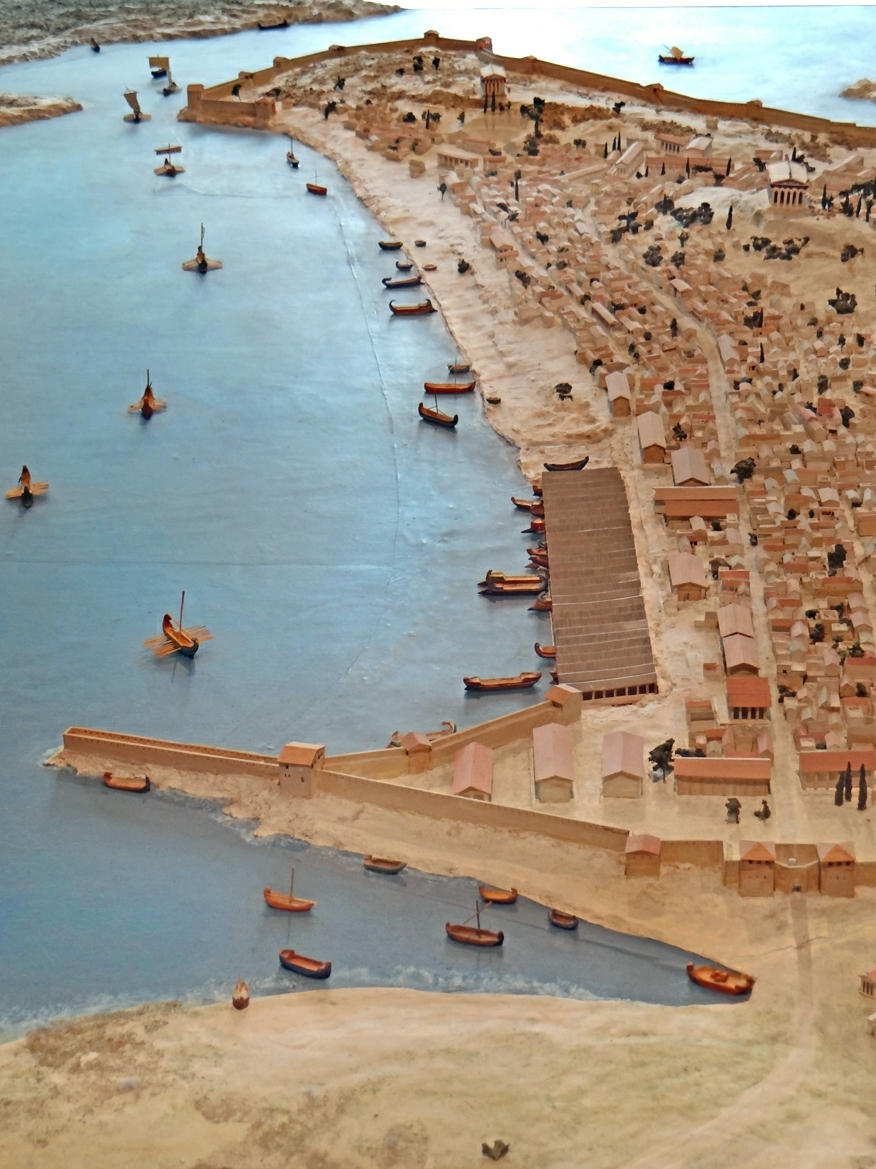
Maquette du port de Marseille à l'époque hellénistique.

La fondation de Marseille, qui remonte aux environs de 600 av. J.-C., est le fait de colons grecs venus de Phocée.

#### La colonie et le port de Narbo Martius
Les Romains fondèrent en 118 av. J.-C. une colonie romaine du nom de « Colonia Narbo Martius ». En 45 av. J.-C., Jules César installa dans cette colonie, qui deviendra bien plus tard la ville de Narbonne, les vétérans de la Xe légion. En 27 av. J.-C., l'empereur Auguste rendit visite à la ville, puis, en 22 av. J.-C., il en fit la capitale de la province romaine de la Gaule narbonnaise, qui couvrait un large territoire depuis le golfe et les Pyrénées orientales jusqu'aux Alpes.
La cité resta jusqu'à la fin de l'Antiquité romaine l'une des villes les plus importantes de la Gaule. Son port bordait, à l'époque, le rivage du golfe du Lion, et son entrée principale se situait à proximité de Gruissan.
Le port antique de Narbonne est considéré comme le deuxième port de l’Empire romain en Méditerranée nord-occidentale après Ostie, le port de Rome. Durant les deux premiers siècles de l'ère chrétienne sa superficie avoisinait cent hectares, ce qui a amené à estimer sa population aux alentours de 35 000 habitants.
La période romaine fut l'âge d'or de ce grand port antique qui, après avoir été brièvement la capitale des Wisigoths, finit par décliner progressivement au cours de l'Antiquité tardive.

### Moyen Âge

#### La création du port d'Aigues-Mortes
En 1240, le roi Louis IX, veut se débarrasser de l'emprise des marines italiennes pour le transport des troupes pour les croisades. Il s'intéresse, alors, à la position stratégique que représente le secteur d'Aigues-Mortes pour son royaume. À cette époque, Marseille appartient à son frère Charles d'Anjou, roi de Naples, Agde au Comte de Toulouse et Montpellier au roi d'Aragon.

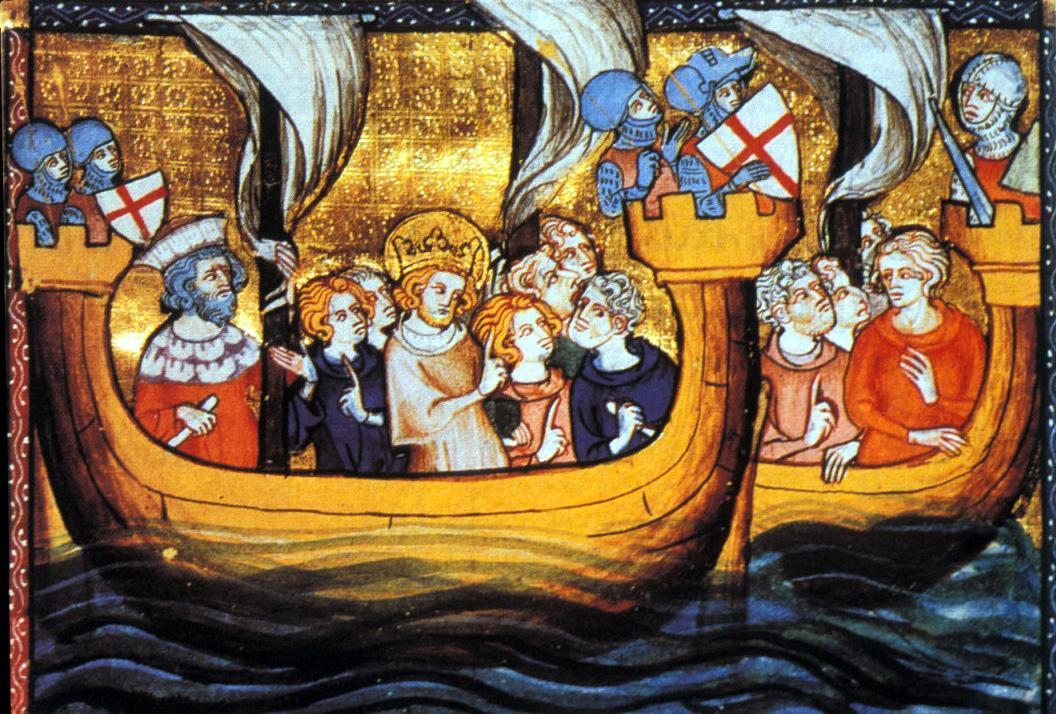
Louis IX sur une nef, au départ d'Aigues-Mortes, lors de la septième croisade

Ce roi capétien souhaite un accès direct à la mer Méditerranée et obtint des moines de l'Abbaye, la ville et les terres aux alentours par échange de propriétés. Il fait ensuite construire une route entre les marais, y bâtit la tour Carbonnière pour servir de tour de guet et ainsi protéger l'accès à la ville, puis il fait bâtir, ensuite, la tour de Constance pour abriter sa garnison. En 1272, son fils et successeur, Philippe le Hardi, ordonne la poursuite de la construction des remparts, encore visibles aujourd'hui, pour ceinturer complètement le bourg et ses habitants et les travaux ne s’achèveront définitivement que trente ans plus tard.
C'est de cette ville que Louis IX embarque par deux fois pour les Croisades : la septième croisade en 1248 et la huitième croisade en 1270 pour le siège de Tunis, où il meurt de dysenterie.
La plupart des études historiques le démontrent : la cité d'Aigues-Mortes fut, dès cette époque, considérée non comme un port complet, mais comme une partie de celui-ci, car (comme le confirment les investigations de l'ingénieur Charles Léon Dombre) l'ensemble du port d'Aigues-Mortes comprenait la cité médiévale proprement dite, qui se trouvait dans l'étang de la Marette, mais aussi le Canal-Viel et le Grau-Louis, le Canal-Viel étant le chenal d'accès à la mer. C'est approximativement sur le Grau-Louis qu'est construite aujourd'hui La Grande-Motte.
Au début du XIVe siècle, le roi Philippe le Bel n'hésita pas à recourir au site fortifié d'Aigues-Mortes pour y détenir les Templiers, arrêtés sous son ordre

### Temps modernes

#### Le naufrage de la «Jeanne-Élisabeth»
Juste avant le début de la guerre de Sept Ans, la France a besoin de liquidités en prévision du conflit. La « Jeanne-Elisabeth », un brick du XVIIe siècle naviguant sous pavillon neutre, est missionnée par la France pour charger 24 600 piastres d'argent depuis Cadix en Espagne jusqu'à Marseille. En raison de la présence de corsaires anglais qui harcèlent les navires français en Méditerranée, le navire est officiellement enregistré à son port de départ comme transportant du blé, de la teinture et des fournitures diverses.
Dans la nuit du 24 au 25 octobre 1755, alors que le navire marchand longe la lagune au large de Maguelonne, une grosse tempête pousse le navire vers la côte et celui-ci heurte des bancs de sable affleurant à la surface. En conséquence, le brick coule, avec sa cargaison, non loin du rivage. Les propriétaires des piastres tenteront de récupérer leurs biens, mais sans y parvenir.
En 2008, l'épave subit un pillage en règle effectuée par des plongeurs anonymes qui tenteront d'écouler leurs trouvailles clandestinement. À la suite d'une longue enquête menée par le service judiciaire des douanes, les responsables (dont un pêcheur de moule de Palavas-les-flots et un numismate de Montpellier) seront jugés et condamnés en 2016. Dans le même temps, le DRASSM, un service du Ministère de la Culture français, organise les fouilles officielles de l'épave.

#### La bataille navale de Maguelonne

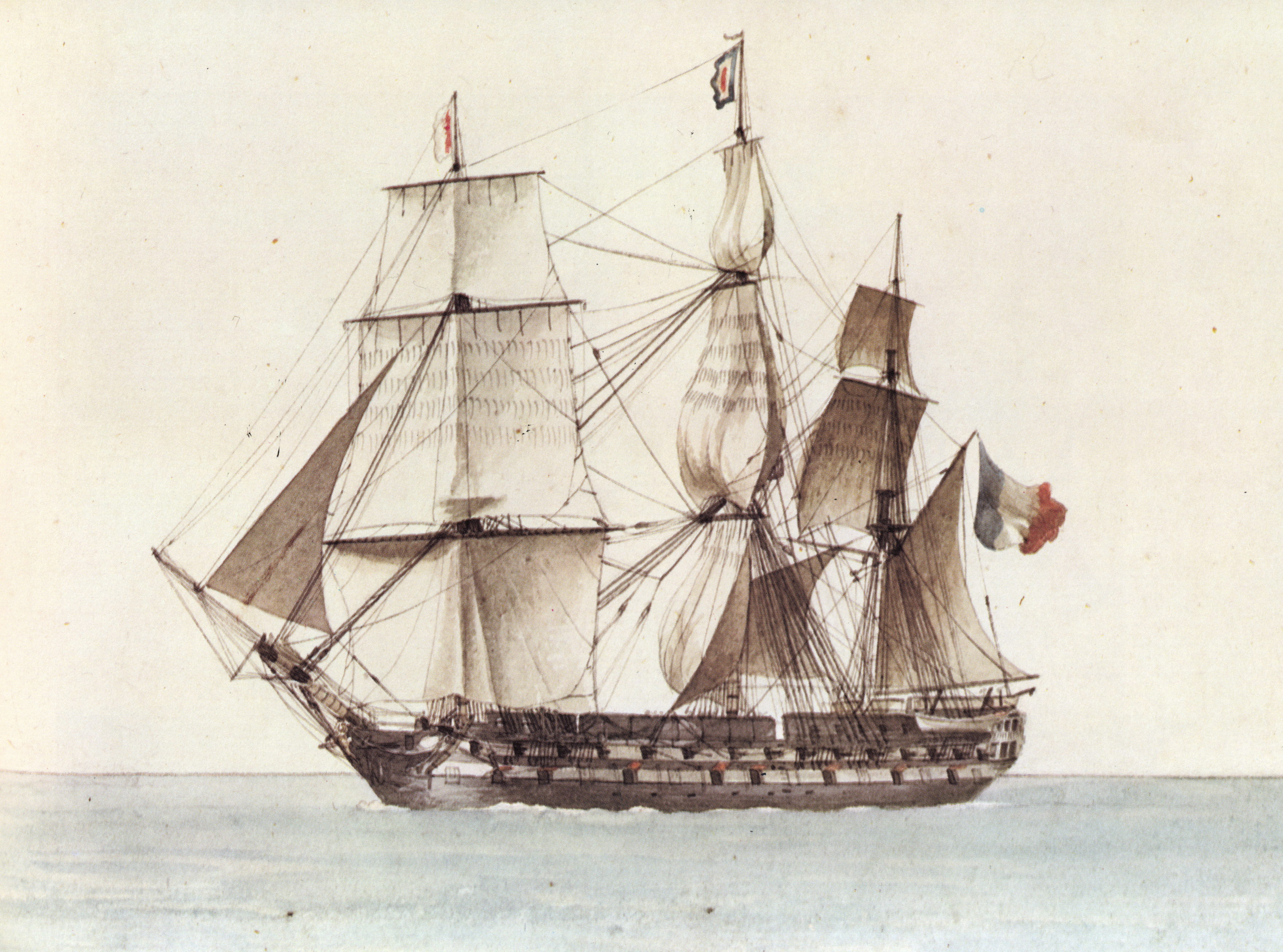
Le vaisseau de ligne Le Borée.

Une modeste bataille navale opposa six bâtiments de guerre anglais à quatre navires français (Le Borée, La Pauline, Le Lyon et Le Robuste) en octobre 1809. Celle-ci se déroula entre le port de Sète et la lagune de Maguelone, non loin du site du futur port de Palavas-les-flots. La bataille fut dirigée et surveillée depuis la côte par le général Charles Louis Joseph de Gau de Frégeville.

#### Le naufrage deL'Amphitrite
En route pour l'île antillaise de Trinidad en novembre 1839, L'Amphitrite, un navire marchand de deux cents tonneaux en provenance du Vieux-Port de Marseille, sombra après avoir croisé une trombe marine à quelques encablures de l'île de Maguelone, située entre Palavas-les-flots et Sète.

### Époque contemporaine

#### Le naufrage deL'Obéron
Dans la nuit du 17 au 18 février 1913, le caboteur français dénommé l'Obéron, naviguant de Marseille en direction de Valence (Espagne) avec un chargement de morues, affronte une grosse tempête d'est au large de Marseillan-Plage et coule à pic. Sur neuf hommes d'équipage, huit sont perdus en mer, y compris le capitaine.

#### Le Mur de la Méditerranée

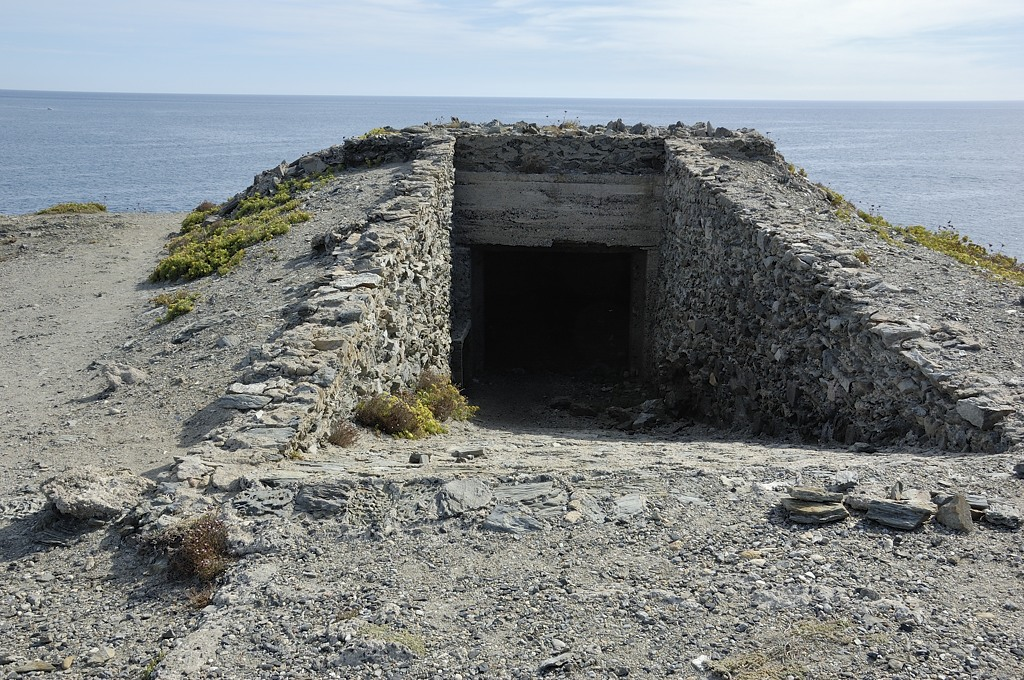
Fortifications du Südwall au Cap Béar

Entre 1943 et 1944, le « Mur de la Méditerranée » (en allemand, le Südwall, « mur du sud » ou « rempart du sud ») était un système extensif de fortifications côtières, construit par le Troisième Reich pendant la Seconde Guerre mondiale le long de la côte française de la mer Méditerranée (de Cerbère à Menton) et destiné à empêcher une invasion par les Alliés. Dans le golfe du Lion, on peut encore apercevoir quelques traces de fortification au Cap Béar, à Port-Vendres et autres sites stratégiques.

#### L'attaque et le naufrage deL'Embla
Le 19 avril 1944, parti de Port-Vendres, après avoir subi un premier bombardement par des avions de guerre britannique, le cargo suédois, L'Embla appareille pour Marseille. Bien qu'affrété pour le Comité international de la Croix-Rouge (avec des indications sur son appartenance sur sa coque), il fut mitraillé et bombardé par douze bombardiers Beaufighter britanniques venus de la base d'Alghero. Durant cette attaque il n'y aura qu’un seul blessé léger et les 21 hommes d’équipage pourront embarquer dans un canot de sauvetage en direction de la Pointe de l'Espiguette, située en Petite Camargue.
À la suite de cette attaque, le commandant du navire, le capitaine suédois Ericsson, parvenu au Grau-du-Roi, élèvera une protestation.

#### Le naufrage duRoger-Juliette
Dans la nuit du 27 au 28 novembre 1947, lors d'un épisode de forte mer, le pinardier le Roger-Juliette fit naufrage à quelques centaines de mètres de la plage Les Mouettes à Frontignan. Ce naufrage fit six victimes sur un équipage de sept marins, et relança la nécessité d'avoir une force de sauvetage en mer sur cette partie de la côte méditerranéenne.

#### La catastrophe aérienne du Cap-Sicié
Le 14 juillet 1948 un avion civil britannique Dakota de type DC3 qui assure le transport du courrier Le Caire - Londres s'écrase sur les rochers du Cap-Sicié. Cet accident est très probablement dû à l'intensité du brouillard présent lors de l'accident. Les quatre membres d'équipage et deux passagers, tous de nationalité britannique, ont été tués sur le coup. Les victimes ont été enterrées au cimetière Saint-Pierre de Marseille.

#### La Mission Racine

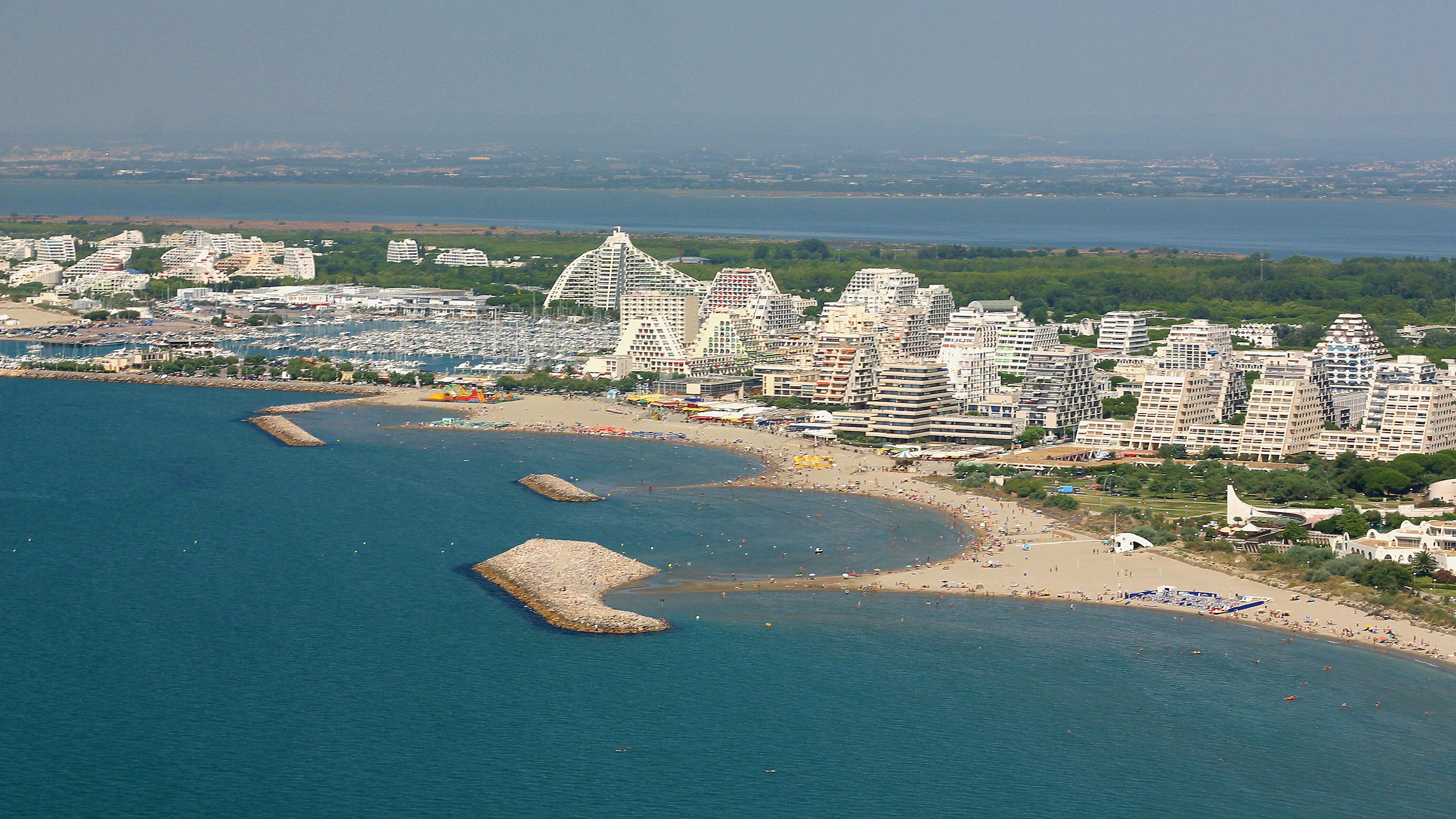
La Grande-Motte, station balnéaire et symbole architectural de la Mission Racine.

La « mission interministérielle d'aménagement touristique du littoral du Languedoc-Roussillon », également connue sous le nom de « Mission Racine », est une structure administrative française créée le 18 juin 1963 par l'État pour conduire de grands travaux d'infrastructure en vue de développer le littoral de la mer Méditerranée dans les départements du Gard, de l'Hérault, de l'Aude et des Pyrénées-Orientales (autrement dit la côte d'Améthyste). Cette mission était rattachée à la Délégation à l'aménagement du territoire et à l'action régionale (DATAR). Son dirigeant était Pierre Racine.
Cette mission due à une volonté politique économique pour concurrencer les sites balnéaires espagnols, est à l'origine de la création des stations balnéaires de Port-Camargue, la Grande-Motte, Le Cap d'Agde et son village naturiste, Gruissan, Port Leucate et son village naturiste, Port Barcarès et Saint Cyprien.

#### Le naufrage duChaouen
Le 21 février 1970, le Chaouen transporte 640 tonnes d’oranges de Casablanca vers Marseille. le soir même, le navire heurte un haut fond. Après plusieurs tentatives de sauvetage et à cause du temps forcissant le capitaine est contraint d'ordonner l'abandon du navire qui coulera le lendemain après-midi. Aucune victime ne sera à déplorer.

#### L'avion d'Antoine de Saint-Exupéry

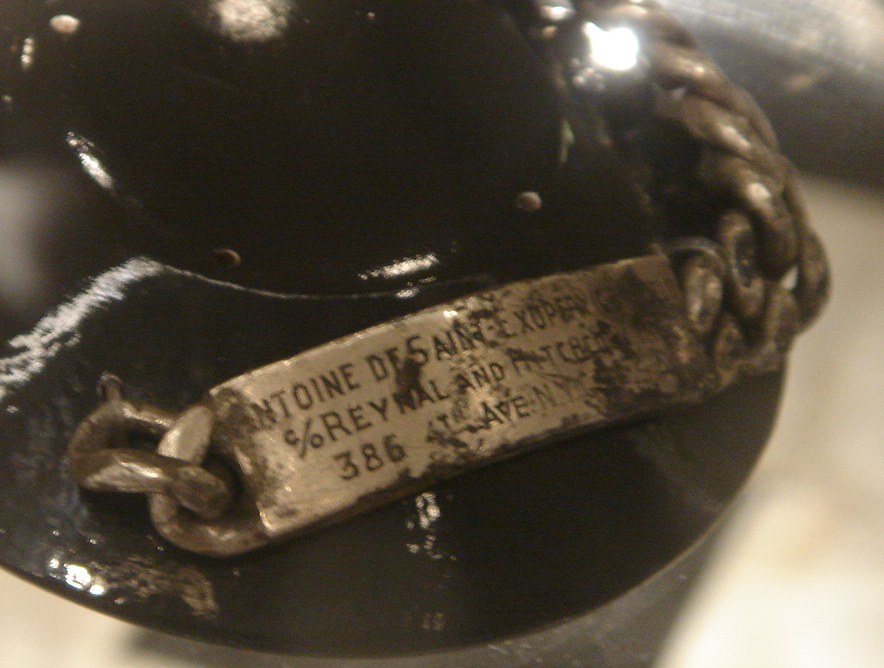
La gourmette de Saint-Exupéry retrouvée en 1998 dans les eaux du golfe du Lion.

En septembre 1998, au large de l'île de Riou, un patron pêcheur marseillais, Jean-Claude Bianco, assisté de son second, le marin Habib Benhamor, remonte dans ses filets une gourmette en argent oxydée par un long séjour sous-marin et sur laquelle était gravée l'identité d'Antoine de Saint-Exupéry. La zone de disparition du célèbre écrivain et reporter français reconnu « Mort pour la France en 1948, auteur du Petit Prince et de Terre des Hommes alors pilote de guerre et disparu, le 31 juillet 1944 en mer, au large de Marseille, avait enfin été localisée.
En 2000, des morceaux d'un avion bimoteur Lockheed F-5B, version de reconnaissance du chasseur P-38 Lightning, soit une jambe du train d'atterrissage gauche et des éléments de carlingue (partie gauche d'une des deux poutres de cet avion aux lignes très particulières), sont retrouvés dans les eaux du golfe du Lion, au large de Marseille, face nord-est de l’île de Riou par le plongeur professionnel marseillais Luc Vanrell. Les pièces de l'avion (serial 42-69223) sont désormais exposées au Musée de l'air et de l'espace du Bourget, dans un espace consacré à l'écrivain reporter et aviateur.

#### Le crash du «Vol 888T XL» d'Airways Germany
Le vol 888T XL de la compagnie XL Airways Germany désigne un airbus A320-232 de la compagnie Air New Zealand qui s'est abîmé dans les eaux du golfe du Lion, le 27 novembre 2008, à 15 h 46 UTC à 7 km au large de Canet-en-Roussillon, non loin de Perpignan, alors qu'il effectuait un vol d'acceptation et était en phase d'approche de l'aéroport de Perpignan-Rivesaltes. Des sept personnes qui se trouvaient à bord, six sont mortes et une, l'ingénieur néo-zélandais Murray White, est portée disparue.
L'avion s'est abîmé en pleine mer aux coordonnées suivantes 42° 39′ 48″ N, 3° 06′ 00″ E.

#### La pandémie de Covid-19 de 2020
En raison d'une grave pandémie qui touche l'ensemble de la France, l'accès aux plages de l'ensemble du littoral sont interdites au public à compter du 17 mars 2020 qui marque le début du confinement de la population.
À compter du 11 juin, date choisie par le gouvernement pour mettre fin à ce confinement, le préfet de l’Hérault et les maires des treize communes littorales débattent sur la réouverture des plages. Un cahier des charges de mesures à mettre en œuvre est mis en place afin d'assurer la sécurité des usagers qui pourront de nouveau se rendre sur les plages de façon progressive, selon les sites, en respectant certaines conditions imposées par les autorités.

## Espaces naturels et faunes

### Parcs nationaux

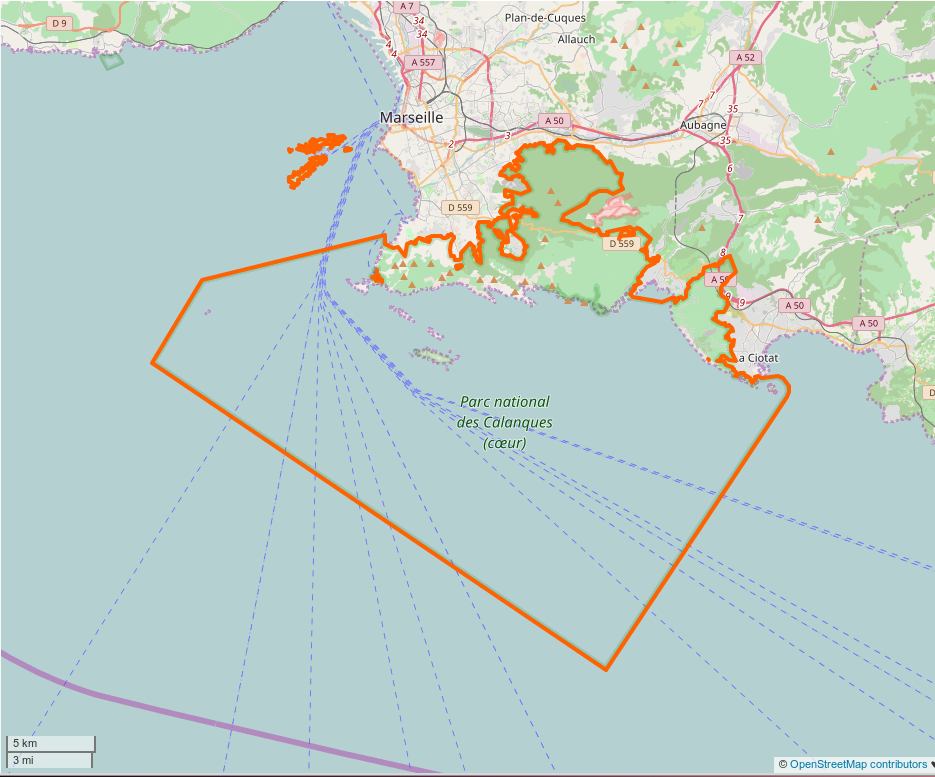
Périmètre du PN des Calanques.png

#### Le Parc national des Calanques
Espace naturel terrestre et marin, le parc national des Calanques est situé aux portes de la ville de Marseille et s'étend sur un massif littoral constitué de falaises calcaires, de criques et d'îlots qui constituent des écosystèmes relativement préservés pour de nombreuses espèces vivantes. Ce vaste espace méditerranéen comprend le massif des Calanques, les îles de l'archipel du Riou, le massif de Saint-Cyr et une partie du plateau de Soubeyran, qui inclut les falaises Soubeyranes, les plus hautes de France.

### Parcs régionaux

#### Le parc naturel régional de Camargue

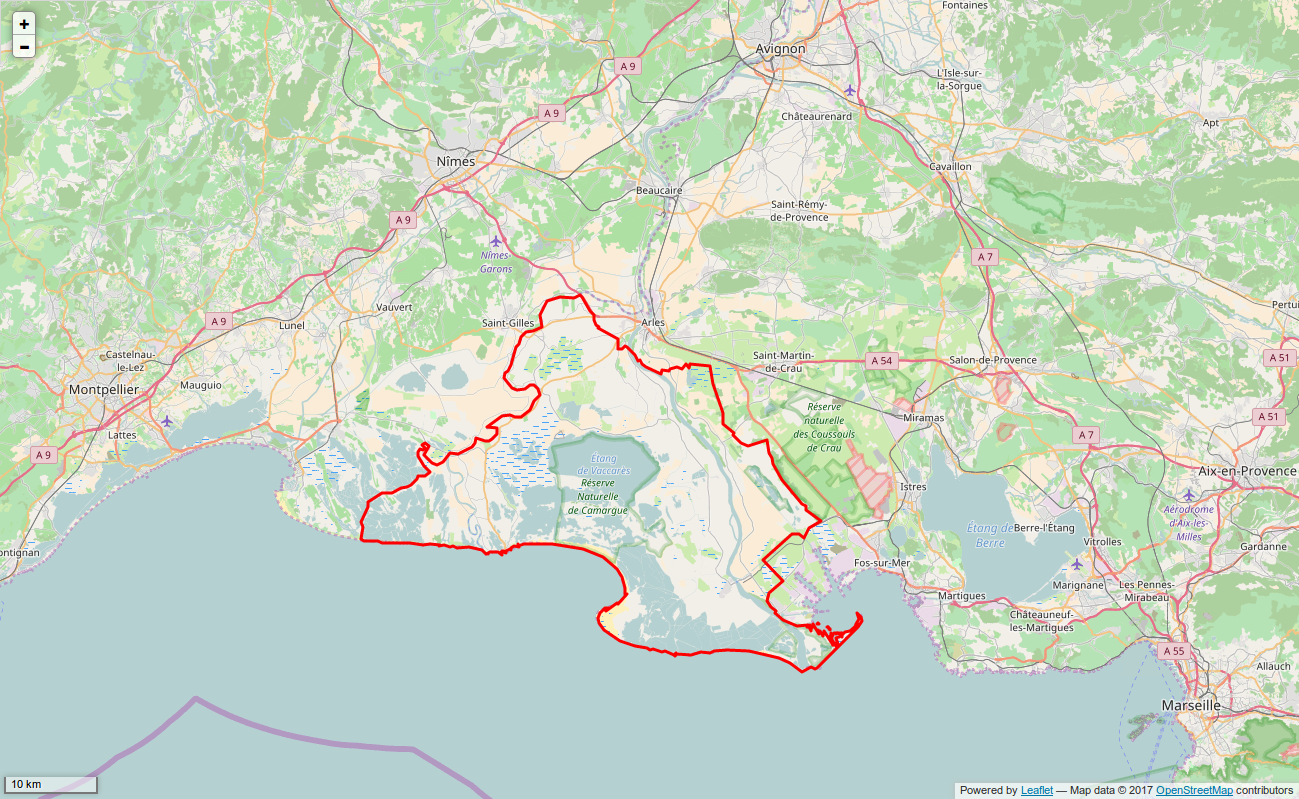
Périmètre du PNR de Camargue

Le parc naturel régional de Camargue est un parc naturel régional situé dans le sud de la France, à l'ouest de la région Provence-Alpes-Côte d'Azur. Il a été créé le 25 septembre 1970. Il comprend une grande partie de la Grande Camargue entre les bras du delta du Rhône.
La plus grande partie de la Camargue gardoise et de l'Île de Camargue (partie centrale du parc) sont inscrits sur la liste des zones humides d'importance internationale de la convention de Ramsar. Une partie du territoire est protégée par les directives européennes oiseaux et habitats, ce qui se traduit par des zones de protection spéciale (ZPS) et des zones spéciales de conservation (ZSC), rassemblées au sein du réseau Natura 2000.
Avec la commune d'Arles, ce parc est essentiellement situé sur le territoire de la commune des Saintes-Maries-de-la-Mer, située entre les deux bras du Rhône.

#### Le parc naturel régional de la Narbonnaise en Méditerranée

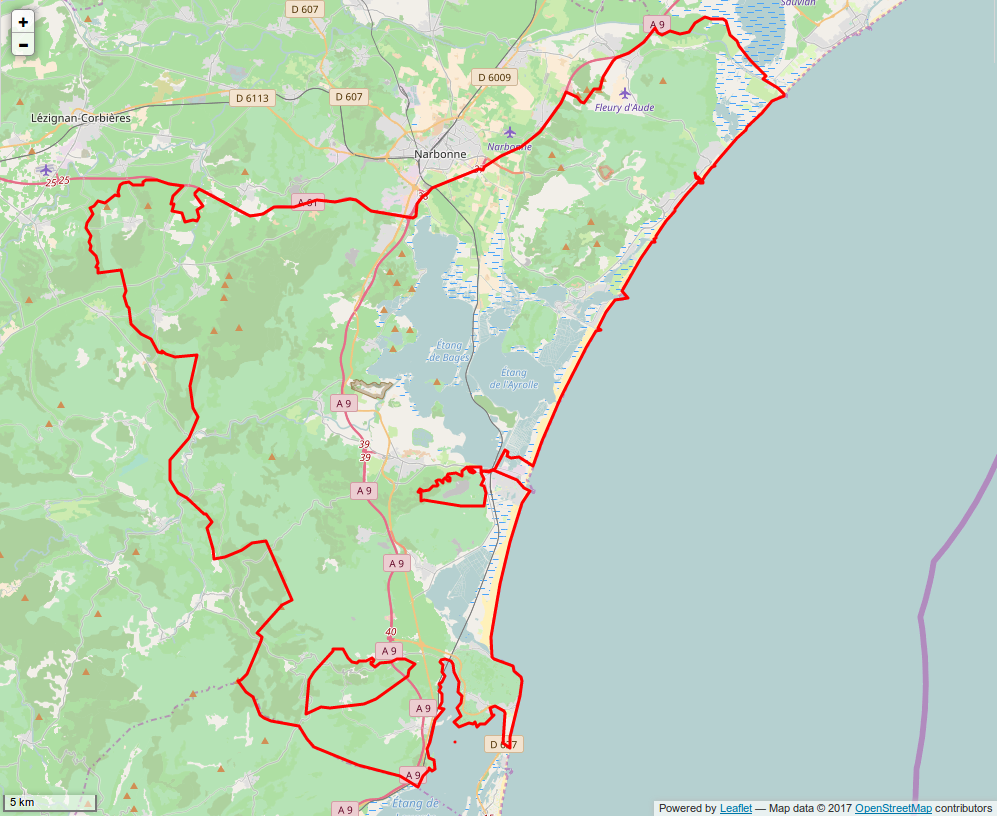
Périmètre du PNR de la Narbonnaise en Méditerranée

Le territoire du parc naturel régional de la Narbonnaise en Méditerranée (70 000 ha) est composé des Corbières maritimes et d’un vaste complexe lagunaire, il représente en France l’un des derniers grands sites naturels préservés de cette ampleur en bord de mer Méditerranée.
En 10 km à vol d’oiseau, on passe de la mer et des lagunes - vastes étendues d’eau saumâtre, appelées ici étangs (de Bages-Sigean, de La Palme, de Pissevaches, de l'Ayrolle, de Gruissan) et séparées de la mer par le cordon sableux du lido - au massif des Corbières avec son point culminant, sur le parc, à 707 m au Montoullié de Périllou.

### Parcs marins

#### Le parc naturel marin du golfe du Lion
Le parc naturel marin du golfe du Lion est le troisième parc naturel marin français, en tenant compte des territoires de la France d'outre-mer, et le premier de l'espace Méditerranéen français. Cet espace protégé couvre l'ensemble des eaux situées au large du département des Pyrénées-Orientales et de l'Aude, soit un peu moins de 4 020 km2 d’espace marin pour environ un peu moins de cent kilomètres de côtes et concerne douze communes du littoral.
Ce site est un parc naturel marin destiné à protéger la zone maritime côtière qui s'étend sur plus de 100 km de côte entre Leucate dans l'Aude à Cerbère dans les Pyrénées-Orientales (35 km de côte rocheuse et 65 km de côte sableuse).
Cet espace compte plus de 1200 espèces animales, et environ 500 espèces végétales dans les écosystèmes sous-marins.

« Sélection de vues du littoral du golfe du Lion »
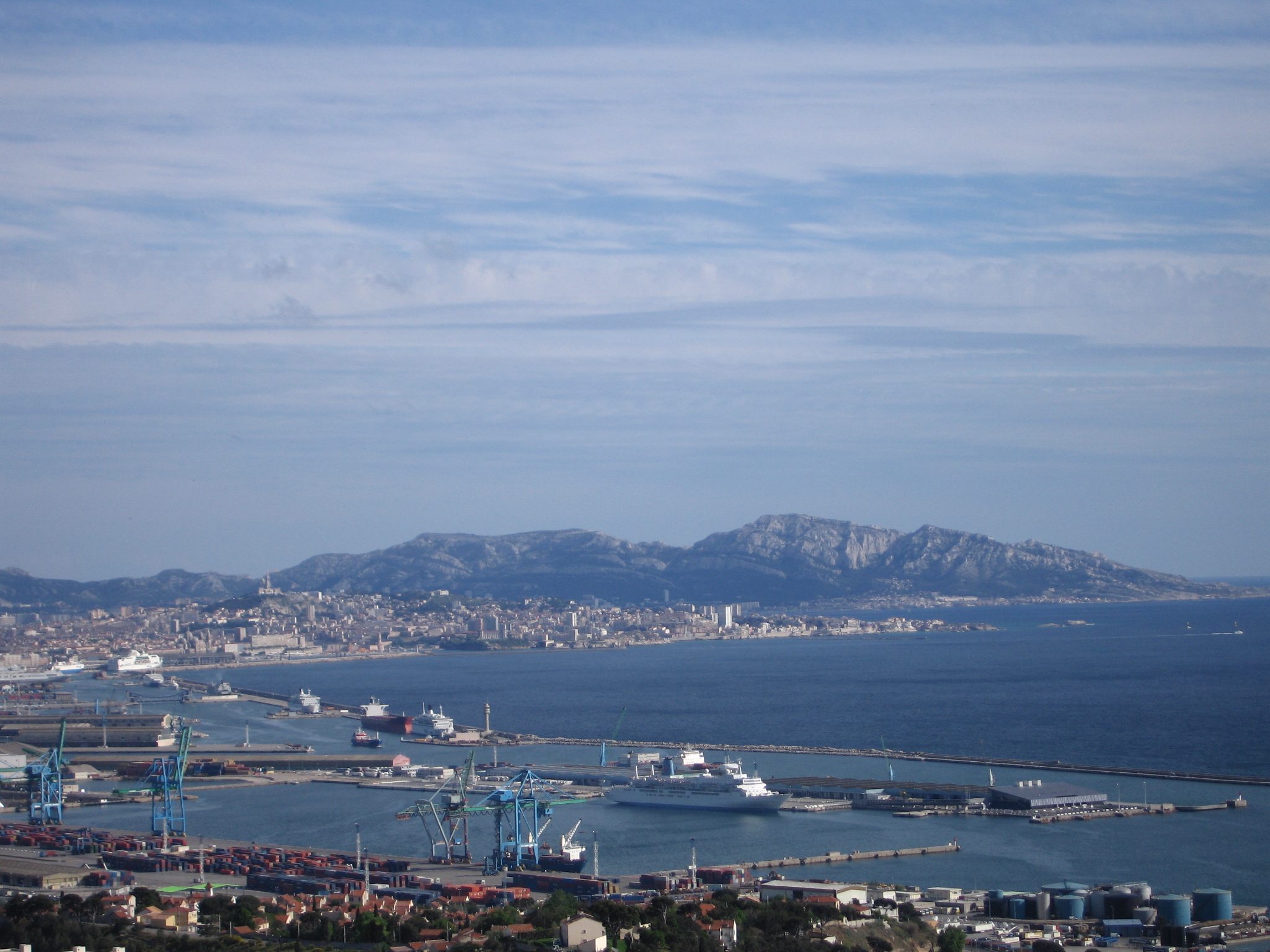
Marseille
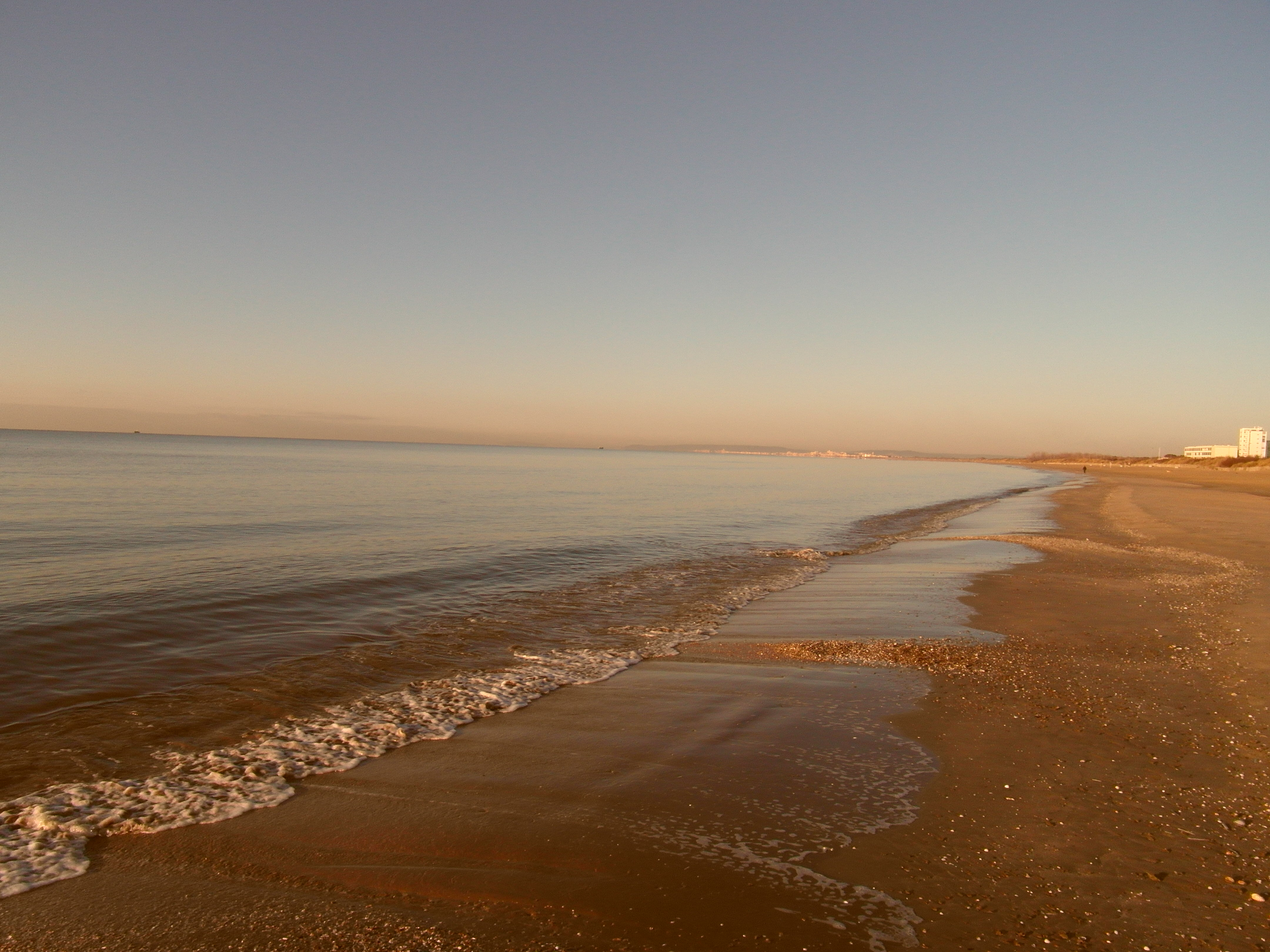
La Grande-Motte
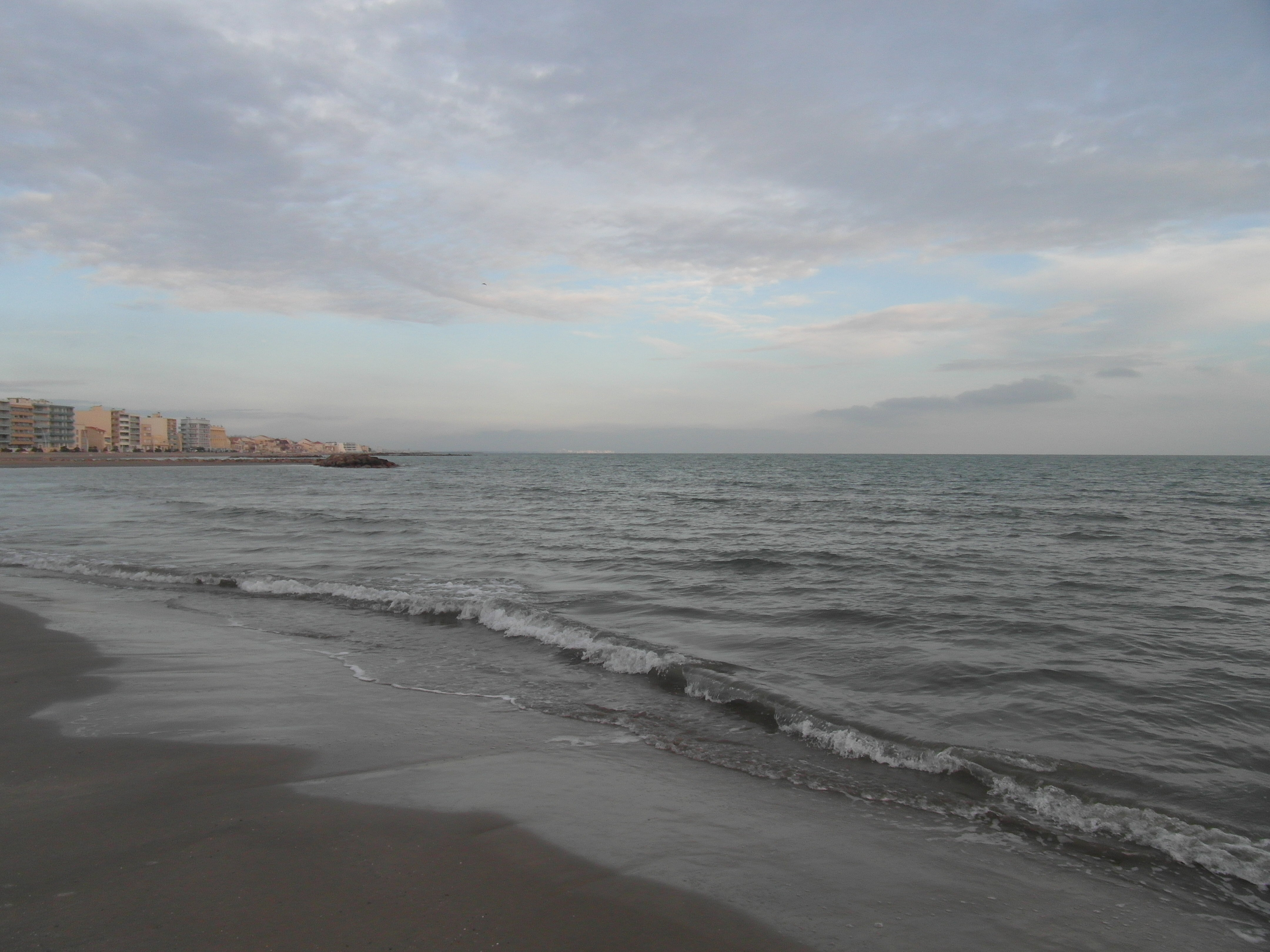
Carnon-Plage
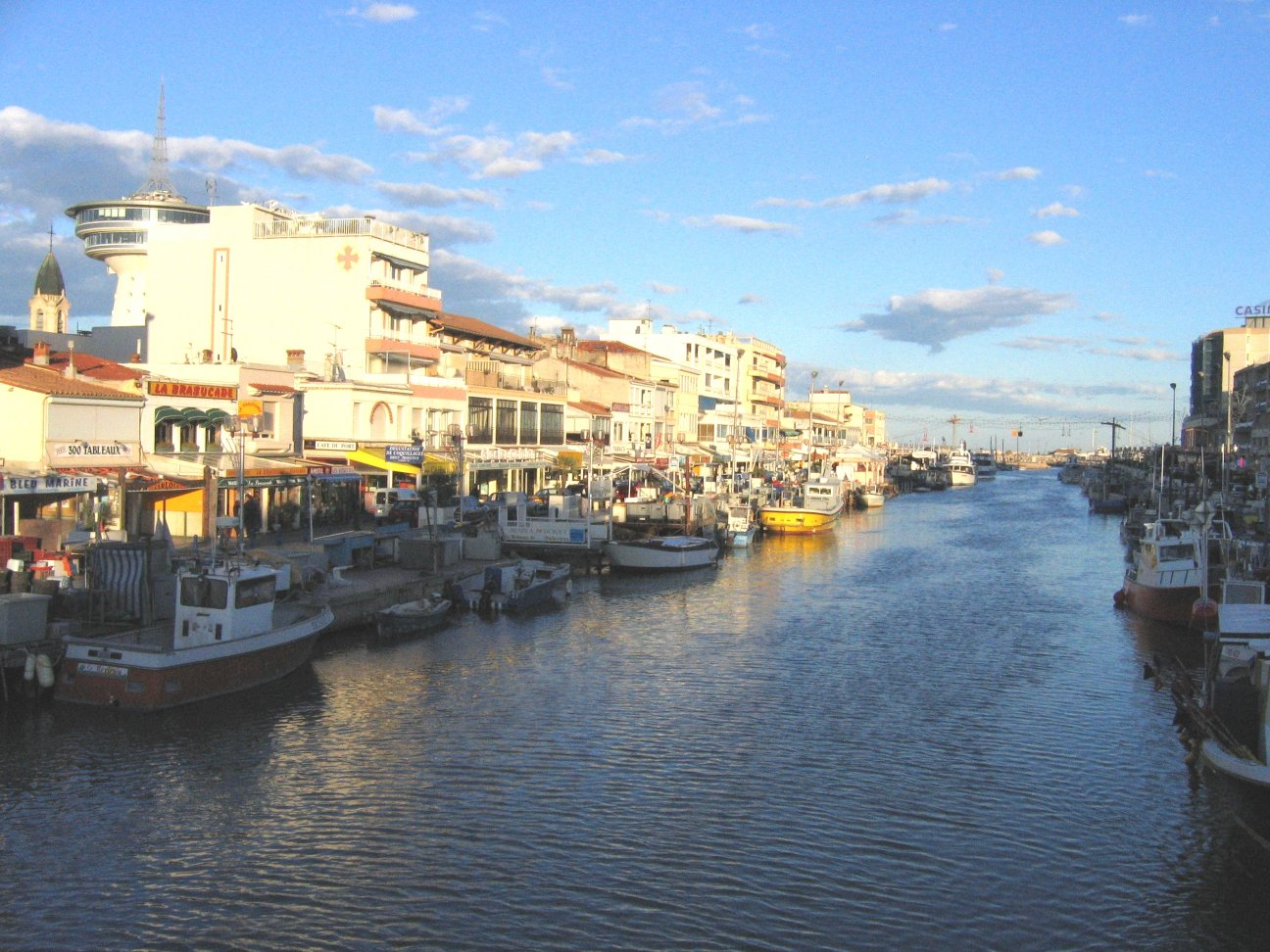
Le port de Palavas
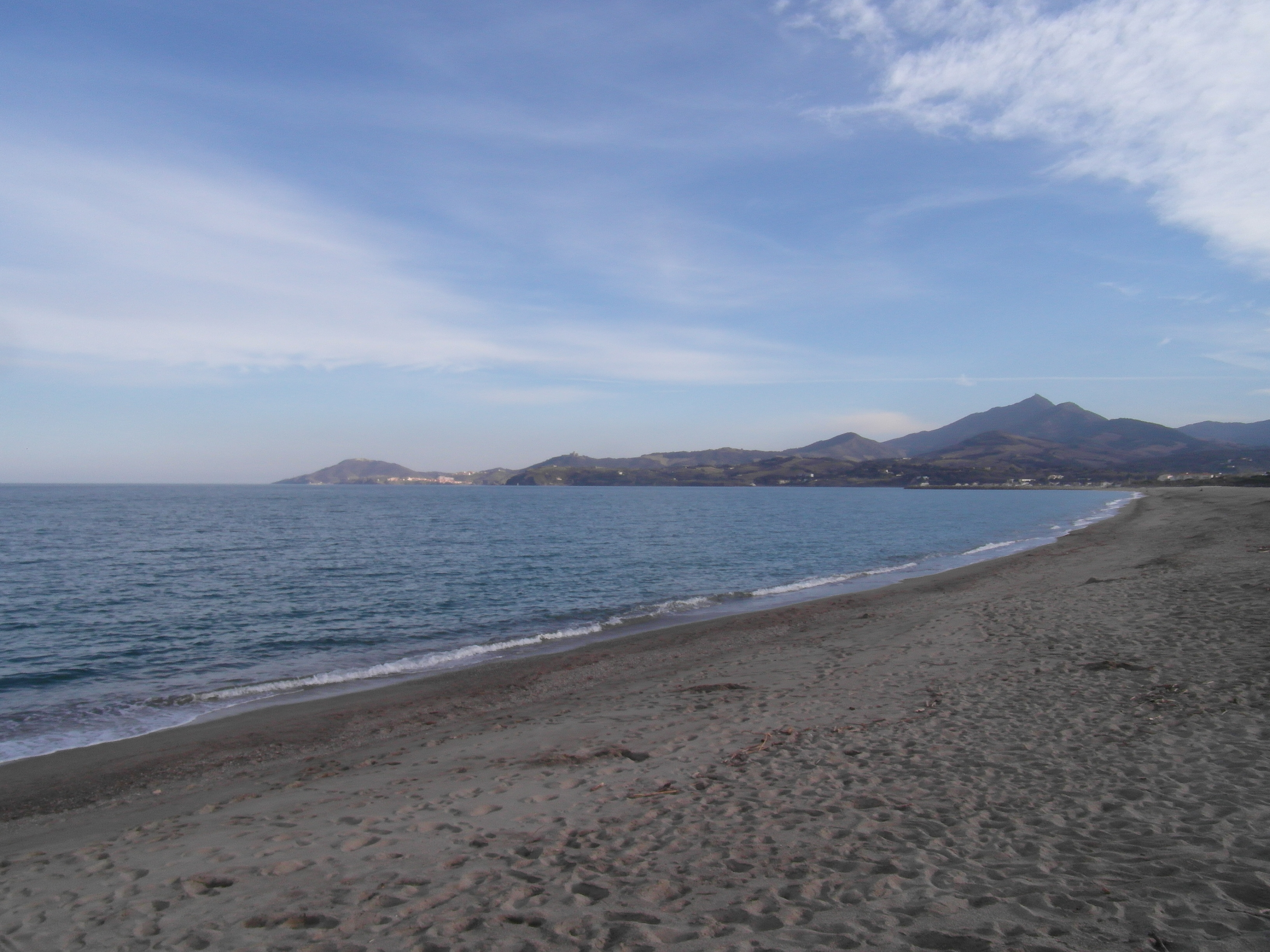
Argelès-sur-Mer
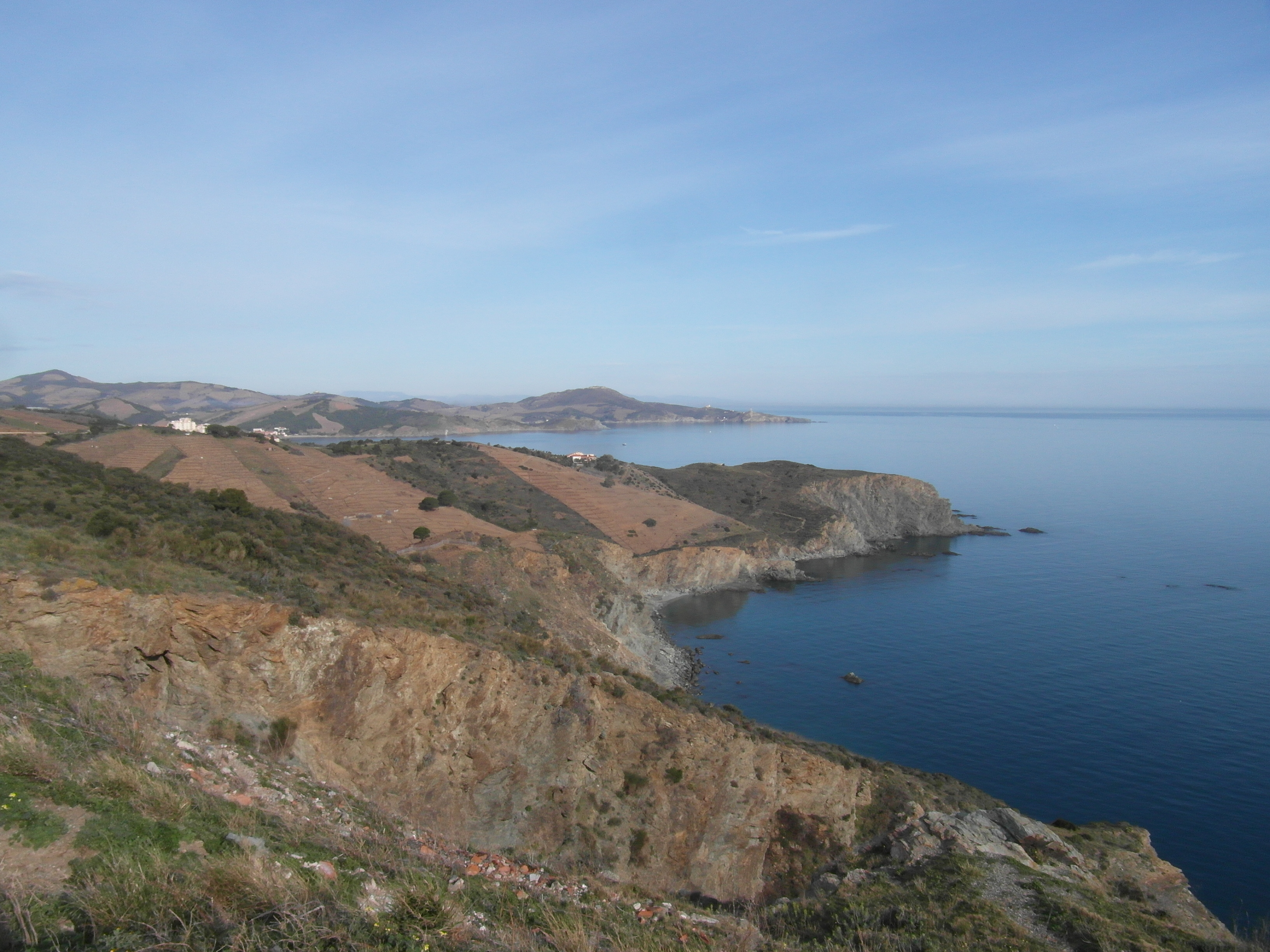
Collioure

### Réserves naturelles
- Parc ornithologique de Pont-de-Gau qui se situe en Camargue près de la route départementale 570 qui relie Les Saintes-Maries-de-la-Mer à Arles.

### La faune du golfe

#### La faune aviaire
Le golfe du Lion et son ensemble lagunaire abrite plusieurs espèces d'oiseaux, essentiellement marin. Les principaux oiseaux, facilement observables, sur la côte sont :

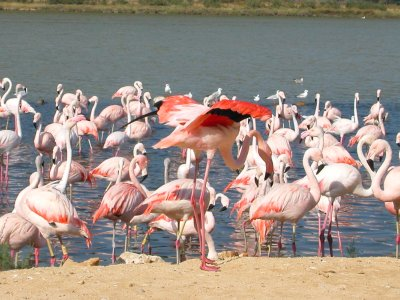
Flamant rose à Sigean

- l'aigrette garzette (Egretta garzetta), résidente;
- l'avocette élégante (Recurvirostra avosetta), résidente;
- l'échasse blanche (Himantopus himantopus), résidente;
- le flamant rose (Phoenicopterus ruber), hivernage;
- le goéland d'Audouin (Larus audouinii), hivernage;
- le grèbe à cou noir (Podiceps nigricollis), hivernage;
- le héron garde-bœufs (Bubulcus ibis), reproduction;
- la mouette mélanocéphale (Larus melanocephalus), hivernage;
- la mouette rieuse (Chroicocephalus ridibundus), reproduction;
- la pipit rousseline (Anthus campestris), résidente;
- la sterne caugek (Sterna sandvicensis), reproduction;
- la sterne naine (Sterna albifrons), reproduction;.
- la sterne pierregarin (Sterna hirundo), reproduction.

#### La faune maritime

##### Les poissons
On peut dénombrer une grande variété de poissons dans les eaux du golfe du Lion, les plus connus étant ceux qui contribuent à l'activité piscicole :
- la sardine (Sardina pilchardus)

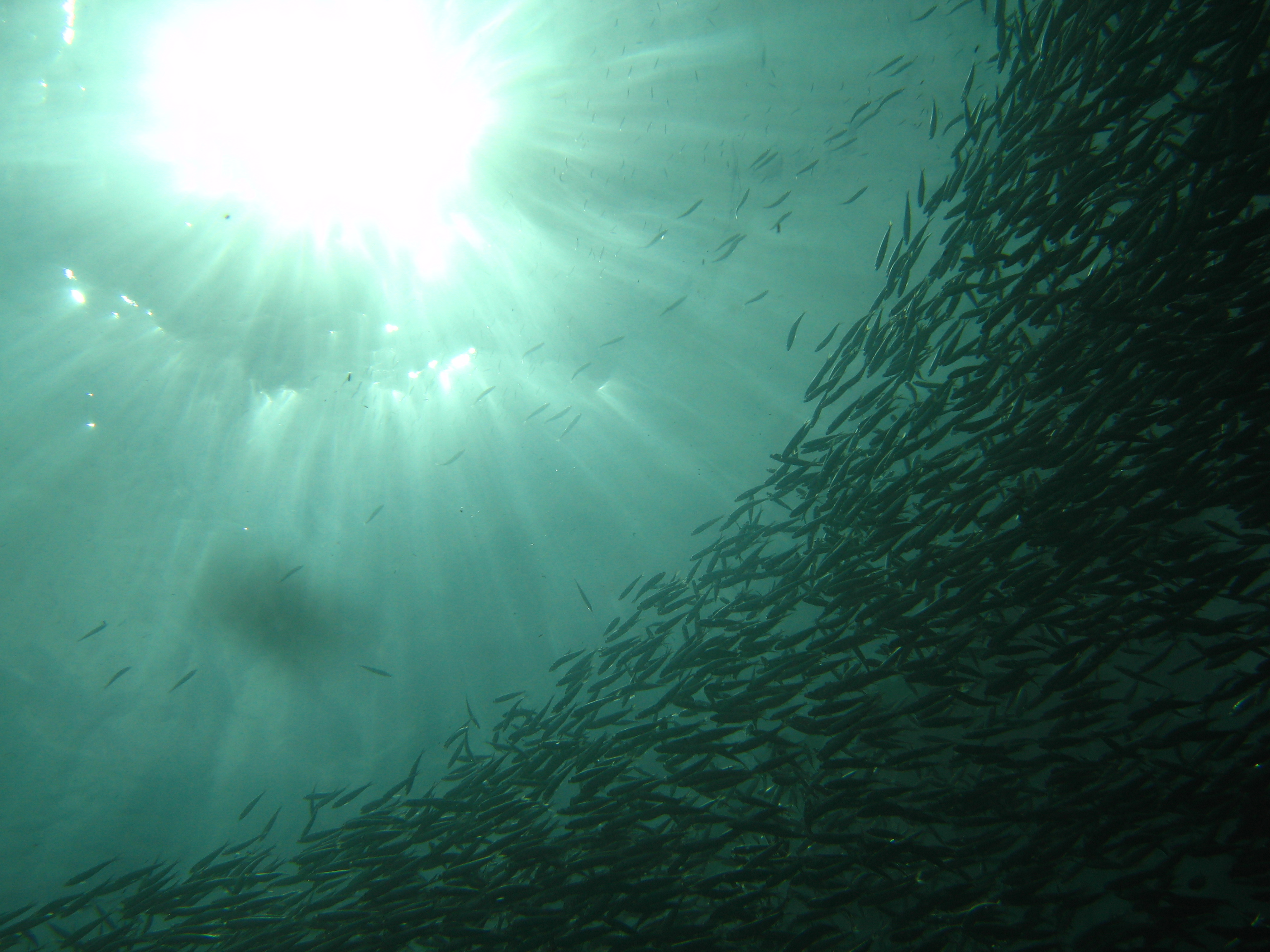
Banc de sardines

- l'anchois (Engraulis encrasicolus)
- le congre (Conger conger)
- l'anguille (Anguilla anguilla)
- la baudroie (ou lotte) (Lophius piscatorius)
- le maquereau (Scomber scombrus)
- la daurade (ou dorade royale) (Sparus aurata)
- le loup (ou bar) (Dicentrarchus)
- le thon, dont :

le thon rouge (Thunnus thynnus)
le thon blanc (ou germon) (Thunnus alalunga)
On peut également attester de la présence de différentes espèces de requins. En septembre 2018, un requin bleu long de 2,50 mètres, s’est échoué sur une plage d’Argelès-sur-Mer. L’animal, blessé, a été secouru et remis à l’eau par les spécialistes du Parc naturel marin du golfe du Lion, puis remis dans l'eau du golfe.

##### Les cétacés

###### Le grand dauphin

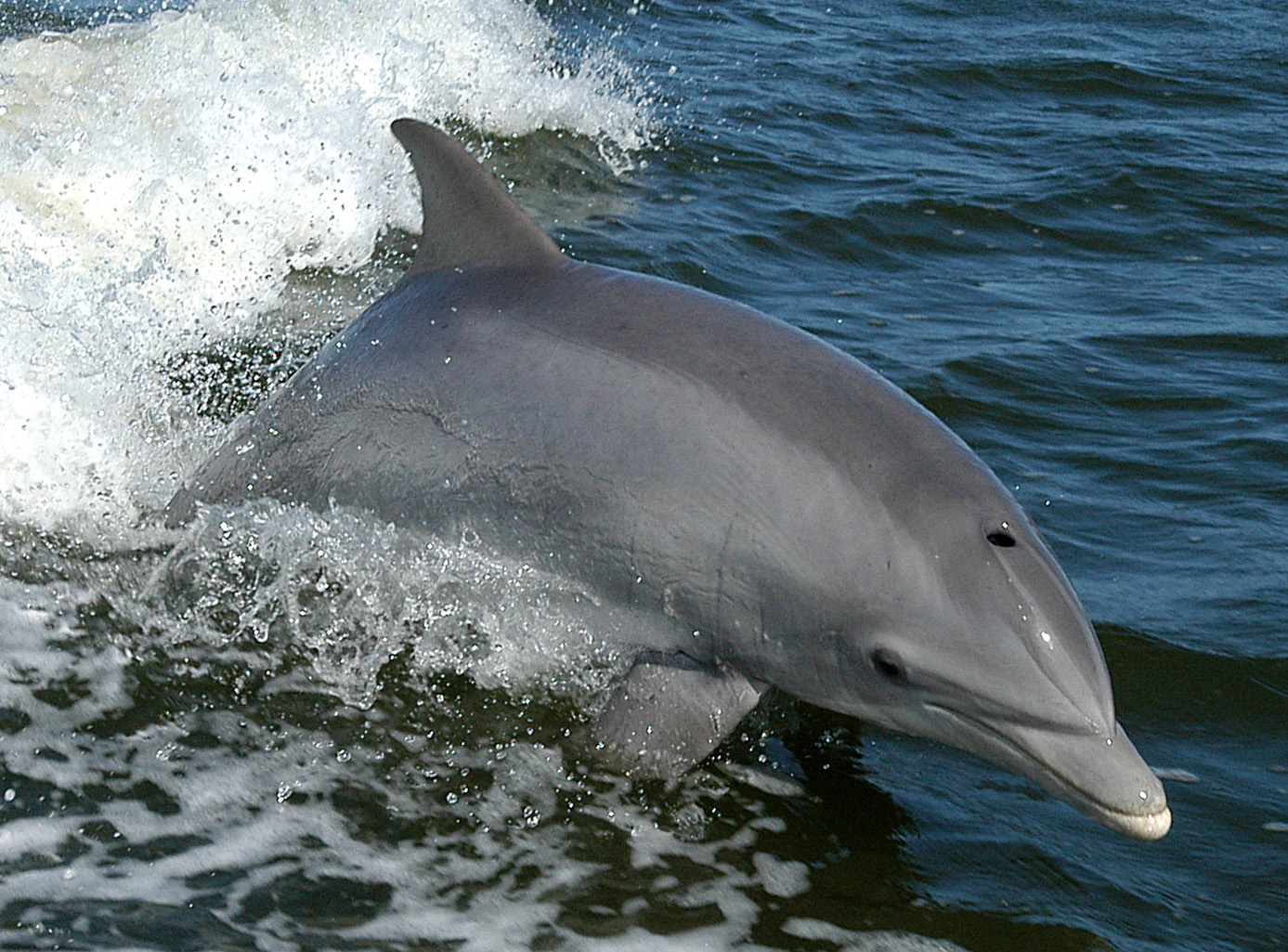
Le grand dauphin

Le golfe du Lion abrite dans ses eaux de nombreuses espèces de cétacés et historiquement, un cétacé à dents appartenant à la famille des Delphinidae dénommé grand dauphin. Alors qu'en ce début du XVIIe siècle, de nombreux spécimens de cette espèce sont toujours observés le long des côtes de la Sicile et dans la mer Adriatique, ceux-ci semblent être moins visibles vers le sud de la France et, notamment le golfe du Lion, alors qu'ils étaient encore nombreux autrefois. Pour cette raison, un programme de recherche et d’éducation, en vue de la conservation du Grand dauphin dans le Golfe du Lion a été mis en place.
Ce programme dénommé « GdL » (Grand Dauphin du Golfe du Lion) permet une meilleure connaissance scientifique de ce cétacé vivant près des côtes mais il permet aussi de comprendre quelle est l’importance du golfe pour cette espèce. Son but principal étant d'impliquer les acteurs locaux, professionnels et institutionnels et cela en quatre points principaux :
1. mieux s’impliquer sur le territoire concerné par cette espèce emblématique du golfe;
2. mieux s’investir dans un programme visant à une meilleure protection de cette espèce;
3. mieux participer à l’étude patrimoniale de cette espèce qui subit les menaces des activités humaines;
4. donner les moyens aux institutions permettant une meilleure gestion intégrée des zones protégées.

## Écologie et environnement
Le programme ORME (Observatoire régional méditerranéen de l'environnement) est un dispositif de recherche pluridisciplinaire du CNRS animé par l'Institut français de l'environnement (IFEN) et qui aborde l’environnement comme un objet scientifique en se focalisant sur le golfe du Lion, un « système terre–mer considéré comme une zone clé de la Méditerranée ». Un ouvrage faisant le point sur les connaissances pluridisciplinaires acquises sur ce système a été publié par les éditions Quae en 2009.
Selon l’Institut français de recherche pour l’exploitation de la mer (IFREMER), la Méditerranée serait la mer la plus polluée d’Europe. Entre 1994 et 2017, cet institut a mené une grande étude de suivi des déchets marins méditerranéens et a publié un communiqué afin de lancer une alerte au public : « Si la quantité de déchets marins en Méditerranée fluctue chaque année, elle affiche néanmoins une augmentation globale depuis 2009 ».

## Économie
Le golfe du Lion héberge deux ports maritimes d'envergure internationale, Marseille et Sète.

### Activités maritimes

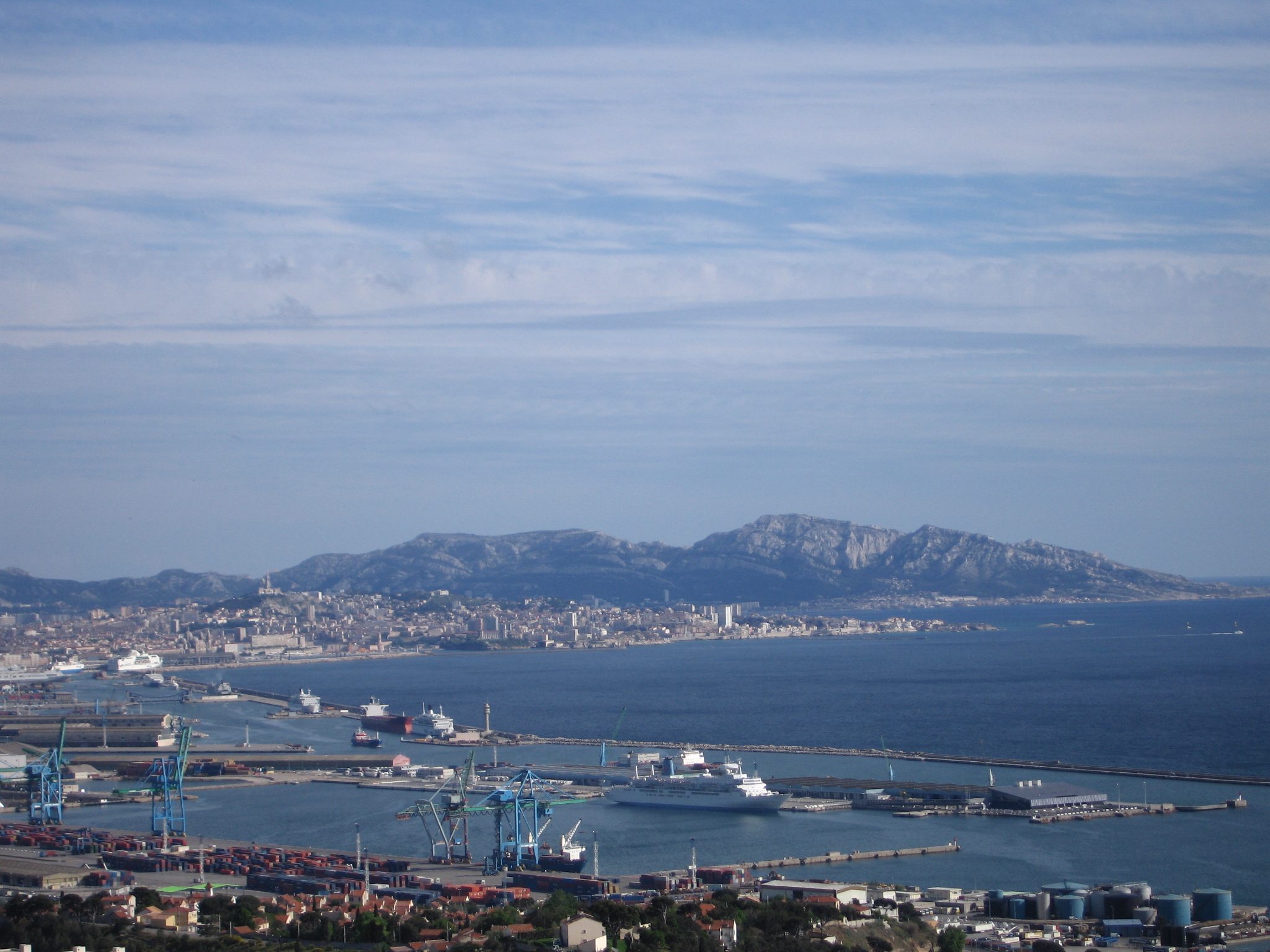
Le port Autonome de Marseille

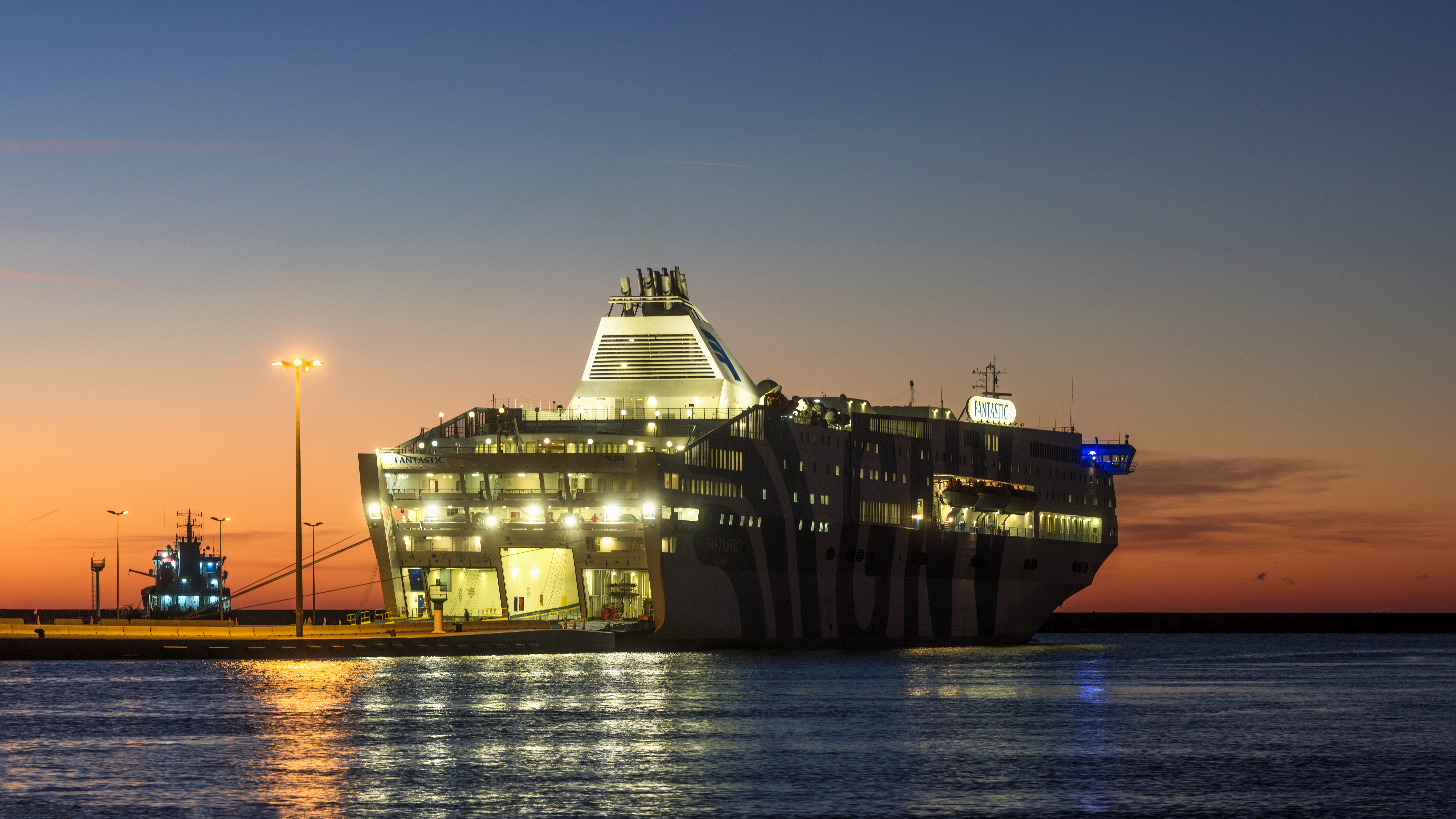
Le cruise-ferry Fantastic, dans le port de Sète

#### Le port de Marseille
En 2016, le port autonome de Marseille est présenté comme le premier port français, le deuxième port de la Méditerranée et le cinquième port européen. Il a été transformé en grand port maritime par le décret no 2008-1033 du 9 octobre 2008.

#### Le port de Sète
Le port de Sète-Frontignan, propriété de la région Languedoc-Roussillon, puis de la région Occitanie (en lieu et place la chambre de commerce et d'industrie de Sète-Frontignan-Mèze), est classé au 11e rang des ports français avec 3,6 millions de tonnes traitées en 2005. Le port dispose également d'un trafic important de ferrys avec les pays d'Afrique du Nord et notamment le Maroc. Ce site est également premier port de pêche français en Méditerranée

### Tourisme
La partie provençale du golfe, très industrialisée autour de Marseille, est assez peu touristique (excepté le secteur des calanques et de Carry-le-Rouet). La Camargue en tant que parc naturel régional est elle aussi encore peu exploitée sur le plan touristique.
L'industrie touristique du golfe se concentre essentiellement sur les nouvelles stations balnéaires de la côte du Languedoc avec notamment Palavas-les-Flots, La Grande-Motte ou Le Cap d'Agde. Si certaines sont relativement anciennes, comme Palavas-les-Flots ou Collioure, sept d'entre elles (la Grande-Motte, Port-Camargue, Le Cap d'Agde, Gruissan, Port Leucate, Port Barcarès et Saint Cyprien) ont été créées de toutes pièces à partir des années 1960 sous l'égide de la mission interministérielle d'aménagement touristique du littoral du Languedoc-Roussillon pilotée par Pierre Racine. Cette intervention s'est accompagnée d'une vaste opération de démoustication du littoral.
Les pèlerinages des 24 - 25 mai et de fin octobre (saintes Marie Jacobé et Salomé) ; celui du 24 mai est aussi célébré pour la patronne des Gitans, la « Vierge noire » sainte Sarah. Ces manifestations attirent un public très nombreux.

### Viticulture
Le « sable-de-camargue », appelé auparavant « vin de pays des sables du golfe du Lion » est un vin français d'indication géographique protégée. Le terroir viticole est situé en limite de la plaine côtière de la Camargue et de la Petite Camargue et se prolonge également sur les lidos du Languedoc entre les étangs, les lagunes, les graus, entre Les territoires des Saintes-Maries-de-la-Mer et du Cap d'Agde.

### Projet éolien

#### Barcarès et Leucate
Un projet d'installation de trois éoliennes flottantes au large du Barcarès et de Leucate a été propose par Ocean Winds et la Banque des Territoires en 2016. Cette future installation devrait être raccordée au réseau électrique existant sur environ une vingtaine de kilomètres, RTE devant créer une liaison sous-marine et souterraine à 63 000 volts au poste électrique existant de Salanques situé sur la commune de Saint-Laurent-de-la-Salanque.
Dans le cadre du projet pilote Éoliennes flottantes du Golfe du Lion (EFGL), la première éolienne flottante d’Occitanie, d’une puissance de 10 MW, a été installée le 31 juillet 2025 au large de Leucate (Aude) et du Barcarès (Pyrénées‑Orientales) à environ 16 km des côtes. Culminant à 186 mètres en bout de pale, cette turbine est la plus puissante jamais posée sur flotteur en France voire dans le monde (ladepeche.fr, oceanwinds.com). Transportée depuis Port‑La Nouvelle via un convoi maritime exceptionnel mobilisant remorqueurs portuaires et navires d’assistance, elle symbolise une prouesse technique majeure et un jalon clé dans le développement des énergies marines renouvelables en Méditerranée (oceanwinds.com).

#### Fos
Dans le cadre du projet « Provence grand large », trois éoliennes flottantes en mer d'une hauteur totale de 174 mètres de haut avec des pales de 75 mètres sont en cours d'installation au large du golfe de Fos. Elles doivent entrer en service en 2024 et sont les précurseurs d'un projet plus important.

## Culture et traditions populaires

### Légendes

#### La plage de Maguelone et sa belle princesse

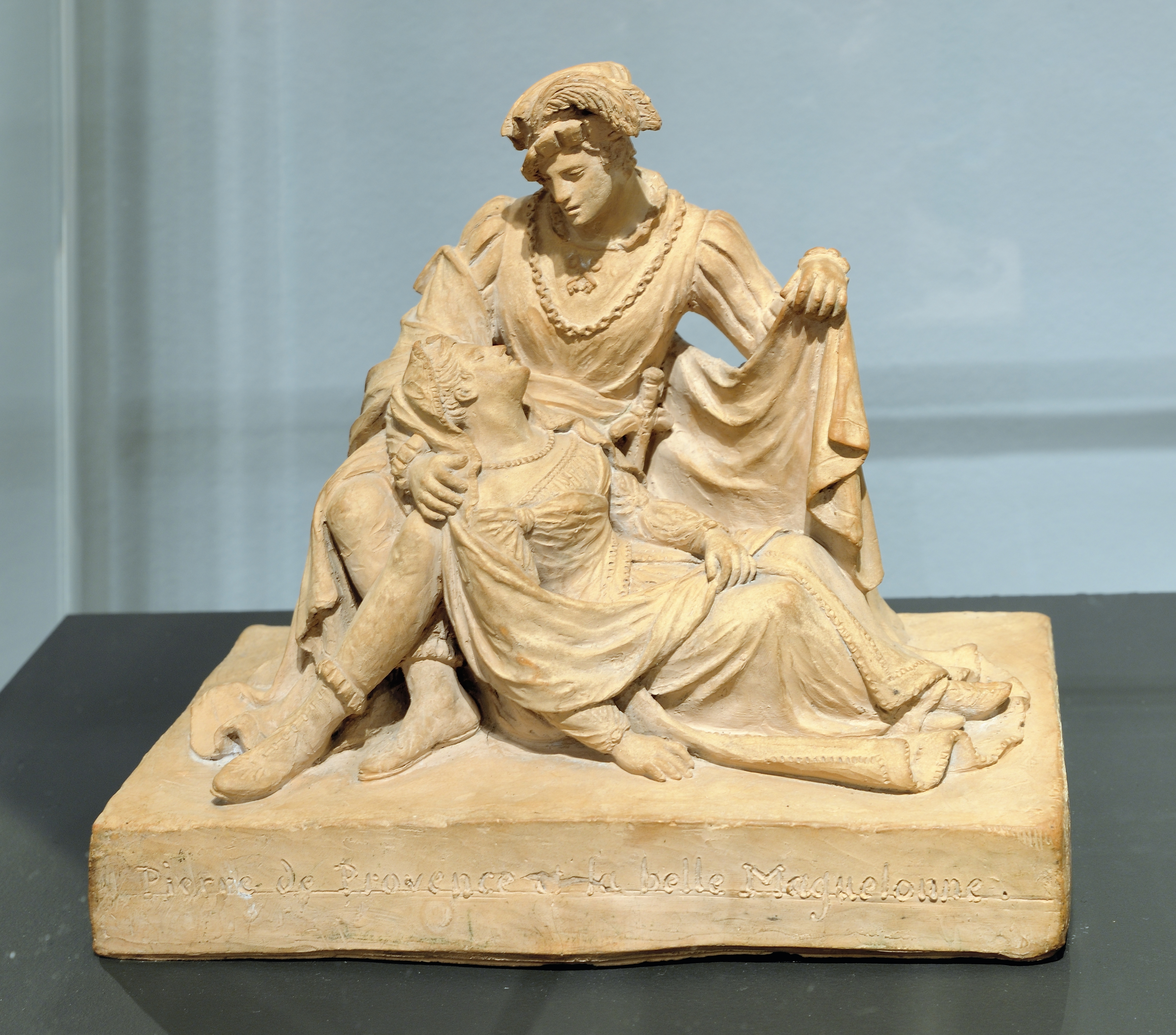
Pierre de Provence et la belle Maguelonne par Clémence Sophie de Sermézy

Maguelone (Magalona, en occitan) est un lieu-dit dépendant de la commune de Villeneuve-lès-Maguelone situé sur le littoral du golfe du Lion. C'est une ancienne île volcanique connectée actuellement au continent par des cordons littoraux et occupée principalement par la cathédrale Saint-Pierre-et-Saint-Paul. Historiquement, après avoir été un site gaulois, Maguelone fut une cité occupée par les Wisigoths à partir du Ve siècle. Devenu le siège d'un évêché, le lieu fut ruiné par une attaque des Francs en 737.
Une légende médiévale relate la belle histoire d’amour de Pierre de Provence et de la belle Maguelonne, fille du roi de Naples qui évoque la plage de Maguelone et le golfe du Lion.
Cette légende a inspiré le poète allemand Ludwig Tieck (1773–1853), pour son roman « Liebesgeschichte der schönen Magelone und des Grafen Peter von Provence » (Les Amours de la Belle Magelone et de Pierre, Comte de Provence, écrit en 1797. Publié à Hambourg & Vienne 1861/68-). Johannes Brahms a tiré du roman précédant un cycle de 15 lieder : « Magelone Romanzen », op. 33 (1861-1862).

### Musées et sites

#### Les falaises soubeyranes
Situé sur le bord oriental du golfe, le point le plus élevé de ces falaises, positionné sur la commune de La Ciotat et au sud-ouest du Bau Rous, culmine avec un à pic de 394 mètres et constitue ainsi la plus haute falaise maritime de France.

#### Le musée des Saintes-Maries-de-la-Mer
Ce petit musée présente une partie consacrée a la vie du marquis Folco de Baroncelli-Javon ainsi qu'une autre partie consacrée à l'archéologie maritime présentera les objets tirés des fouilles sous-marines effectuées au large de la commune à partir des années 1980, ainsi que des objets récupérés dans les filets des pêcheurs locaux.

#### Le «Petit train de Palavas» et Albert Dubout

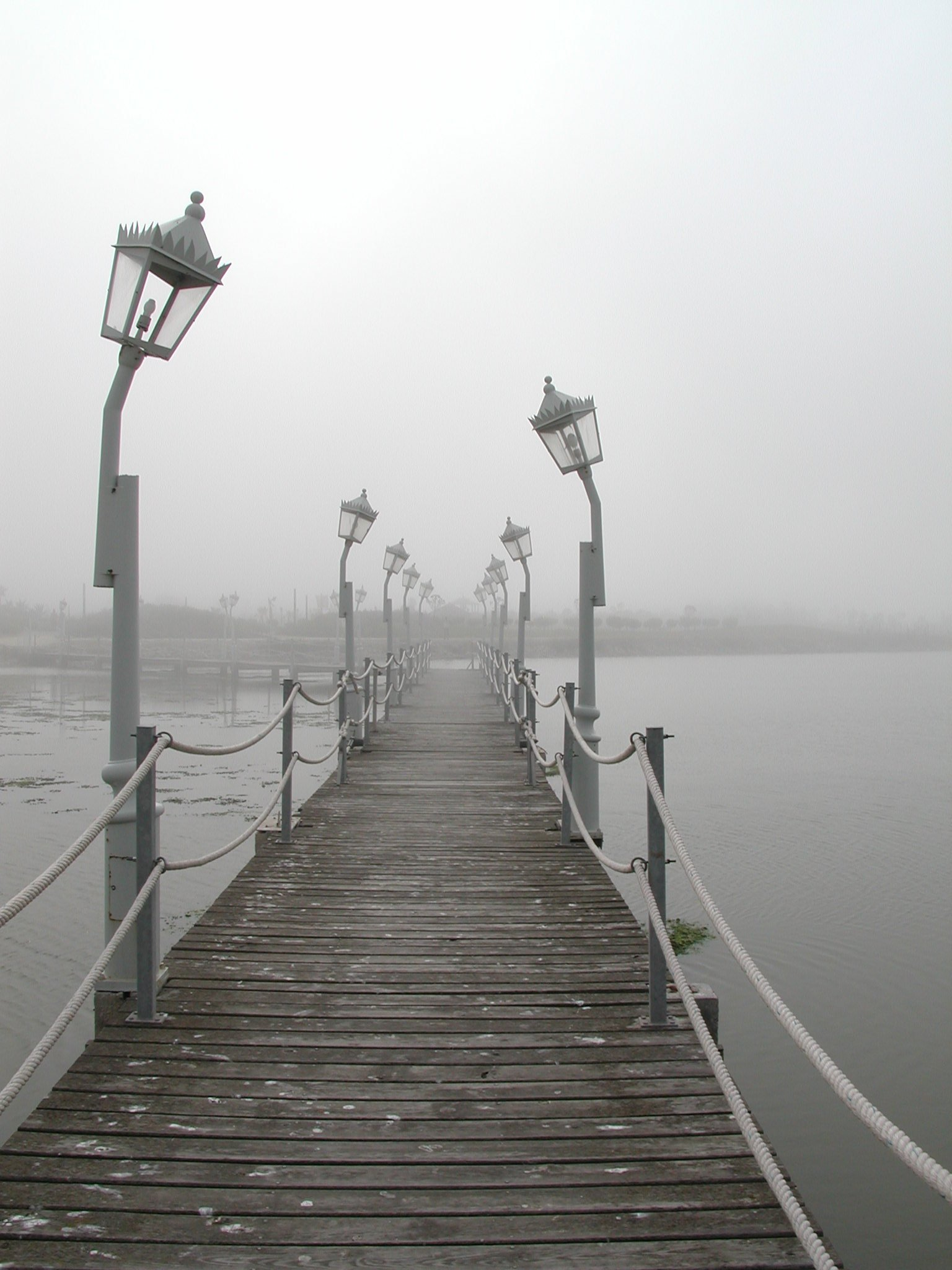
Entrée du musée Dubout

Immortalisé par de célèbres caricatures, le petit train de Palavas, dénommé officiellement « train de Montpellier à Palavas » était un train qui circula entre la ville de Montpellier et la station balnéaire de Palavas-les-Flots, du 6 mai 1872 au 31 octobre 1968. Ce train permettait aux habitants de Montpellier d'aller se baigner dans les eaux du golfe du Lion mais offrait également aux pêcheurs de Palavas la possibilité d'aller directement vendre le produit de leurs pêches directement aux Halles de Montpellier.
La ligne a été croquée par le dessinateur Albert Dubout dès 1922. Il a représenté un « petit train » carnavalesque et déformé, et en a profité pour se moquer gentiment des passagers estivants généralement, les représentant en couples hétéroclites et humoristiques formés de grosses femmes avec leurs petits maris.
Après la fin du service, deux chansons ont évoqué le Petit Train de Palavas : une qui servit pour le film de Roger Bessière sur ce train, paroles d'André Pierre et musique de Claude Estienne, la seconde avec des paroles de Pierre Nicot et une musique de Jack Starling.
Pour garder le souvenir de cette époque, un musée du Train a été créé en 1996 non loin de la Redoute de Ballestras, au Parc du Levant à Palavas. Il permet de découvrir une vieille locomotive à vapeur avec sa voiture, entièrement restaurées ainsi que 54 dessins du célèbre dessinateur sur le thème du Petit Train. Un autre musée célèbre le dessinateur Albert Dubout dans l'ancienne redoute de Ballestras.

#### Le musée de la Mer de Sète et ses pêcheurs

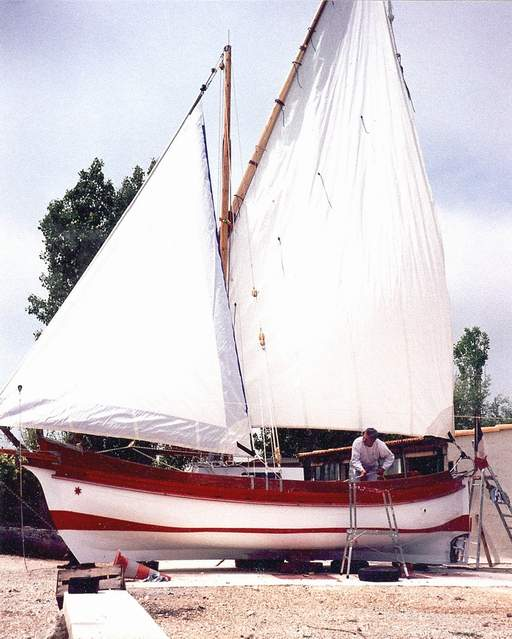
Un-mourre-de-pouar, navire de pêche traditionnel

Situé rue Jean Vilar, non loin du port autonome de Sète et de sa célèbre corniche, le musée de la Mer présente l'histoire du port, des hommes qui l'ont bâti et aménagé et des traditions séculaires qui l'ont animé (notamment la joute nautique). Des tableaux, des dessins, des documents photographiques, et de nombreux objets et instruments, sans oublier de nombreuses vidéos et des bornes interactives, permettent de se référer au passé et au présent maritime de la ville et notamment ses navires de pêche traditionnel, tel que le « pointu » marseillais, ou le « mourre de pouar » languedocien.
Le mourre de pouar (« museau de cochon » ou « groin de porc », en provençal), dont le nom est dû à l'éperon de la proue de ce voilier de pêche traditionnel à fond plat était, historiquement, utilisé en Méditerranée de Toulon à Sète.
En plus de son éperon caractéristique, le mourre de pouar se caractérise par un mât incliné vers l’arrière et des formes arrières plutôt renflée. Les mourres de pouar ont été utilisés tout au long du XIXe siècle dans le Golfe du Lion et la côte languedocienne pour la « pêche en bœuf », c’est-à-dire une pêche pour laquelle un filet, dénommé en patois sétois, le « guangui », est tracté par deux bateaux naviguant côte à côte.

#### Le cimetière marin de Sète et le musée Paul Valéry

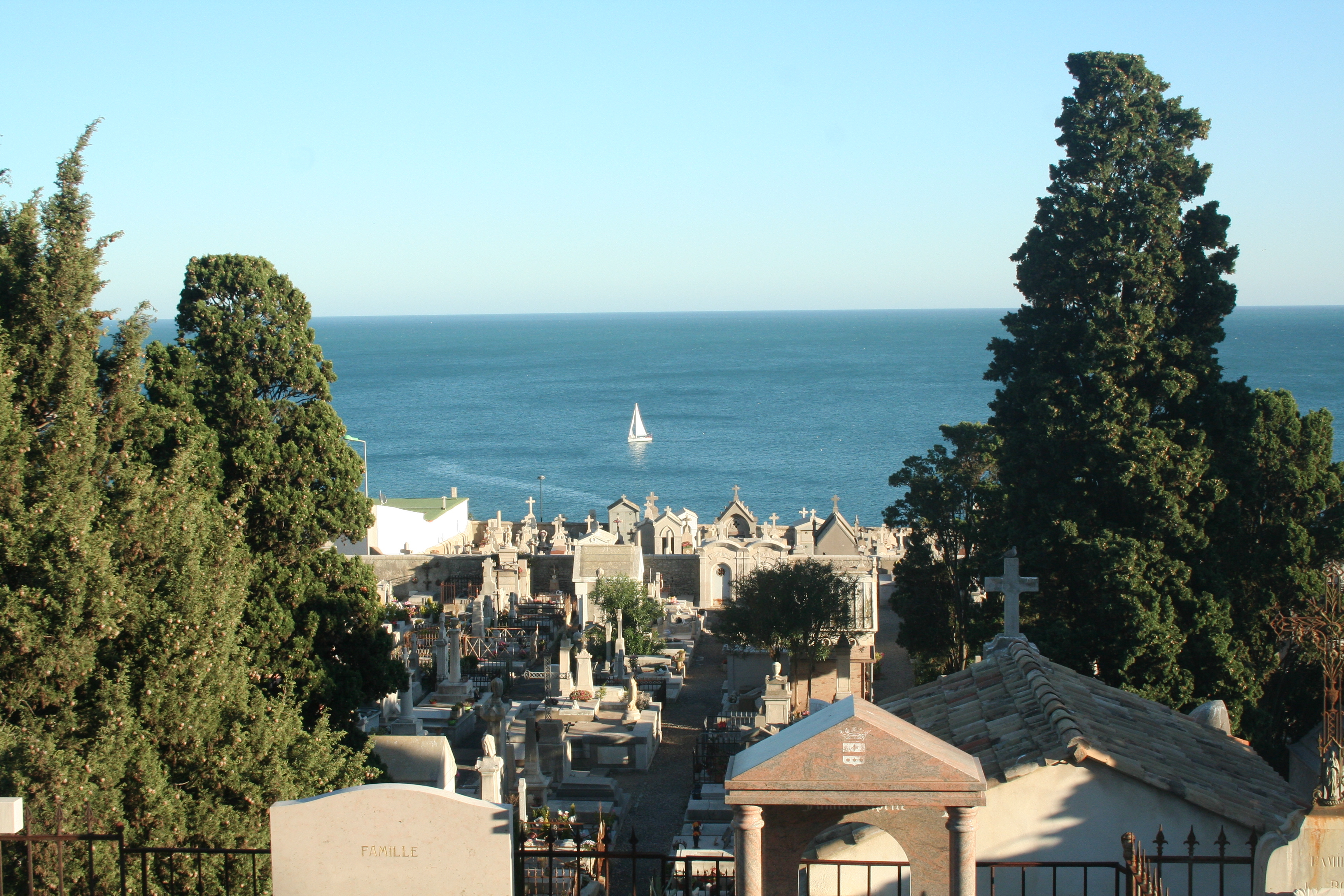
Le golfe du Lion depuis le cimetière marin de Sète.

Le cimetière, entièrement situé en bordure du golfe du Lion, a été créé vers 1680 afin d'y ensevelir les premiers travailleurs employés à la construction du môle Saint-Louis. Le cimetière a d'abord porté le nom de « Cimetière Saint-Charles » et a reçu le nom de « Cimetière marin » le 7 août 1945.
Il est à l'origine d'un des plus beaux poèmes de Paul Valéry dédiée à cette partie de la Méditerranée et dénommé Le Cimetière marin (1920).
Ce toit tranquille, où marchent des colombes,

Entre les pins palpite, entre les tombes ;

Midi le juste y compose de feux

La mer, la mer, toujours recommencée !

Ô récompense après une pensée

Qu’un long regard sur le calme des dieux !
Paul Valéry, né à Sète, est un écrivain, poète et philosophe français, lui-même enterré dans ce cimetière. Le musée qui lui est dédié surplombe le cimetière marin

#### Le théâtre de la mer de Sète et Ben Harper

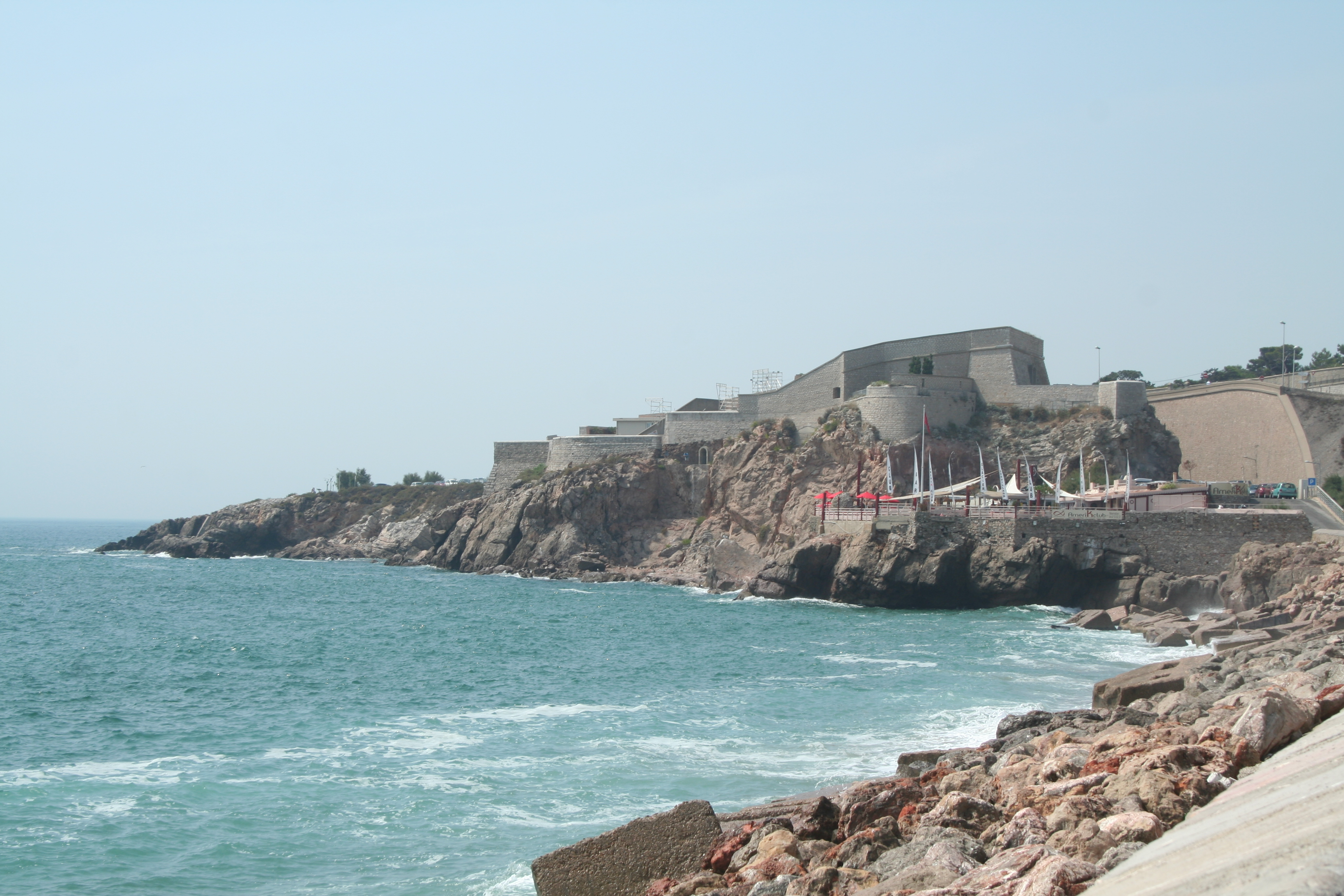
Le théâtre de la mer de Sète

Le théâtre de la Mer est un théâtre à ciel ouvert de la ville de Sète, en France qui fut un ancien fort dénommé fort Saint-Pierre.
Le fort Saint-Pierre fut réaménagé en théâtre à partir de 1959, et put ouvrir ses portes en 1960. Il n'était initialement pas destiné à la musique mais au théâtre, d'où son ancien nom de Théâtre Jean Vilar. Pendant des années, sous l'impulsion de l'acteur Jean Deschamps (acteur), de nombreux grands comédiens français sont venus s'y produire. Cette scène est tombée en désuétude malgré plusieurs tentatives de relance, notamment dans les années 1980 puis dans les années 1990 avec un rattachement à la scène nationale.
Invité à deux reprises, guitariste, auteur, compositeur et chanteur américain Ben Harper a entamé une chanson le dos tourné au public car il voulait admirer le reflet de la lune sur les flots et le ballet des oiseaux marins qui traversaient le faisceau des projecteurs.

#### Le cimetière marin de Gruissan et l'allée des naufragés
Le cimetière marin de Gruissan est également connu sous le nom de « l'allée des naufragés », en raison de la présence de vingt-sept cénotaphes dressés à la mémoire des marins gruissanais disparus dans les mers du monde. Ces monuments funéraires vides sont situés de part et d'autre du chemin qui mène à la chapelle Notre-Dame des Auzils.

#### Le camp de la plage d'Argelès-sur-Mer et la Retirada

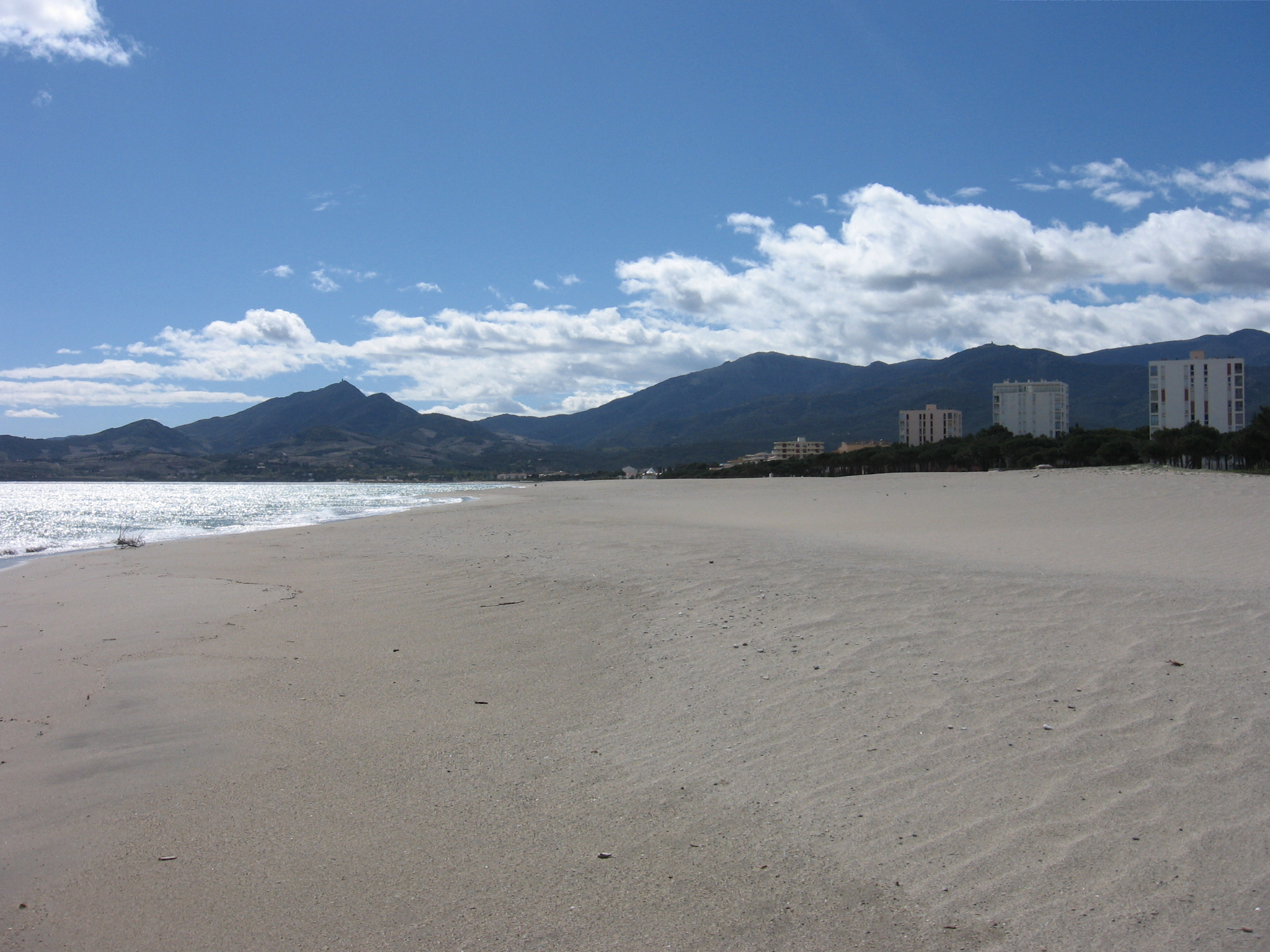
plage d'Argelès ou furent internés les rescapés de la Retirada.

Le camp de concentration d'Argelès-sur-Mer fut un camp de regroupement des réfugiés de la guerre civile espagnole, que le gouvernement français mis en place en février 1939 sur les plages, située au nord la commune d'Argelès-sur-Mer (Pyrénées-Orientales). On considère qu'environ 200 000 internés ont transité par ce camp, situé au bord du golfe du Lion.
Le camp d’Argelès-sur-Mer fut mis en place au début de la retirada républicaine en France, puis vinrent s'ajouter d'autres étrangers. Le camp ferma vers la fin de l'année 1941 et fut transformé en chantier de jeunesse par le régime de Vichy.
Sur un espace situé sur la plage nord, le passant peut découvrir ce texte inscrit sur une stèle de commémoration :
À la mémoire des 100.000 Républicains

Espagnols, internés dans le camp d'Argelès,

lors de la RETIRADA de février 1939.

Leur malheur: avoir lutté pour défendre

la Démocratie et la République

contre le fascisme en Espagne de 1936 à 1939.

Homme libre, souviens-toi.

### Activités sportives

#### Joutes nautiques languedociennes

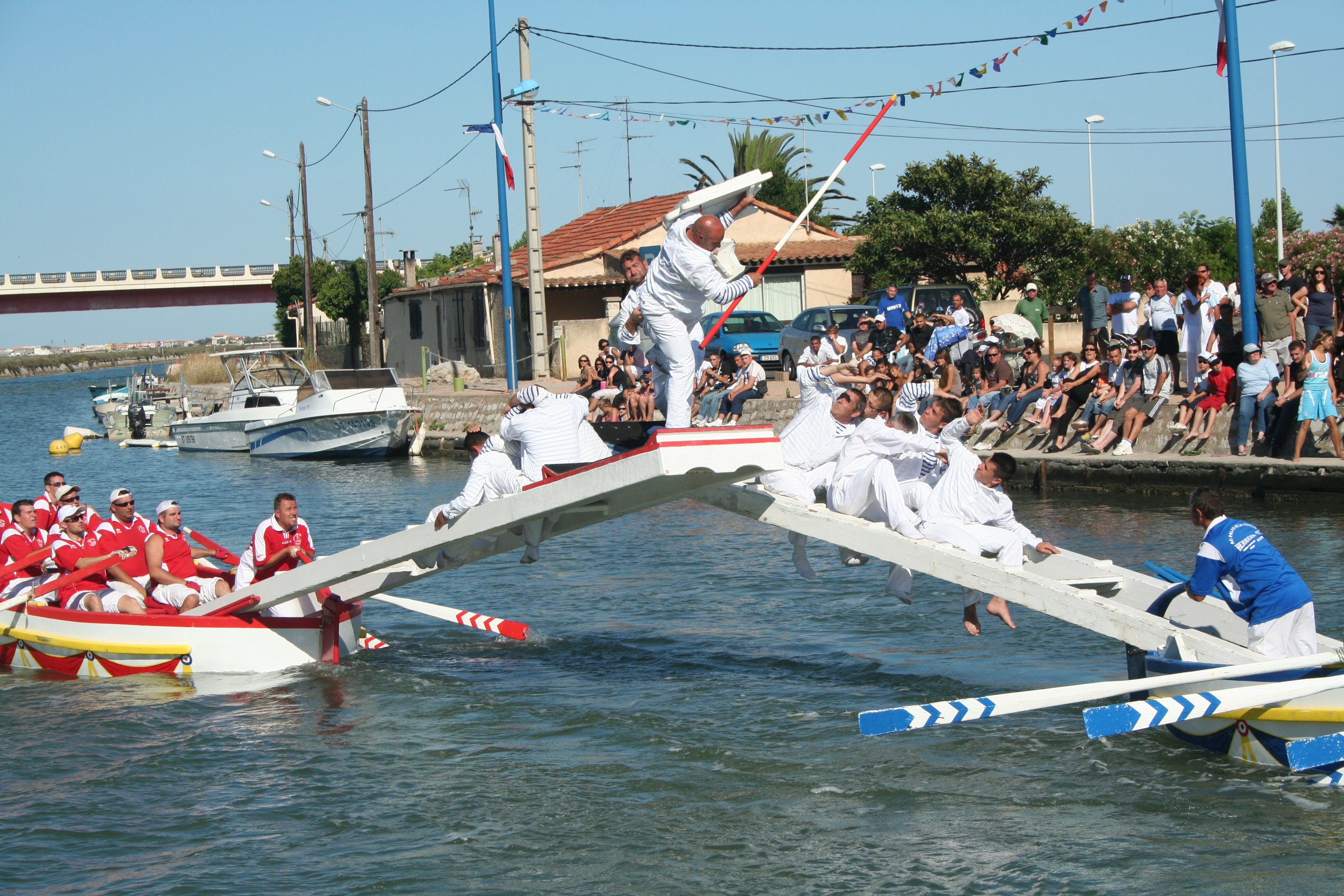
Joutes nautiques à Frontignan

Sur la côte du Languedoc, les joutes se pratiquent régulièrement depuis le XVIIe siècle, particulièrement dans huit villes de l’Hérault (Béziers, Agde, Marseillan, Mèze, Balaruc, Frontignan, Sète, Palavas) et dans une ville du Gard (Le Grau-du-Roi).
La ville de Sète, point central de cette activité sportive très populaire compte jusqu'à six sociétés de joutes plus une société-école, cas unique en France et la région en compte dix-sept.
Le Grand Prix de la Saint-Louis est le plus prestigieux tournoi de joutes nautiques. Cette compétition existe depuis 1743 et la 264e édition s'est tenue du 22 au 29 août 2006 le long du canal royal. La finale de l'épreuve reine, les poids lourds, s'est tenue le 28 août. Le musée Paul-Valéry de Sète offre un espace d'exposition permanente aux joutes.

#### Trophée du Parc naturel marin du golfe du Lion
La dernière escale du Trophée du Parc naturel marin du golfe du Lion se déroulera à̀ Argelès-sur-Mer entre le 8 et le 9 juin 2024.

#### Régates

##### Les cent milles du Golfe du Lion
Les « cent milles du golfe du Lion », devenu en 2015, les « cent milles de l'Aude », est une régate organisée par le Yacht-club de la station de Gruissan en collaboration avec le Yacht-Club de Port Leucate et le comité Départemental de Voile de l’Aude. Les équipages s'affrontent au cœur du golfe entre Sète et Leucate.

##### La régate du triangle du Lion
La première édition de la régate de voiliers formant une boucle entre Port-Vendres et Sète via Port-la-Nouvelle a été organisé en mai 2014. Cette course, préparée en partenariat avec les associations de navigateurs de Sète et de Port-la-Nouvelle réunit un grand nombre de voiliers. En 2017, la 4e édition fait passer la régate par Port-Leucate et Cap d'Agde.

## Principaux monuments
Ne sont cités, dans cette liste ci-dessous, que les monuments ayant un rapport direct avec le golfe du Lion (phare, monument portuaire) ou tout autre bâtiment ou lieu historique situé en bordure directe du golfe méditerranéen.

### Les phares

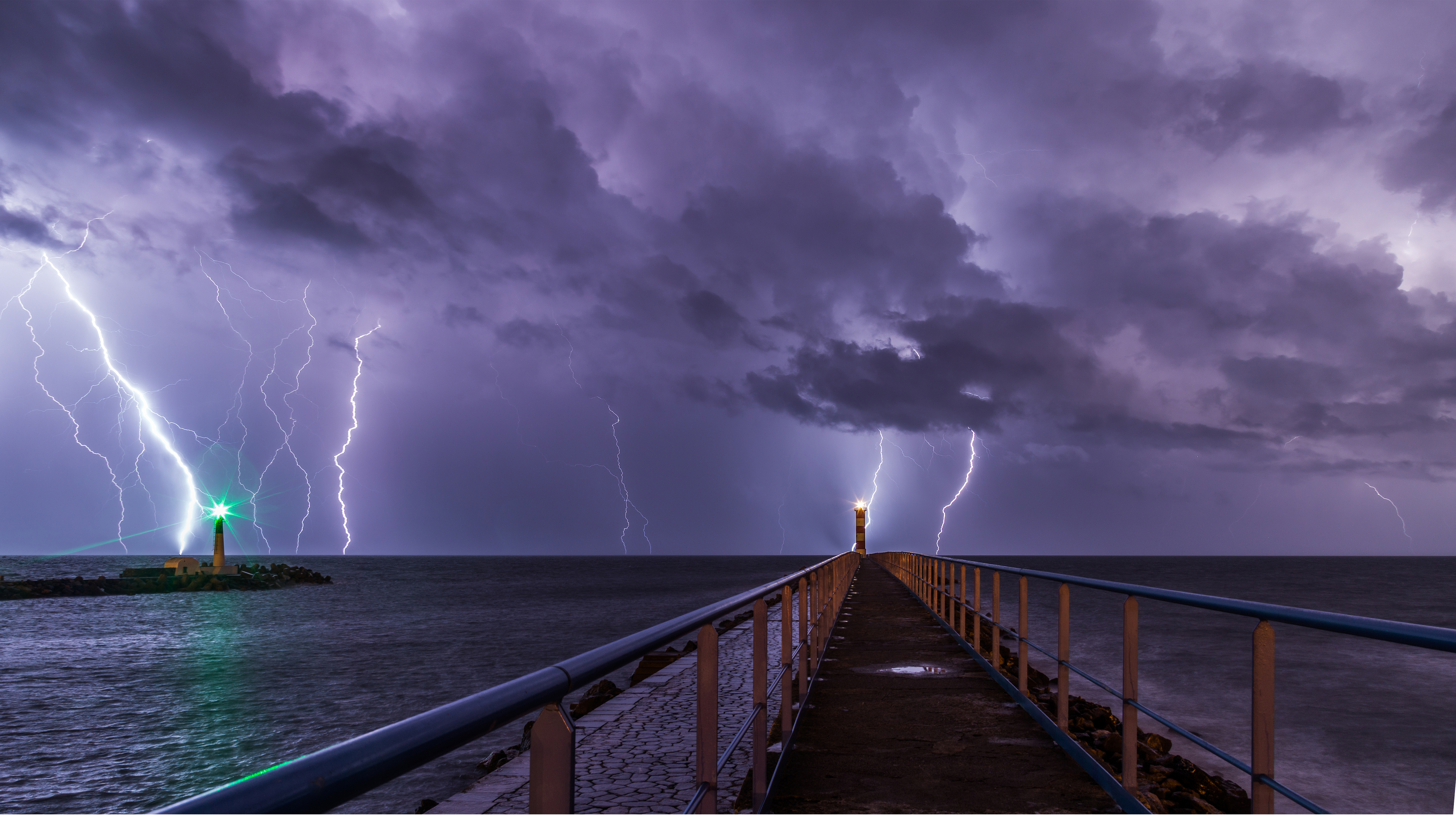
Phare et port de Port-la-Nouvelle durant un orage

#### Le phare du Grand Rouveau
Le Phare du Grand Rouveau marque la limite orientale du golfe du Lion, non loin du cap Sicié. D'une hauteur de 17 mètres, il se situe sur l'île du Grand Rouveau dans l'archipel des Embiez et fait partie de la commune de Six-Fours-les-Plages, dans le Var.

#### Le phare de Faraman
Le phare de Faraman est situé au sud-est de la Camargue, à une dizaine de kilomètres de Salin-de-Giraud, sur la rive gauche de l'embouchure du Vieux Rhône. Depuis le 21 juin 2012, le phare est inscrit au titre des monuments historiques.

#### Le phare de Beauduc
Ce phare est isolé entre les étangs et la mer, comme perdu en pleine Camargue (aucune route carrossable n'y accède), sur la pointe de Beauduc, dans le golfe du même nom.

#### Le phare du Mont Saint-Clair à Sète
Le phare du Mont-Saint-Clair, construit en 1903, est situé sur le flanc du mont Saint-Clair, à Sète. Il est au-dessus du cimetière marin et du musée Paul-Valery, proche du fort Richelieu.
D'une hauteur de 23 mètres, mais juché sur le mont saint-Clair, le phare qui est la propriété de l'État, domine la côte du golfe du Lion de plus de 92 mètres. Sa portée est de 29 milles et il a été classé à l'inventaire des monuments historiques en 2011.

#### Le phare de Port-la-Nouvelle
Détruit durant la seconde guerre mondiale puis reconstruit, le phare de Port-la-Nouvelle se présente sous la forme d'une tour cylindrique de 18 mètres peinte en blanc et rouge avec, à son sommet, un feu scintillant blanc. Il est situé au bout d'une longue jetée portant le nom de promenade Paul Valéry.

#### Le phare du cap Béar à Port-Vendres
Situé non loin de la frontière espagnole, le phare du cap Béar se présente sous la forme d'une tour pyramidale (section carrée) en pierres apparentes avec chaînage d'angle et encorbellement à la partie supérieure.
Le phare, ses annexes et le site alentour a été classé monument historique par arrêté du 9 octobre 2012 après avoir été inscrit le 12 octobre 2011. Il est actuellement la propriété de l'État.

#### Le Phare du cap Cerbère
Le phare du cap Cerbère est le dernier phare français avant d'atteindre la frontière franco-espagnole, appelé aussi « phare solaire ». le monument se présente sous la forme dune tour de pierres grises avec une pointe rouge.

Photos des phares du golfe du Lion
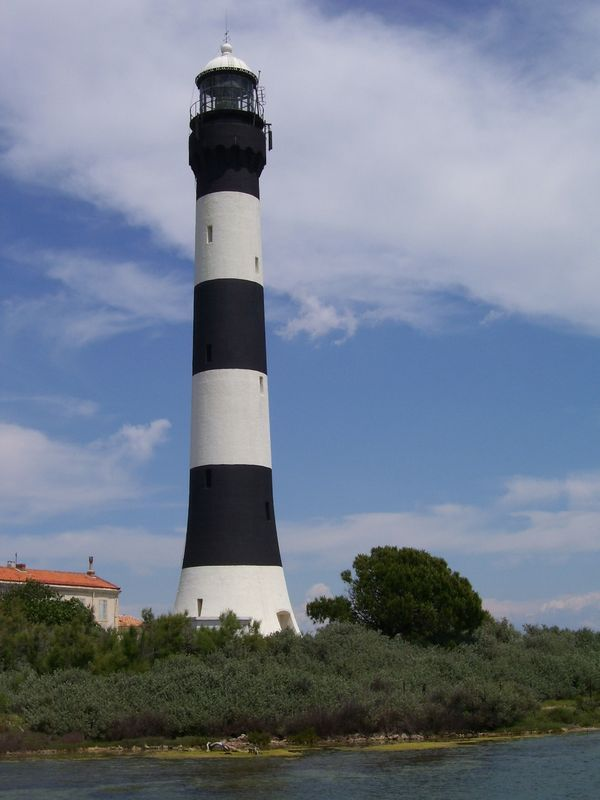
Phare de Faraman
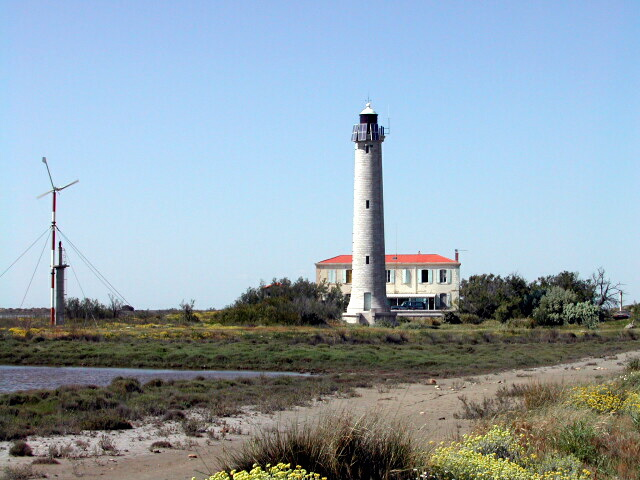
Phare de Beauduc
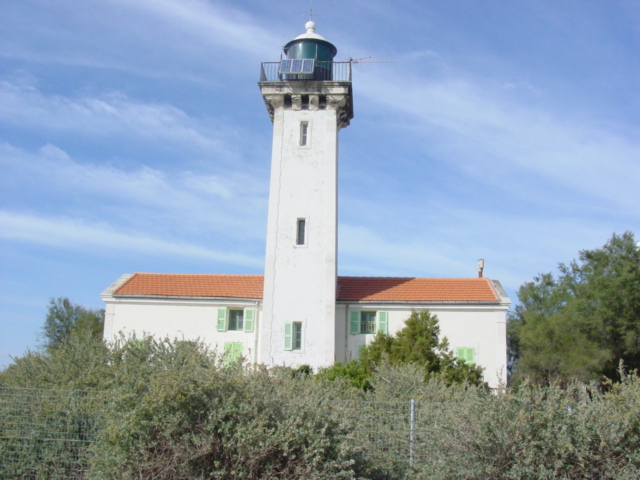
Phare de la Gacholle
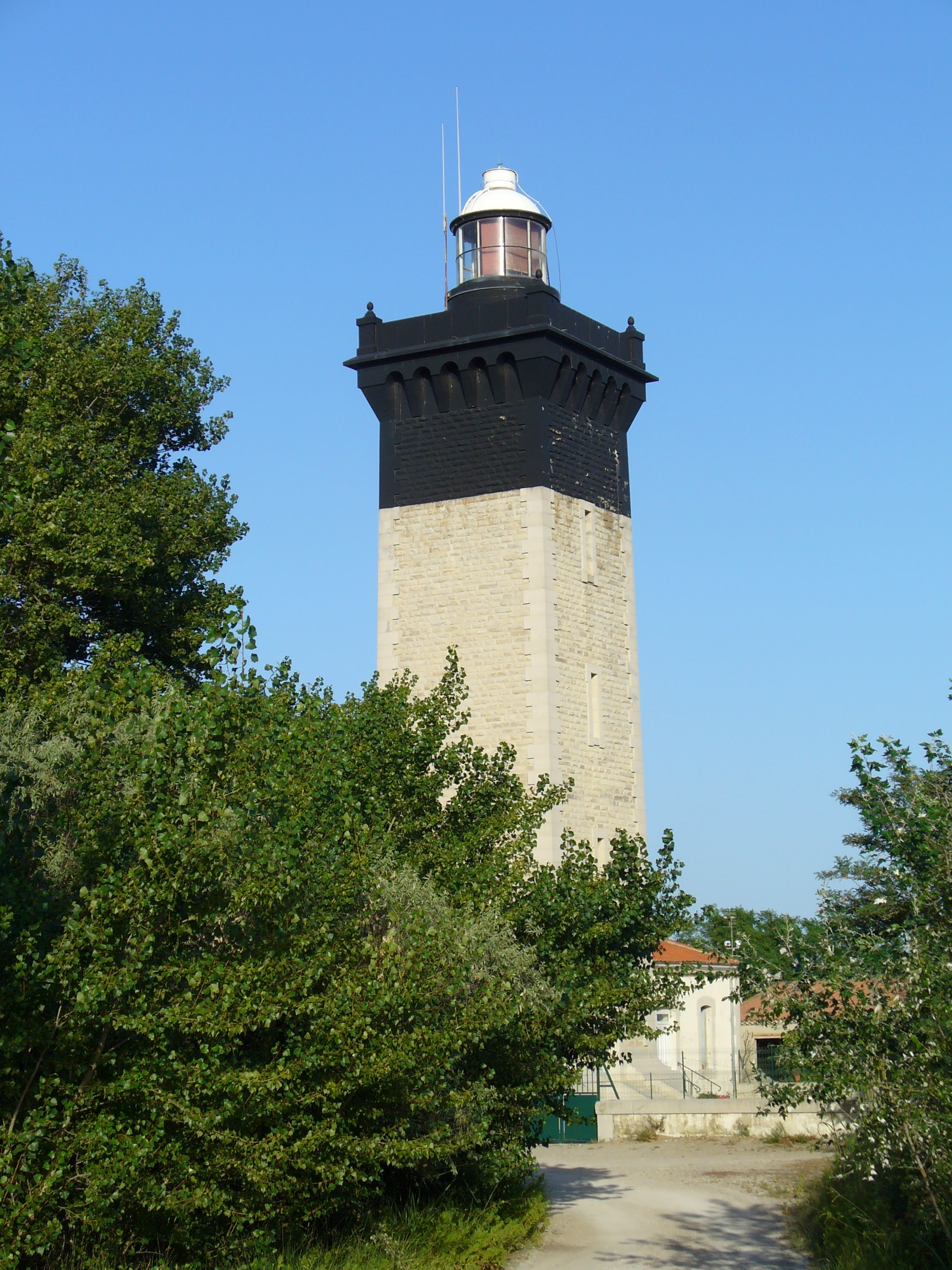
Phare de l'Espiguette
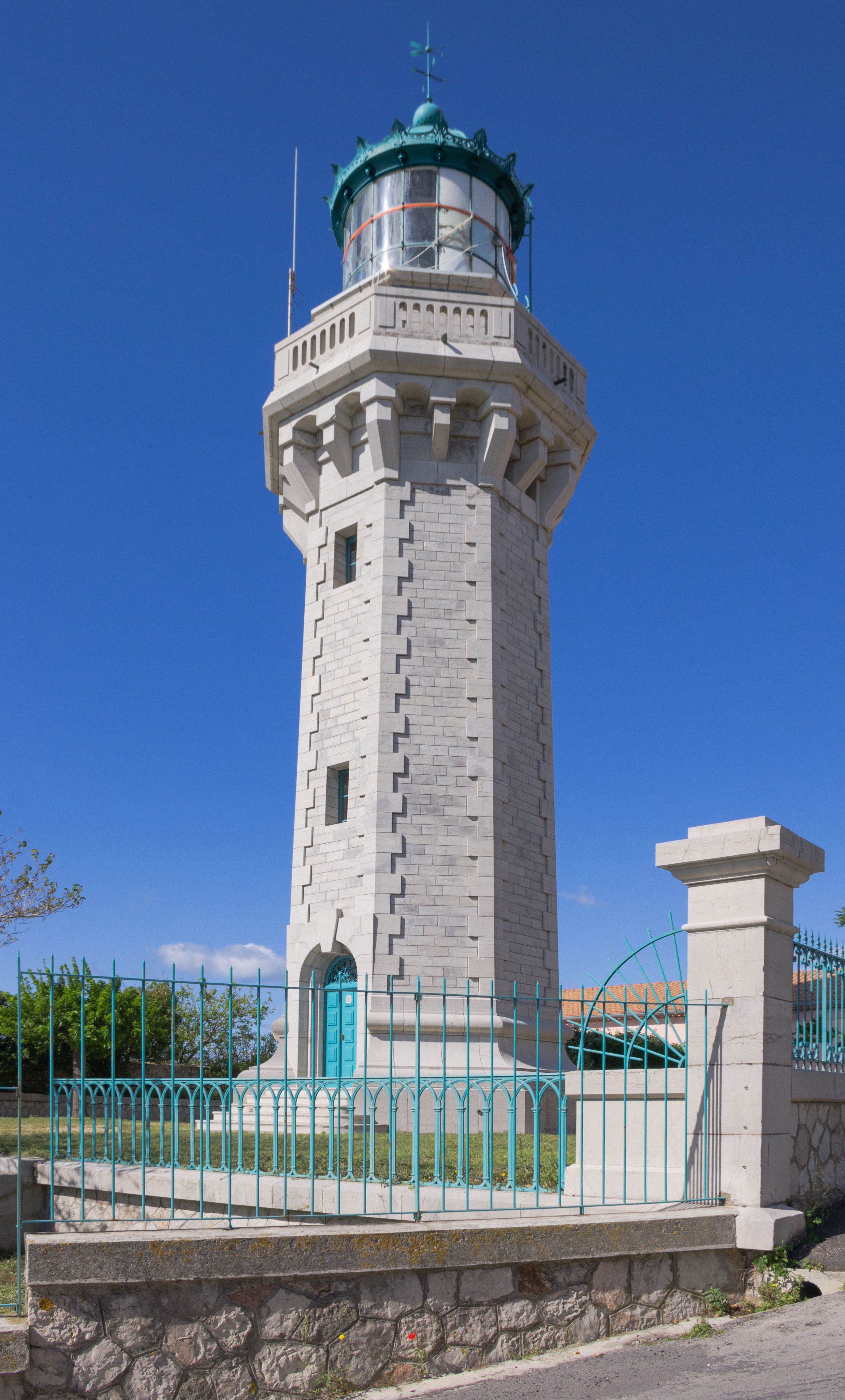
Phare du Mont-Saint-Clair
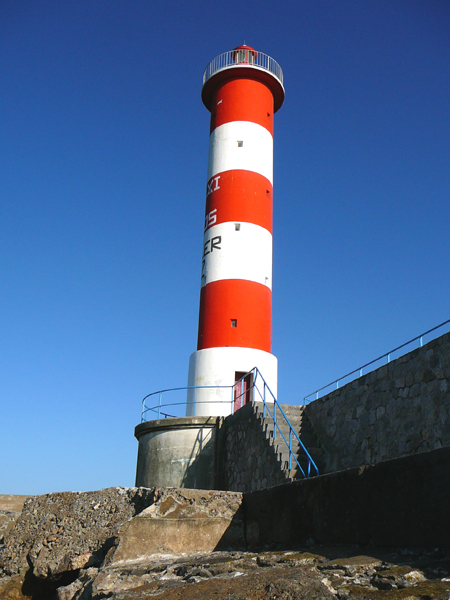
Phare de Port-la-Nouvelle
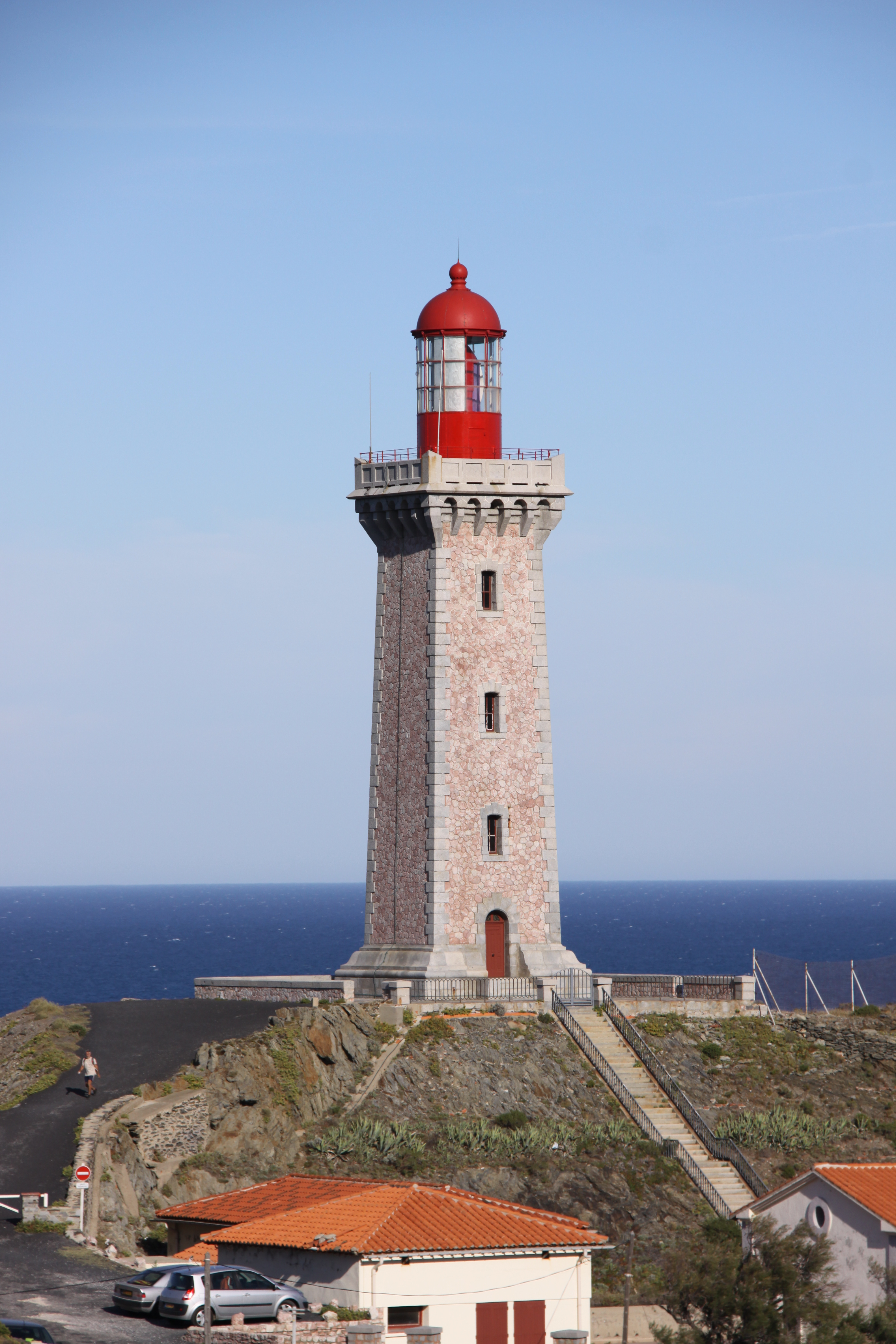
Phare du Cap Béar
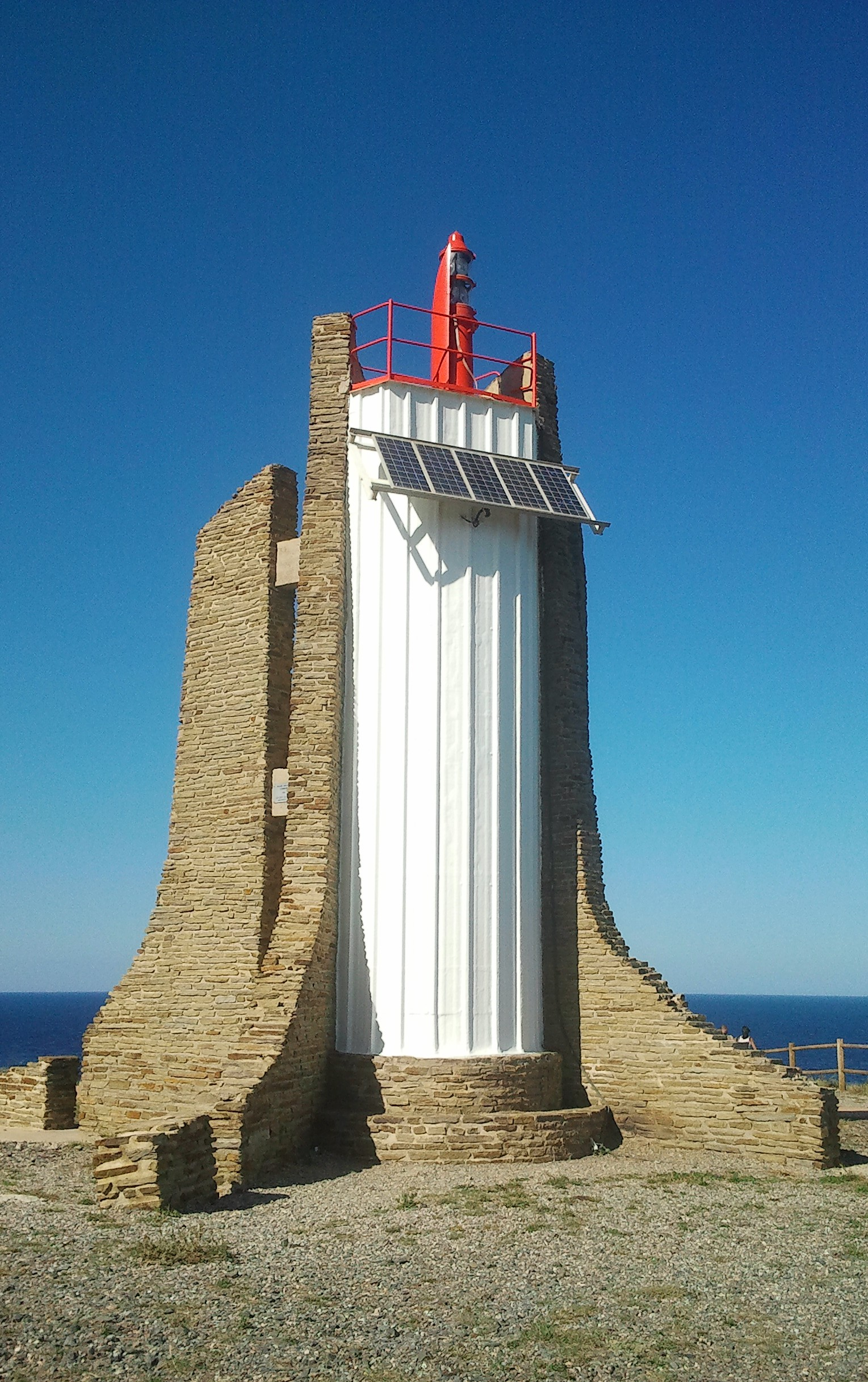
Phare du cap Cerbère

#### Le phare de la Méditerranée à Palavas

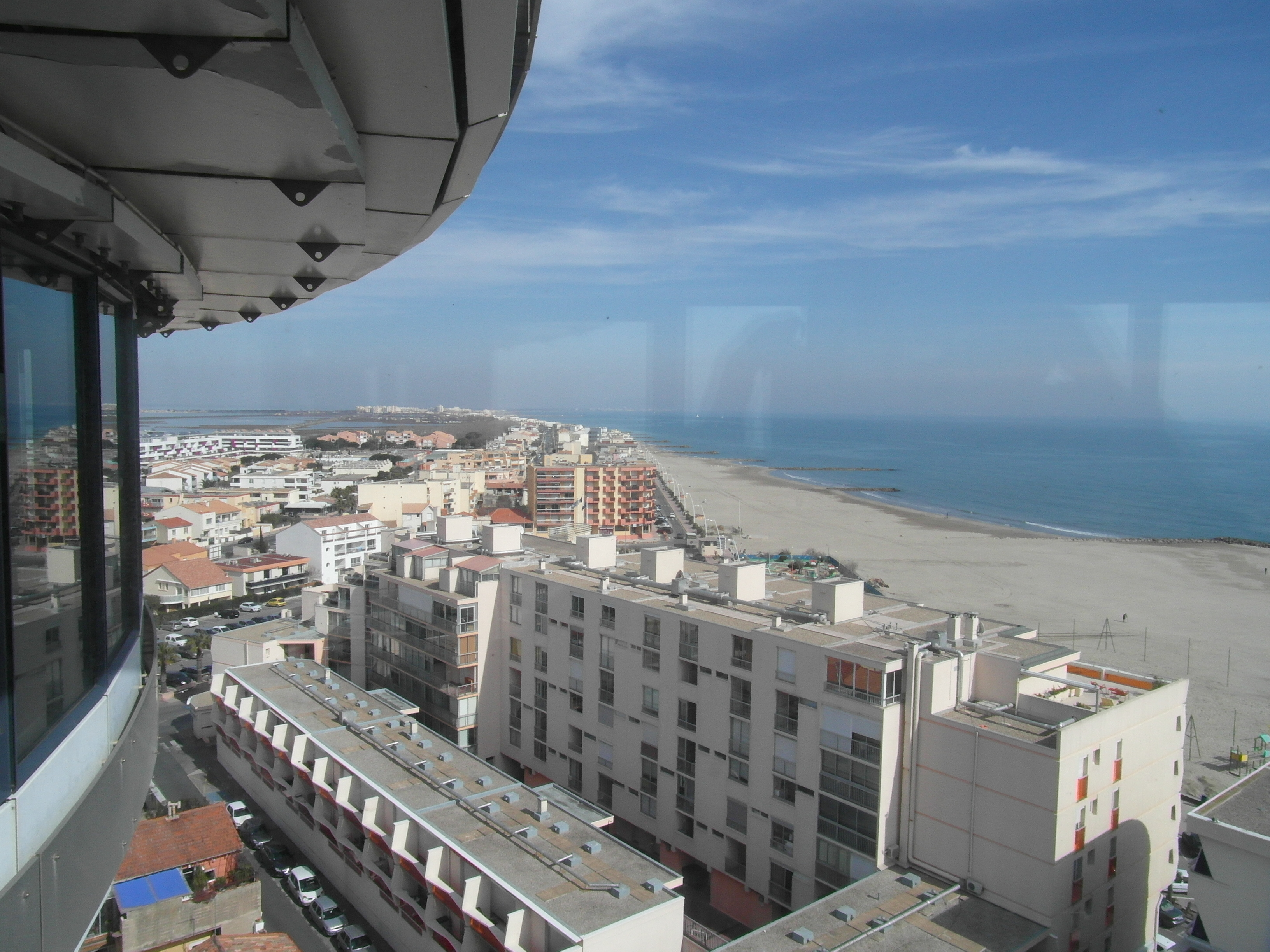
Le golfe depuis le Phare de la Méditerranée

Le phare de la Méditerranée n'est pas un phare malgré son nom, mais une tour d'observation de 43 mètres, située au centre de la ville de Palavas-les-Flots, à proximité du port. Ce bâtiment, qui offre une vue remarquable sur le golfe du Lion, a été aménagé à la suite d'une rénovation entre mars 1998 et janvier 2000 de l'ancien château d'eau de Palavas-les-flots.
Abritant un espace de congrès, l'office de tourisme de la ville et un restaurant panoramique tournant, le phare de la Méditerranée bénéficie depuis 2004, d'une animation lumineuse enveloppe ce phare une fois la nuit tombée, le rendant visible au large de la côte et depuis le port de Sète et la station de La Grande-Motte, lui conférant un rôle qui évoque celui d'un vrai phare.

### Les autres monuments

#### Le Château d'If à Marseille
Le château d'If est une fortification française édifiée sur les ordres du roi François Ier, entre 1527 et 1529 sur l'îlot d'If de l'archipel du Frioul, proche des îles de Ratonneau et Pomègues au centre de la rade de Marseille.

#### Le Fort de l'île de Brescou à Agde

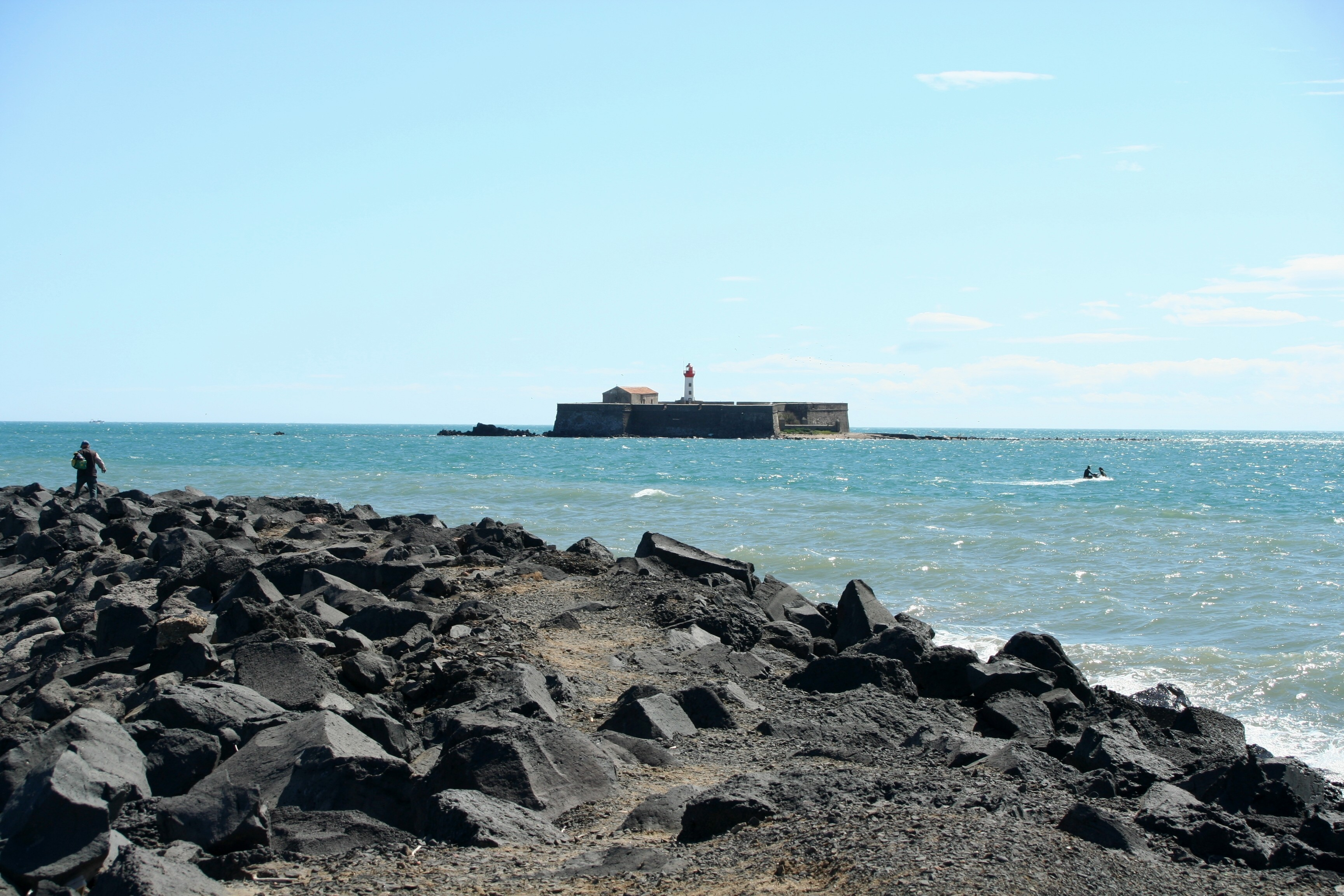
Fort de l'île de Brescou à Agde

L'île de Brescou se trouve dans le territoire de la commune d'Agde (Hérault), à environ un demi mille marin de l'entrée de port Richelieu (Le Cap d'Agde) et à un peu moins de trois milles de l'embouchure de l'Hérault. C'est l'unique île maritime de la région Occitanie.
Un modeste fort a été bâti en 1586 par le vicomte de Joyeuse, Guillaume de Joyeuse, pour empêcher que le rocher ne serve de point d'appui à l'armée espagnole lors des guerres de religion ; il fut augmenté en 1604-1605 puis en 1610. Le détail de ce premier fort est inconnu ; il devait cependant être assez sommaire, avec quelques tours plus ou moins enveloppées de murailles.

#### L'Église Notre-Dame-des-Anges de Collioure

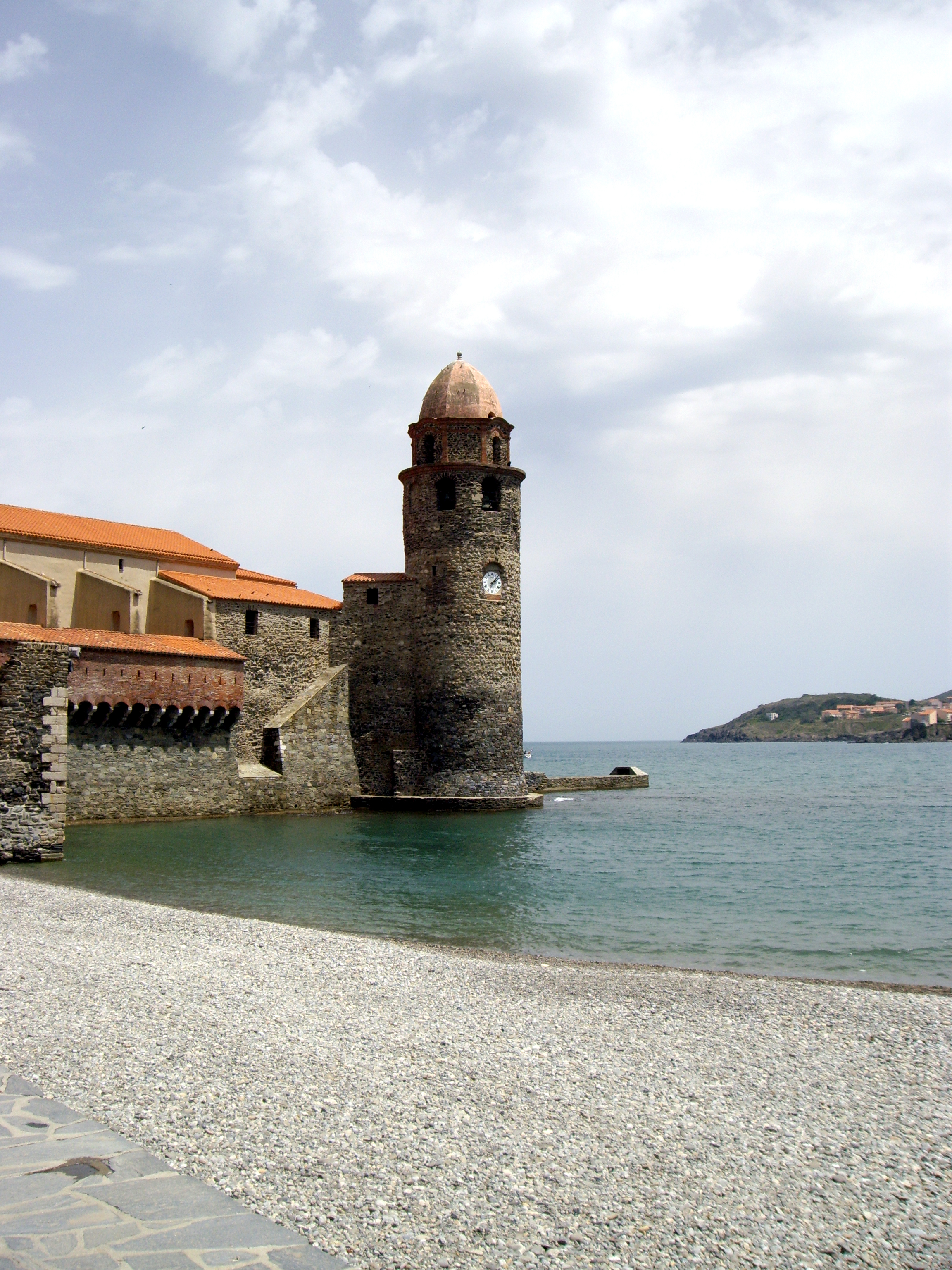
Clocher de l'église Notre-Dame-des-Anges

L'église « Notre-Dame-des-Anges » de Collioure, se situe dans le port de Collioure, dans le département des Pyrénées-Orientales.
Cette église, datant des XIIIe siècle et XVIIe siècle est entièrement entourée par les eaux du golfe du Lion. Elle présente, en outre, la particularité de posséder un clocher qui fut un ancien phare médiéval et qui, durant l'année 1809, à la suite d'une décision du Conseil Municipal local fut coiffé d'une coupole s'inspirant de modèles originaires de Toscane. Cette décision fut d'autant plus facile que, selon les autorités maritimes de l'époque, le port n'avait plus besoin d'un phare. Autre particularité, qui rattache cette église au monde de la pêche, le fond du bénitier situé à l'entrée de l'édifice est orné de quatre poissons nageant dans l'eau.
Cette église qui est la propriété de la commune, fut classée par arrêté préfectoral du 3 janvier 1923, puis inscrite à l'inventaire des monuments historiques en 1992.

## Représentation dans les Arts

### Dans la peinture

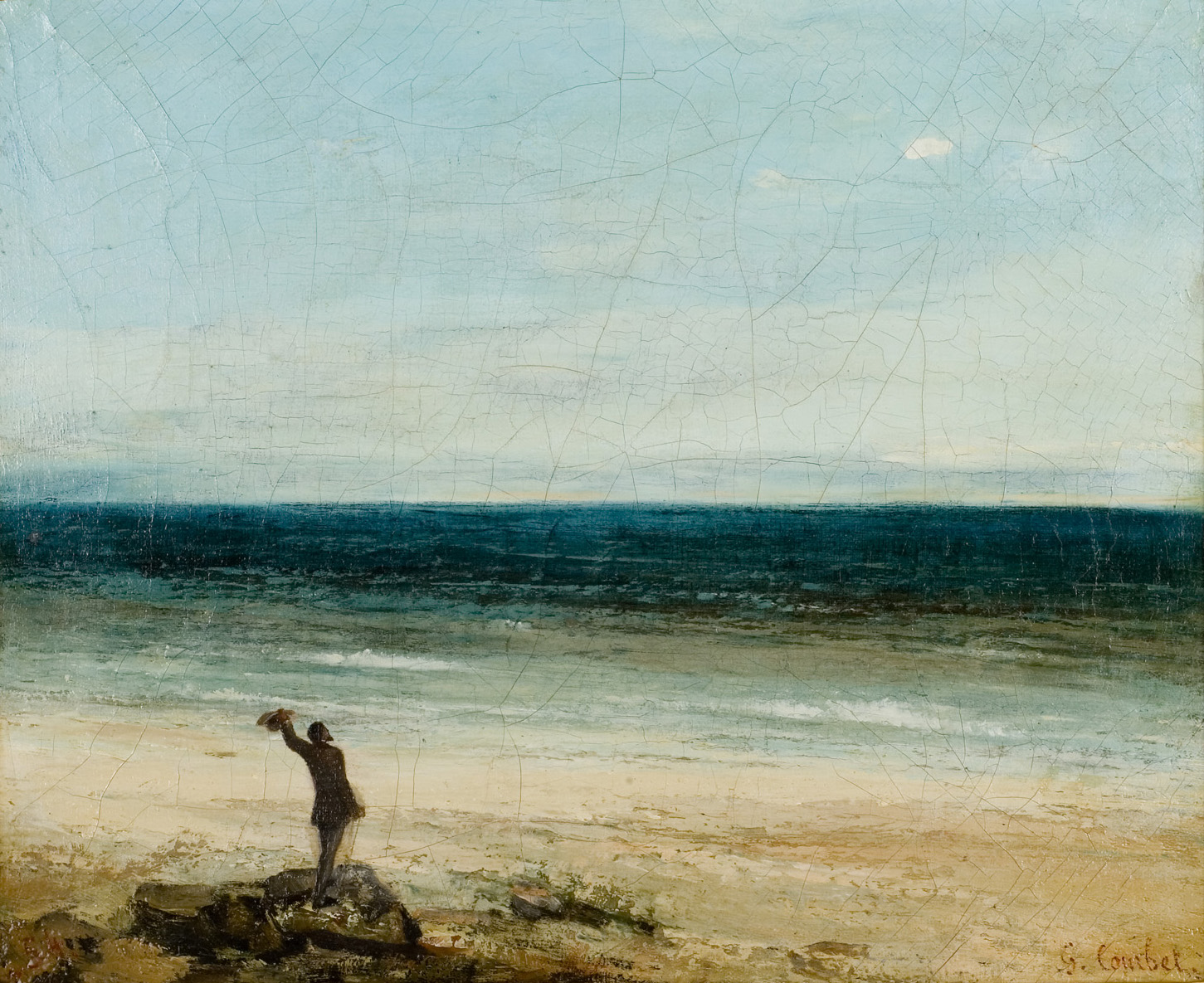
Le bord de mer à Palavas, toile de Gustave Courbet

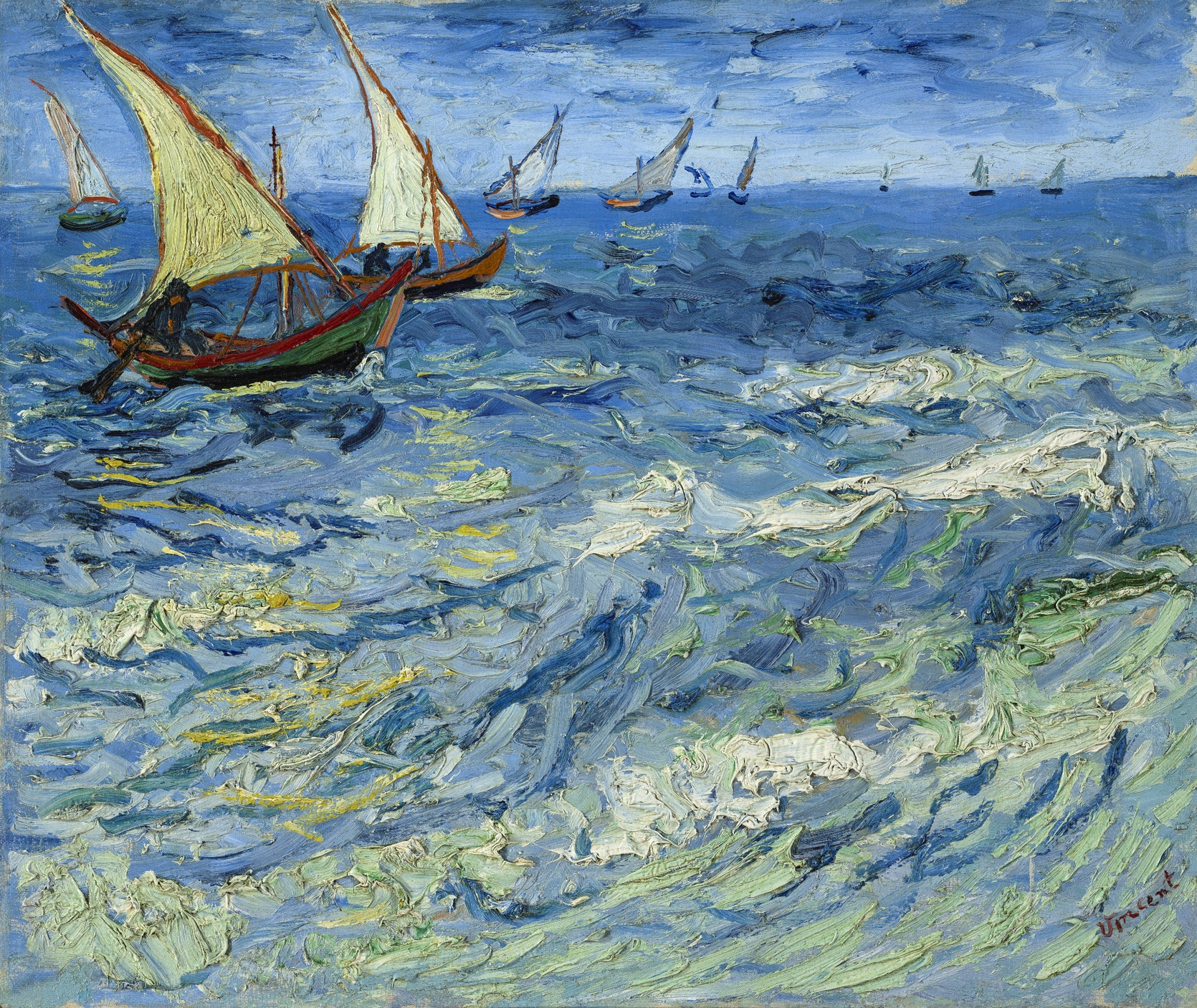
Vincent van Gogh, La mer aux Saintes-Maries, 1888, Musée d'État des Beaux-Arts Pouchkine, Moscou.

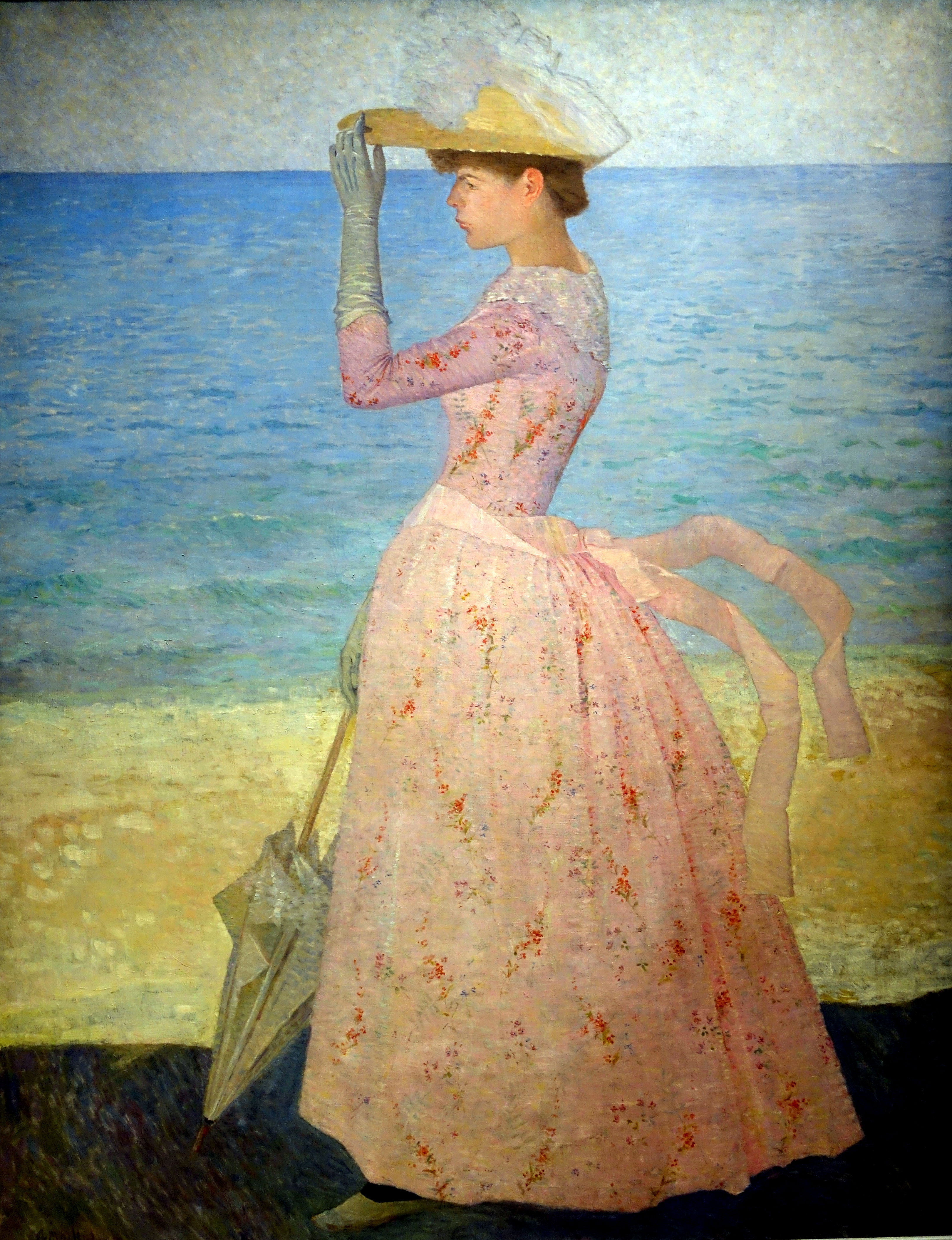
La Femme à l'ombrelle, 1895, huile sur toile d'Aristide Maillol

Palavas, son port et son environnement ont souvent été représenté par de nombreuses œuvres, certaines ayant été exécutées par des peintres notoires dont notamment :
Claude Joseph Vernet, né à Avignon, le 14 août 1714, et mort à Paris, le 3 décembre 1789, est un peintre, dessinateur et graveur français, célèbre pour ses marines. Il a notamment peint les ports de Marseille et de Sète.
Gustave Courbet, né le 10 juin 1819 à Ornans, près de Besançon (Doubs), et mort le 31 décembre 1877 à La Tour-de-Peilz en Suisse, est un peintre et sculpteur français, chef de file du courant réaliste. Celui-ci séjourna en 1854, invité par son ami Alfred Bruyas, collectionneur, en 1857 et 1869. Il y peint d'abord une huile sur toile de 27 × 46 cm : Le Bord de la mer à Palavas (visible à Montpellier au musée Fabre), puis les bords de la mer à Palavas huile sur toile de 60 × 73,5 cm (visible au Muma, le Havre) et aussi mer calme à Palavas huile sur toile 74 × 93 cm de 1857 (visible au musée Paul Valery à Sète) dont la variante de 1869 est visible au Metropolitan museum of Art (New-York).
Émile Beaussier est un peintre français, né le 31 décembre 1874 à Avignon (Vaucluse). Il s'est particulièrement illustré dans la peinture de marines en signant plusieurs tableaux représentant le port de Marseille et de Martigues.
Aristide Maillol, né le 8 décembre 1861 à Banyuls-sur-Mer, (Pyrénées-Orientales), où il est mort le 27 septembre 1944, est un peintre, graveur et sculpteur français. Avant d'être sculpteur, Maillol commence sa carrière dans la peinture, notamment dans son petit village de Banyuls sur mer. Un tableau exposé au Musée d'Orsay et dénommé « La femme à l'ombrelle » représente en arrière-plan, la plage de Banyuls et le golfe du Lion. Il faut également rappeler le nom de Pierre François, un peintre français, né le 26 septembre 1935 à Sète, spécialiste d’une figuration débridée, mort le 14 février 2007 et inhumé au cimetière marin de Sète, face au golfe du Lion. Il est l'auteur de nombreuses illustrations marines, notamment dans l'ouvrage de Yves Rouquette, dénommé Sète et son archipel et paru aux éditions Loubatières.

### Dans la littérature

#### Dans la poésie
Le Cimetière marin de Paul Valéry est connu comme étant un des plus célèbres poèmes de Paul Valéry (1871-1945), écrivains et poète né à Sète. Il a été publié en 1920 par Émile-Paul Frères, puis recueilli dans Charmes (1922). À la mort de l'auteur de ce poème, le cimetière Saint-Charles fut rebaptisé « Cimetière marin » et Paul Valéry y fut enterré.
Le poème est évoqué par Georges Brassens dans sa chanson Supplique pour être enterré à la plage de Sète (1966).

### Au cinéma
Ces films, dont la liste (non exhaustive) figure ci-dessous, permettent de découvrir de nombreuses vues présentant le Golfe du Lion, présenté selon un axe est ouest :
- La Ciotat

Au moins treize tournages ont été répertoriés dont le film de Stéphane Clavier, Lovely Rita, sainte patronne des cas désespérés, sorti en 2003 ainsi que le film d'André Téchiné, Les Témoins, sorti en  2007 :
- Marseille et ses environs

Marseille est devenue la deuxième ville de France la plus filmée après Paris : elle a accueilli selon la mairie plus de 1 300 tournages en dix ans, dont 15 longs-métrages en 2014. Le Golfe du Lion y est visible dans de nombreux films dont la célèbre Trilogie marseillaise de Marcel Pagnol ou Le Comte de Monte-Cristo qui bénéficia de nombreux remakes.
- La Camargue et le Delta du Rhône

Heureux qui comme Ulysse est un film français réalisé en 1969 par Henri Colpi, sorti en 1970.
Rencontre avec le dragon est un film français réalisé par Hélène Angel, sorti en 2003.
- Le Grau du Roi et Martigues

Peau de banane est un film franco-italien réalisé par Marcel Ophüls et sorti en 1963.
- La Grande-Motte et Carnon

Vive les femmes ! est un film français réalisé par Claude Confortès en 1983;
Sans toit ni loi est un film français réalisé par Agnès Varda en 1985.
Pauline détective est un film français réalisé par de Marc Fitoussi en 2012
- Palavas-les-Flots

Voyage Surprise de Pierre Prévert, est un film français sorti en 1947;
Un week-end sur deux de Nicole Garcia, est un film français sorti en 1990;
Scènes de crimes de Frédéric Schoendoerffer, est un film français sorti en 2000.
- Séte et ses environs :

Près d'une vingtaine de films répértoriés, dont :
Pépé le Moko est un film français de Julien Duvivier, sorti en 1937;
Gaspard et Robinson : film français réalisé par Tony Gatlif, sorti en 1990;
Au loin... l'horizon : film français réalisé par Olivier Vidal, sorti en 2002;
La Graine et le Mulet : film français écrit et réalisé par Abdellatif Kechiche, sorti en 2007.
Les Plages d'Agnès : film français écrit et réalisé par Agnès Varda et sorti en 2008.
Tout nous sépare : film français écrit et réalisé par Thierry Klifa, sortie en 2017.
- Agde et ses environs

Les Textiles est un film français réalisé par Franck Landron, sorti en 2004,
Le Bénévole de Jean-Pierre Mocky, film français sorti en 2006.
- Gruissan et ses environs

Cap au large est un film français réalisé par Jean-Paul Paulin, sorti en 1942;
37°2 le matin est un film français réalisé par Jean-Jacques Beineix, sorti en 1986 (ce film fut tourné dans un village de cabanes de pêcheurs de Gruissan-plage, dénommé Les chalets de Gruissan).
- Port-la-Nouvelle et ses environs

Le Passager est un film français réalisé par Éric Caravaca, sorti en 2005.
- Argelès-sur-Mer et Collioure

Le Fils de Caroline chérie, de Jean Devaivre, film français sorti en 1955,
La Fête espagnole est un film français réalisé par Jean-Jacques Vierne, sorti en 1961.
Et Satan conduit le bal, de Grisha Dabat, film français sorti en 1962.
- Banyuls-sur-mer

Désirella, de Jean-Claude Dague, film français sorti en 1969,
L'Étalon, de Jean-Pierre Mocky, film français sorti en 1970,
Orage, film français de Fabrice Camoin, sorti en 2015.
- Du Var jusqu'au Pyrénées-Orientales

Le Petit Baigneur est un film franco-italien réalisé par Robert Dhéry, sorti en 1968 (ce film présente de nombreuses de vues de nombreux endroits du Golfe du Lion, notamment La Seyne-sur-Mer, le Phare de Faraman, Les Cabanes-de-Fleury et Collioure).

### À la télévision

#### Reportages
Crimes dans le golfe du Lion est un épisode de l'émission Crimes, diffusée sur NRJ 12 : il s'agit d'une série de trois reportages liés à des affaires criminelles et diffusée la première fois le 11 septembre 2017 et présentée par Jean-Marc Morandini. Les communes évoquées sont Istres, Beaucaire (qui ne borde pas le golfe) et Aigues-Mortes.

#### Fictions
Tournage à Marseille

Plus belle la vie est un feuilleton télévisé français met en scène le quotidien des habitants d'un quartier imaginaire de Marseille, le Mistral.
La Tueuse caméléon est un téléfilm policier réalisée par Josée Dayan avec Catherine Frot et Jeanne Balibar et diffusée pour la première fois le 17 février 2017 sur France 2.
 Ce téléfilm policier nous présente une traque entre deux femmes : l'une policière et l'autre tueuse en série avec comme décor, de nombreuses vues du le port et la rade de Marseille. La criminelle se débarrasse d'ailleurs souvent des preuves de ses méfaits dans les eaux de la Méditerranée ou elle finira, elle aussi, par disparaître à la fin du film.
Tournages sur Sète, Frontignan et Palavas-les-flots

Candice Renoir est une série télévisée policière française créée par Solen Roy-Pagenault, Robin Barataud et Brigitte Peskine, avec Cécile Bois dans le rôle-titre et Stéphane Blancafort, et diffusée à partir du 19 avril 2013 sur France 2.
 Cette série policière, diffusée très récemment sur France Télévision, est tournée en décors naturels : on peut notamment découvrir dans les divers épisodes qui se succèdent, les plages de Sète, de Frontignan et même de Palavas-les-flots (dont on peut découvrir le phare de la méditerranée, élément important de l'enquête, dans le 8e épisode de la saison 5), le port de Sète et ses docks et l'arrière-pays sétois et montpelliérain, ainsi que l'étang de Thau. C'est d'ailleurs l'ancien bâtiment de la caisse primaire d'assurance maladie de Sète qui sert de décor au commissariat central où se retrouvent les divers protagonistes et héros de cette série.
Robin est un téléfilm français réalisé par Alice Douard, diffusé pour la première fois le 24 novembre 2017 sur Arte a été tourné en grande partie à Sète.
Tournages sur « Agde et Le Cap d'Agde »

Crime dans l'Hérault d'Éric Duret avec Florence Pernel (2019).
Tournages sur « Montpellier Méditerranée Métropole »

Tandem est une série policière française, produite par Sébastien Pavard, Cécile Grenouillet et Olivier Guedj, avec Astrid Veillon et Stéphane Blancafort diffusée depuis le 29 mars 2016 sur France 3.
Dans cette série policière un des principaux personnages joué par Stéphane Blancafort dans le rôle du capitaine Marchal loge dans une maison offrant une magnifique vue sur le golfe du Lion. D'autres prises de vue, notamment aériennes, présentent le secteur de Villeneuve-lès-Maguelone.
Tournages dans plusieurs communes du Golfe du Lion

Le Secret d'Élise est une mini-série télévisée française réalisée par Alexandre Laurent et diffusée en France à compter du 8 février 2016 sur TF1.
 La plupart des scènes de cette mini-série ont été tournées dans l'Hérault, notamment Marseillan, dans le secteur de l'étang de Thau, mais aussi dans le Gard, sur le site de l'hôpital du Grau-du-Roi et sur le site sauvage de la Camargue gardoise, près de l'Espiguette (commune du Grau du Roi).

### Dans la chanson
Le golfe, ses ports et ses rivages ont inspiré, des chanteurs français, notamment Christophe (la Camargue en 1966, sortie en 45 tours), ou Anthony Dupray (Palavas en 1994), mais ce sont Charles Trénet et Georges Brassens qui, de par leurs célébrités et leurs postérités, ont le mieux représenté la partie maritime du Languedoc :
« La Mer » de Charles Trénet

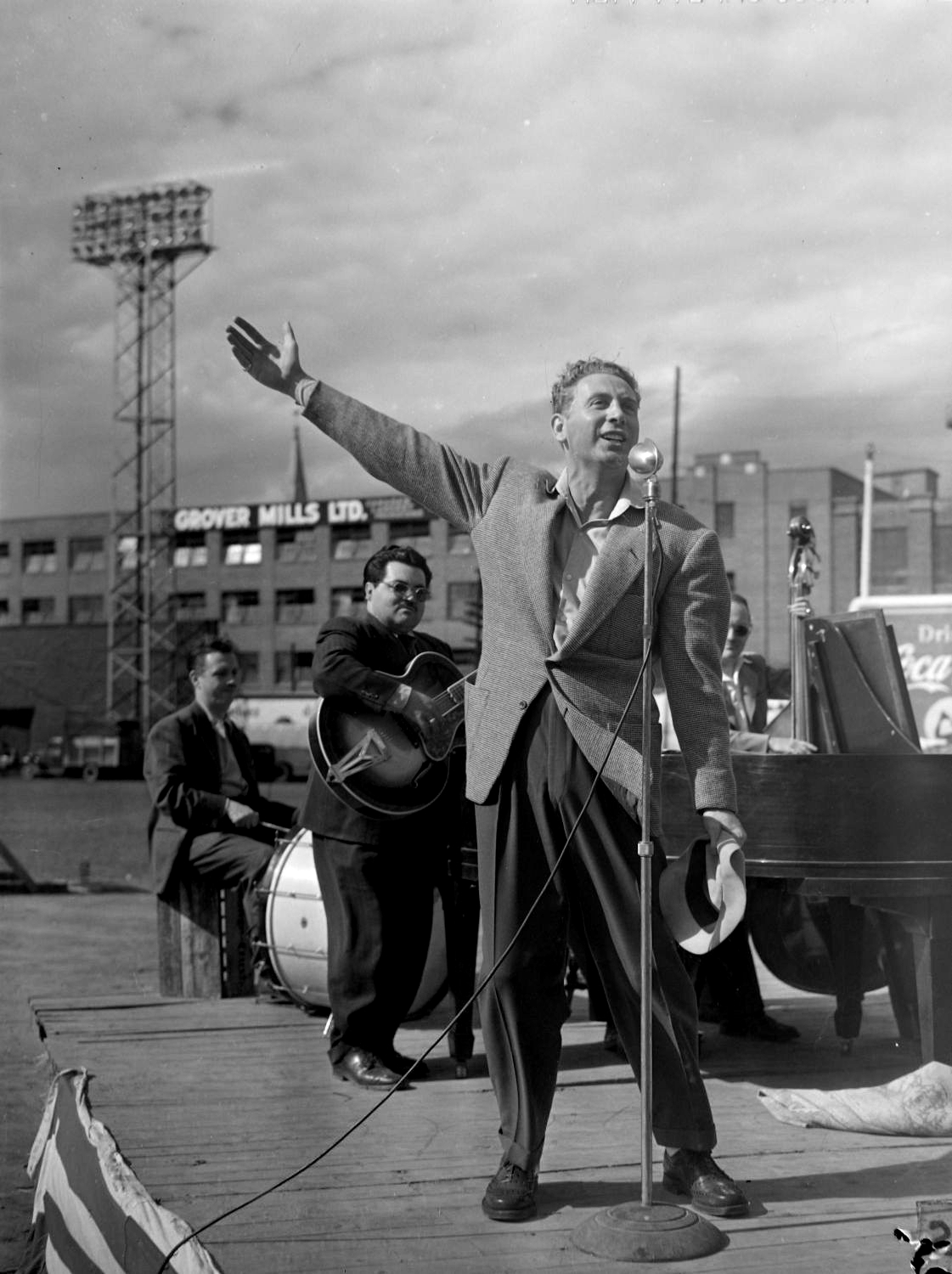
Charles Trenet en concert à Montréal en 1946

« La Mer » est une chanson de 1946 de Charles Trenet. En 1943, alors qu'il se rend de Montpellier à Perpignan en train en compagnie du chanteur Roland Gerbeau, du pianiste Léo Chauliac et de son secrétaire, Charles Trenet observant le paysage défiler, longeant souvent la côte méditerranéenne est inspiré et en une vingtaine de minutes écrit la chanson La Mer, s'inspirant de la côte languedocienne et du golfe du Lion et surtout de l’étang de Thau qui défilait à la fenêtre de son wagon.
« […] La mer

Les a bercés

Le long des golfes clairs

Et d'une chanson d'amour

La mer

A bercé mon cœur pour la vie […] »
L'auteur compositeur ne croit pas au potentiel de sa chanson qu'il trouve « solennelle et rococo » et ne l'enregistre pas tout de suite. Il la propose à la chanteuse Suzy Solidor qui la rejette en prétextant : « Des chansons sur la mer, on m'en envoie dix par jour ! ». À la mort de son auteur, survenue en 2001, plus de 70 millions de copies de La Mer ont été vendues.
« La jolie Sardane » de Charles Trénet
Cette chanson de Charles Trénet, écrite en 1952, évoque, au-delà d'une vieille danse locale, le petit port espagnol de Collioure, ses habitants, sa plage et ses galets « verts et roses », ses barques et ses voiles […] et la mer.
« Gruissan, mes amours » de Charles Trénet
Cette chanson, écrite en 1981, évoque la petite ville côtière de Gruissan, très chère au chanteur originaire de Narbonne, ville toute proche. Ce chanteur auteur compositeur a d'ailleurs écrit d'autres chansons ayant pour thème la mer telles que « Le vieux piano de la plage » mais sans citer explicitement de lieux géographiques.
« Supplique pour être enterré sur la plage de Sète » de Georges Brassens

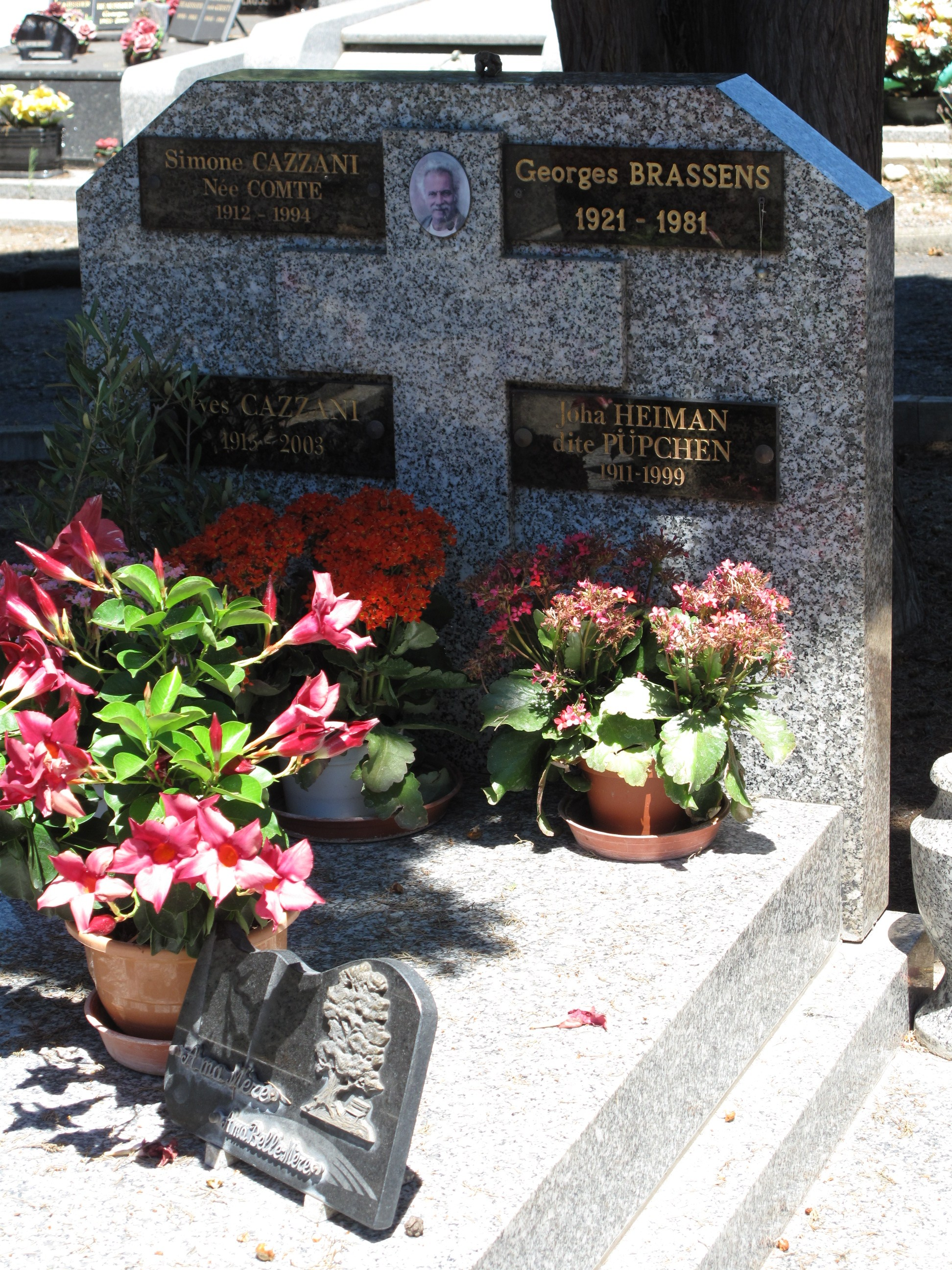
Tombe de Georges Brassens au cimetière de Sète

Cette chanson a été écrite, composée et interprétée par Georges Brassens et sortie en 33 tours en 1966 sur l'album album éponyme. Georges Brassens, bien que demeurant à Paris depuis le milieu de la Seconde Guerre mondiale est né à Sète en 1921, a gardé un très fort attachement pour sa ville natale dans laquelle il souhaiterait être inhumé.
Le chanteur cite expressément le golfe du Lion dans sa chanson
« […] Trempe, dans l'encre bleue du golfe du Lion,

Trempe, trempe ta plume, ô mon vieux tabellion […] »
et n'hésite pas à évoquer, non sans un humour assez grinçant, les pratiques balnéaires des touristes qui viennent sur la plage de Sète :
« […] Vous envierez un peu l'éternel estivant,

Qui fait du pédalo sur la vague en rêvant,

Qui passe sa mort en vacances […] »
Le texte de cette chanson fait aussi référence à l'écrivain Paul Valéry, lui également natif de à Sète, et à son poème « Le Cimetière marin ». Le texte explique que selon le vœu de Brassens : « mon cimetière soit plus marin que le sien ». Le chanteur sera cependant inhumé dans le cimetière du « Py », cimetière municipal de Sète situé non loin du centre hospitalier et qui domine l'étang de Thau.